# Список птахів Австралії
Це перелік птахів, що трапляються в Австралії, включаючи підлеглі острови та території: острів Різдва, Кокосові острови, острови Ашмор і Картьє, острови Торресової протоки, острови Коралового моря, Лорд-Гав, Норфолк, Маккуорі та острови Герд і Макдональд, окрім Австралійської антарктичної території. У списку 957 існуючих та вимерлих видів.

## Страусоподібні
Родина: Страусові (Struthionidae)

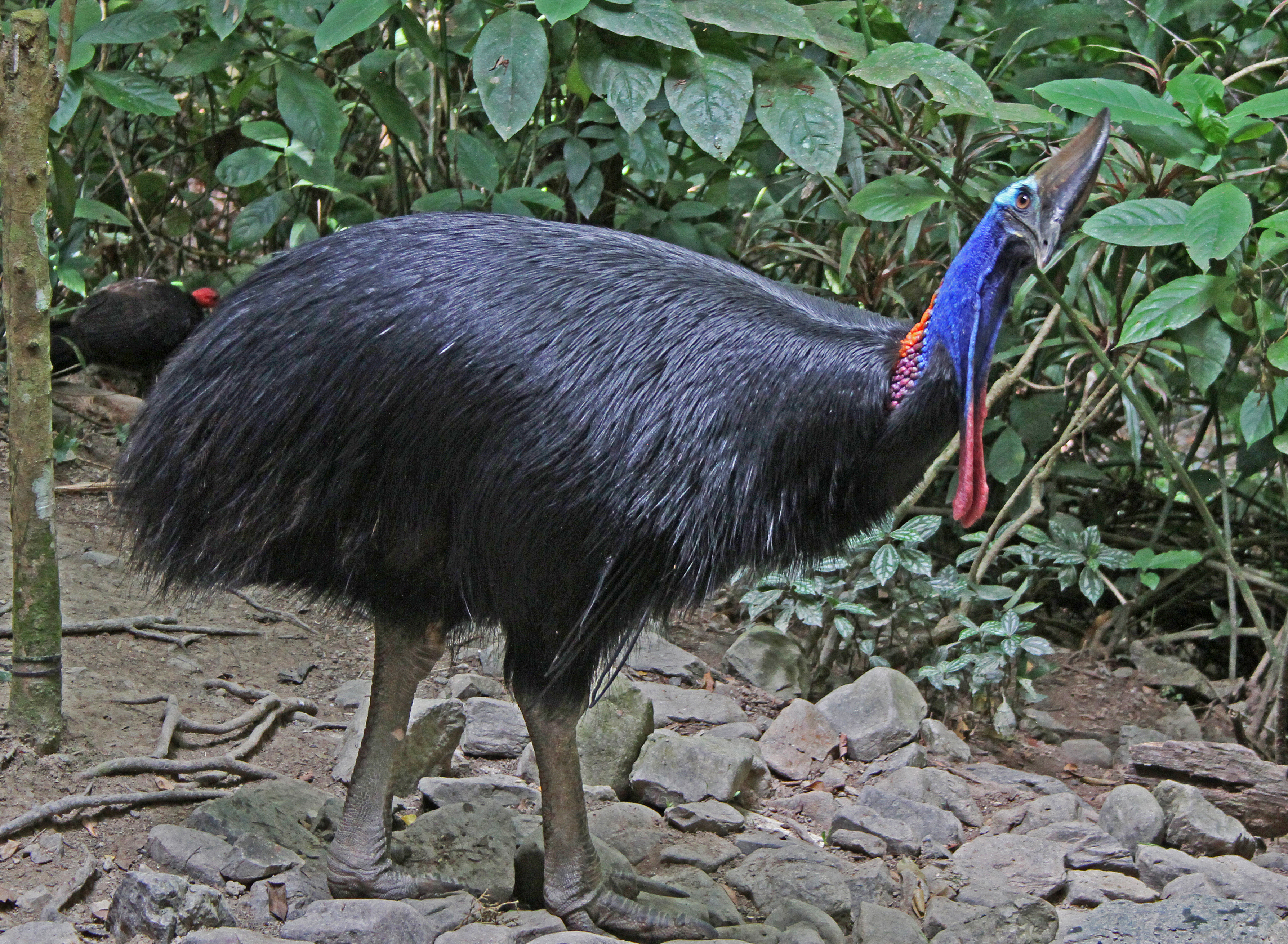
Казуар звичайний

Зафіксовано 1 завезений вид. Страуси є чужорідними для Австралії, але здичавілі популяції знаходяться в Південній Австралії та на кордоні Нового Південного Уельсу і Вікторії.
| Українська назва | Біноміальна назва | Примітки       |
| ---------------- | ----------------- | -------------- |
| Страус звичайний | Struthio camelus  | інтродукований |

## Казуароподібні

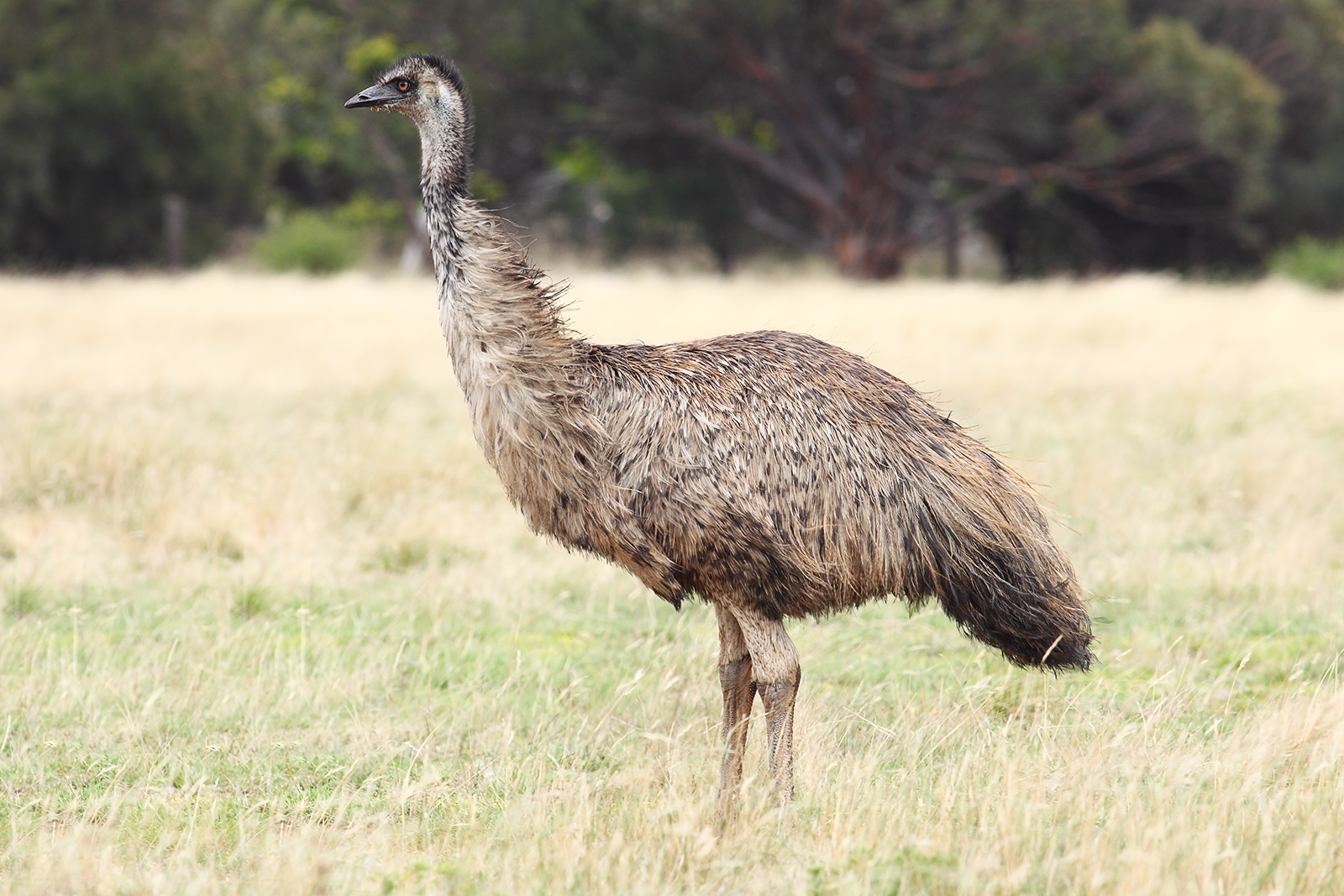
Ему

Родина: Казуарові (Casuariidae)
Зафіксовано 2 види
| Українська назва   | Біноміальна назва        | Примітки |
| ------------------ | ------------------------ | -------- |
| Казуар звичайний   | Casuarius casuarius      |          |
| Ему австралійський | Dromaius novaehollandiae |          |

## Гусеподібні
Родина: Уракові (Anseranatidae)
Зафіксовано 1 вид
| Українська назва | Біноміальна назва     | Примітки |
| ---------------- | --------------------- | -------- |
| Урако            | Anseranas semipalmata |          |

Родина: Качкові (Anatidae)

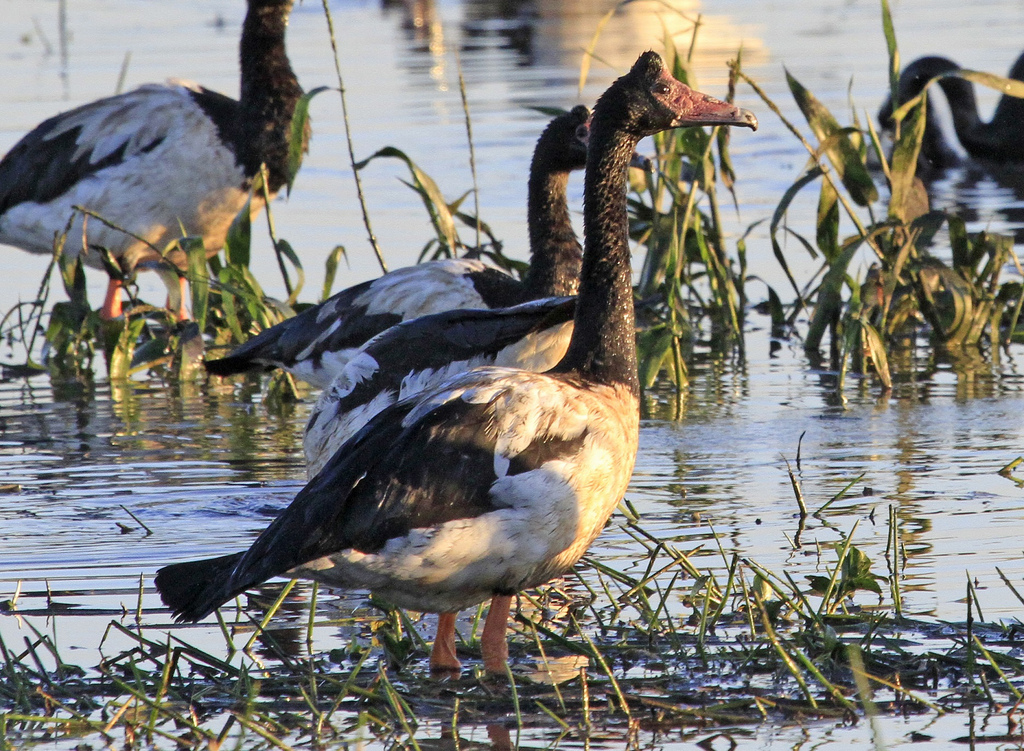
Урако. Фогська гребля, Північна територія, Австралія

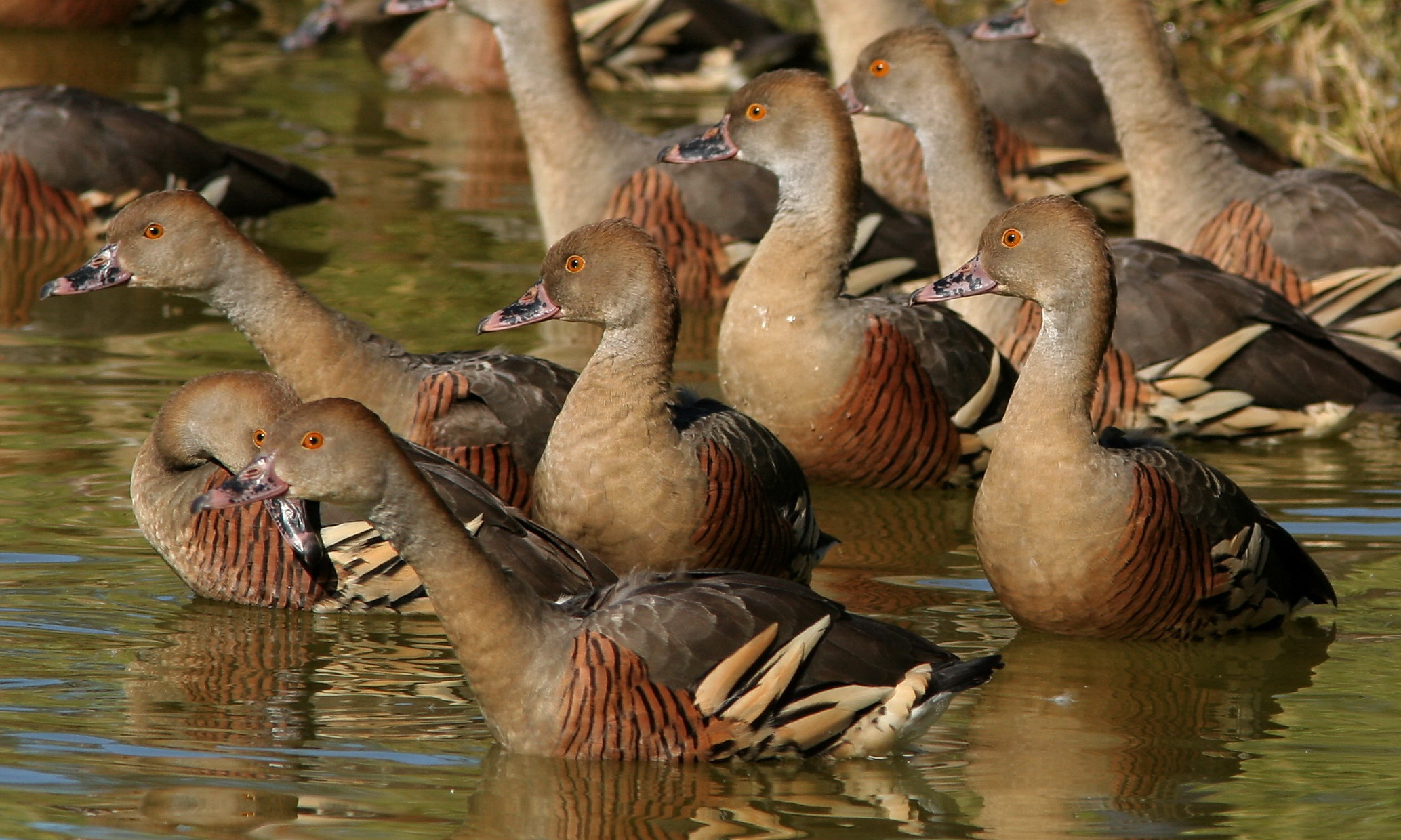
Dendrocygna eytoni

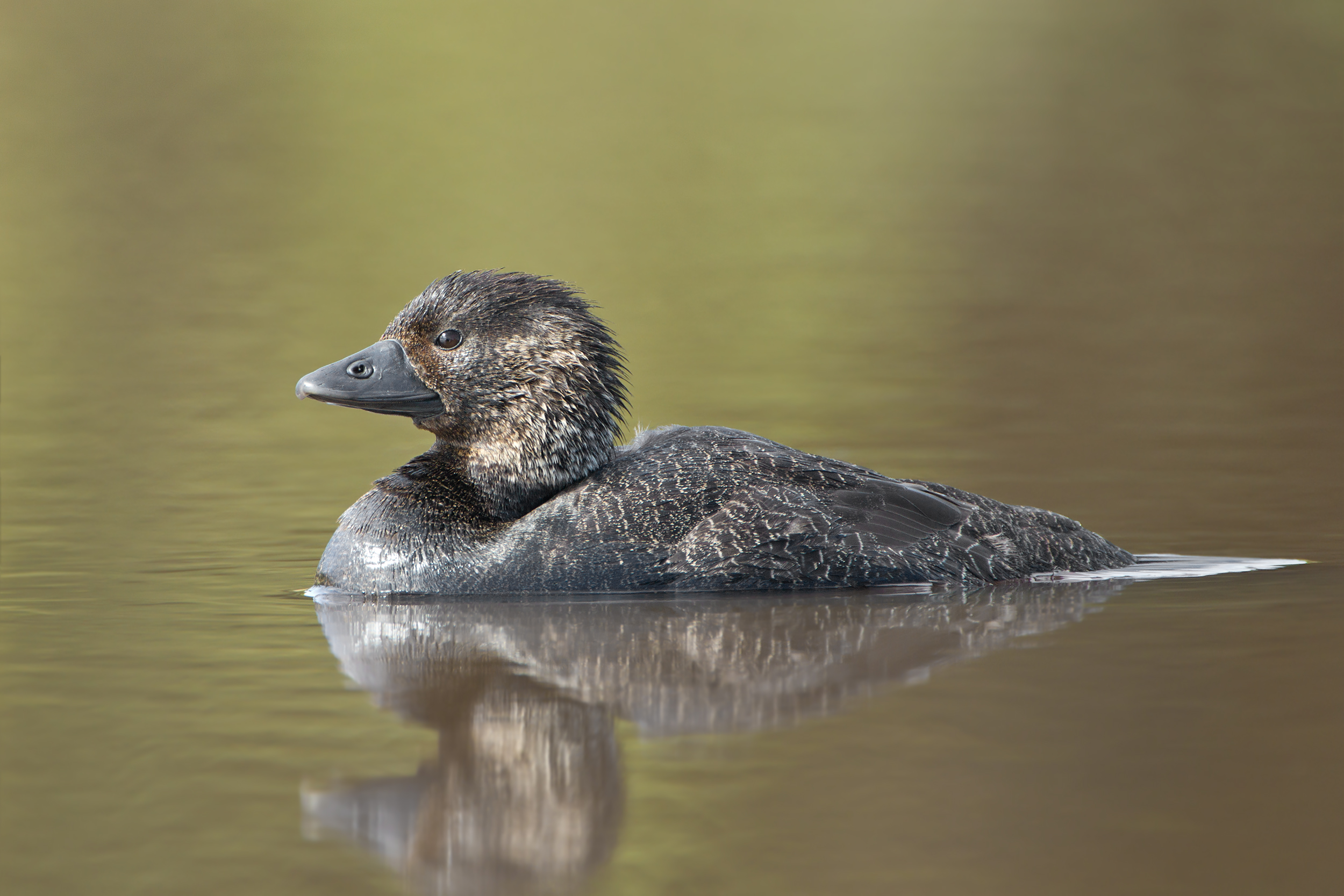
Biziura lobata

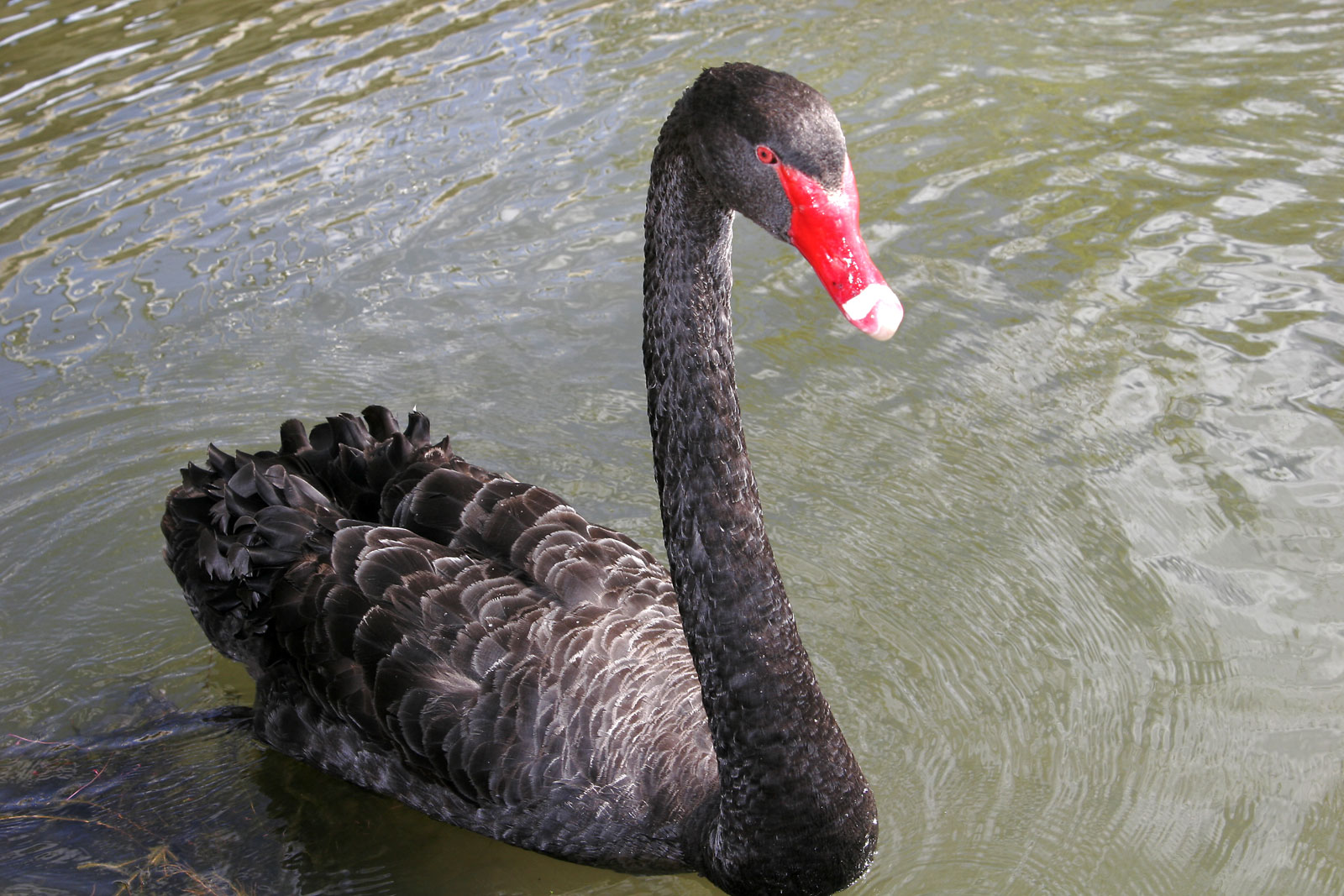
Лебідь чорний

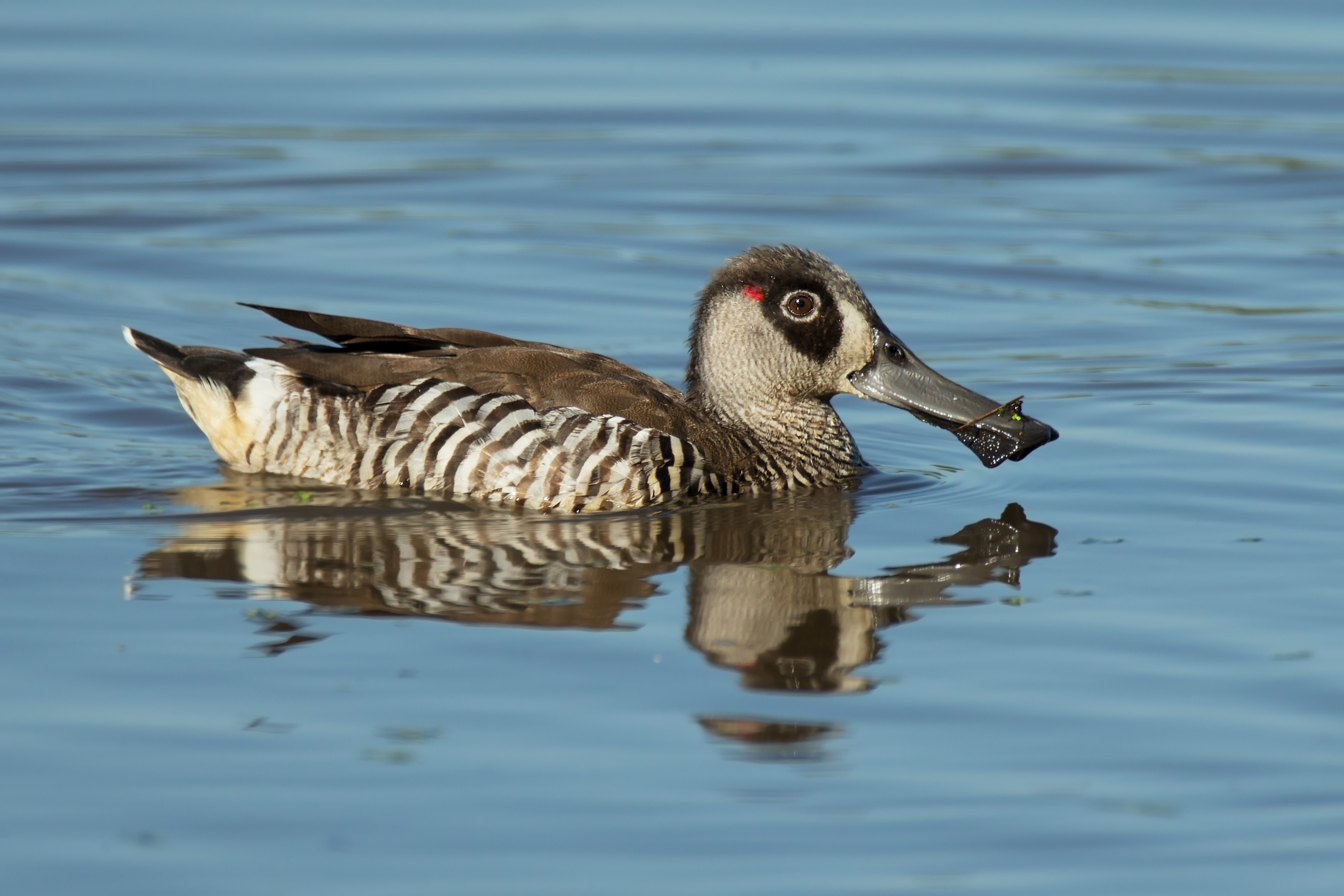
Malacorhynchus membranaceus

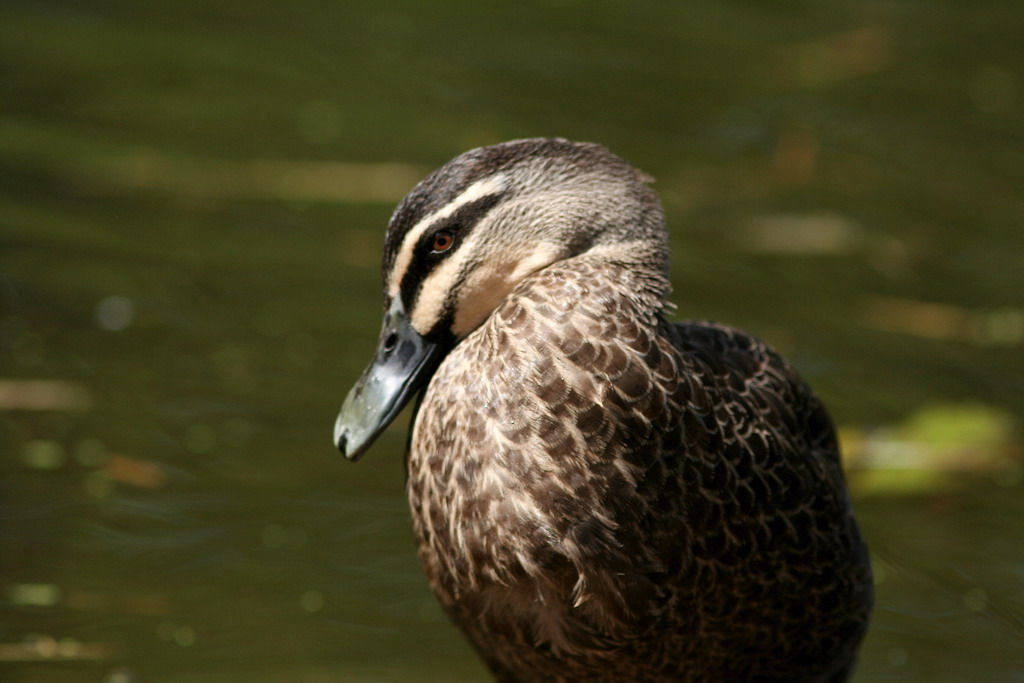
Anas superciliosa

Зафіксовано 29 видів [20 корінних, 2 завезених, 7 бродячих]
| Українська назва           | Біноміальна назва           | Примітки                                   |
| -------------------------- | --------------------------- | ------------------------------------------ |
| Свистач плямистобокий      | Dendrocygna guttata         |                                            |
| Свистач австралійський     | Dendrocygna eytoni          |                                            |
| Свистач філіппінський      | Dendrocygna arcuata         |                                            |
| Казарка канадська          | Branta canadensis           | бродячий                                   |
| Гуска тасманійська         | Cereopsis novaehollandiae   |                                            |
| Пато                       | Stictonetta naevosa         |                                            |
| Лебідь-шипун               | Cygnus olor                 | інтродукований                             |
| Лебідь чорний              | Cygnus atratus              |                                            |
| Галагаз-раджа              | Radjah radjah               |                                            |
| Галагаз австралійський     | Tadorna tadornoides         |                                            |
| Галагаз мінливий           | Tadorna variegata           | бродячий, Лорд-Гав і Новий Південний Уельс |
| Чирянка-крихітка чорношия  | Nettapus pulchellus         |                                            |
| Чирянка-крихітка індійська | Nettapus coromandelianus    |                                            |
| Качка гриваста             | Chenonetta jubata           |                                            |
| Чирянка велика             | Spatula querquedula         |                                            |
| Широконіска австралійська  | Spatula rhynchotis          |                                            |
| Широконіска                | Spatula clypeata            | бродячий                                   |
| Свищ                       | Mareca penelope             | бродячий                                   |
| Крижень австралійський     | Anas superciliosa           |                                            |
| Крижень                    | Anas platyrhynchos          | інтродукований                             |
| Шилохвіст                  | Anas acuta                  | бродячий                                   |
| Чирянка мала               | Anas crecca                 | бродячий, Кокосові острови                 |
| Чирянка світлогорла        | Anas gracilis               |                                            |
| Чирянка австралійська      | Anas castanea               |                                            |
| Качка-лопатоніс            | Malacorhynchus membranaceus |                                            |
| Чернь австралійська        | Aythya australis            |                                            |
| Чернь чубата               | Aythya fuligula             | бродячий                                   |
| Савка австралійська        | Oxyura australis            |                                            |
| Савка сіра                 | Biziura lobata              |                                            |

## Куроподібні
Родина: Великоногові (Megapodiidae)
Зафіксовано 3 корінних види.
| Українська назва         | Біноміальна назва    | Примітки |
| ------------------------ | -------------------- | -------- |
| Великоніг східний        | Alectura lathami     |          |
| Великоніг строкатий      | Leipoa ocellata      |          |
| Великоніг австралійський | Megapodius reinwardt |          |

Родина: Цесаркові (Numididae)

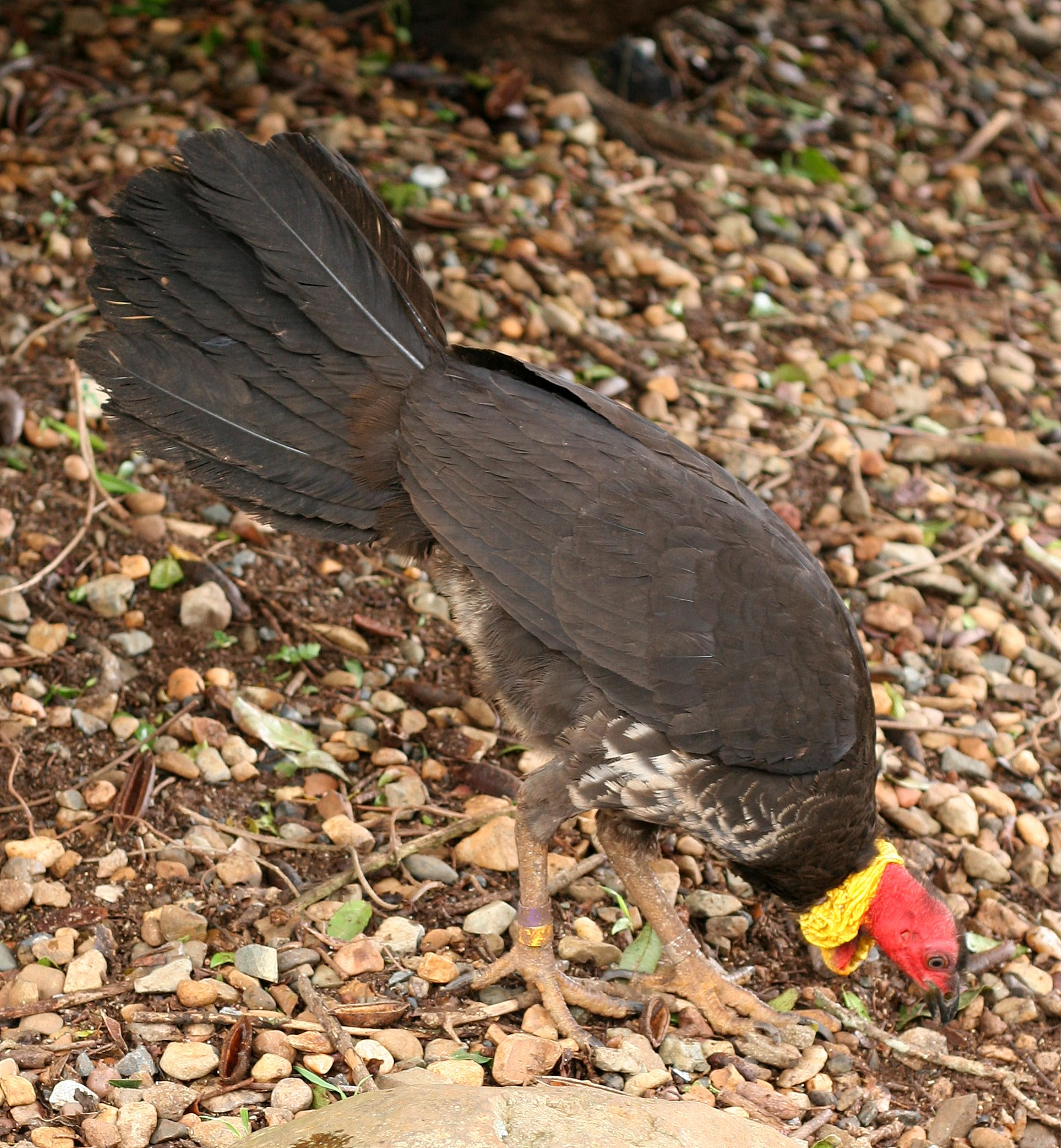
Великоніг східний

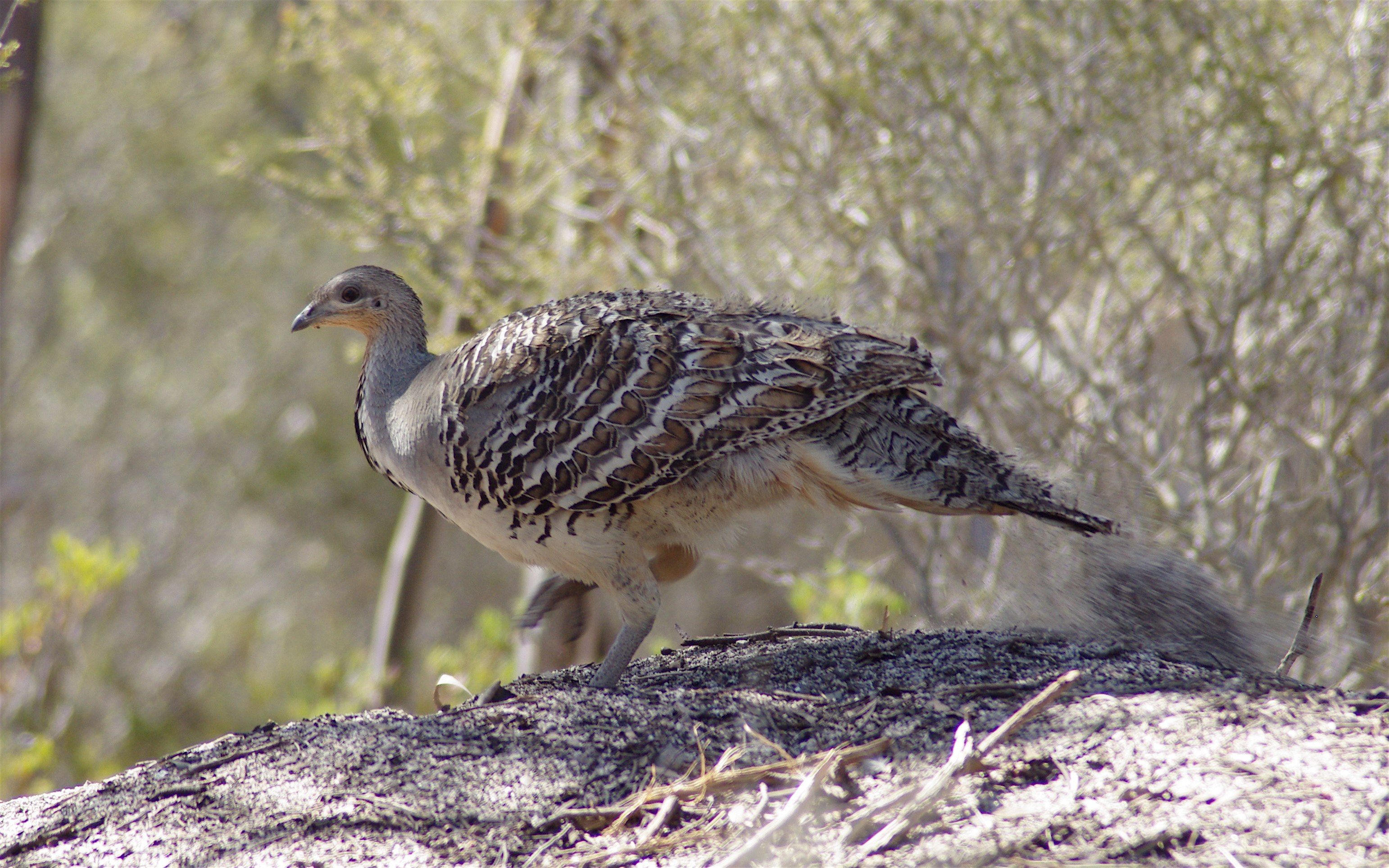
Великоніг строкатий

Зафіксовано 1 інтрудукований вид. Цесаркові не походять з Австралії, але дикі популяції одного виду існують у Квінсленді.
| Українська назва | Біноміальна назва | Примітки       |
| ---------------- | ----------------- | -------------- |
| Цесарка звичайна | Numida meleagris  | інтродукований |

Родина: Токрові (Odontophoridae)
Зафіксовано 1 інтродукований вид.
| Українська назва          | Біноміальна назва      | Примітки                           |
| ------------------------- | ---------------------- | ---------------------------------- |
| Перепелиця каліфорнійська | Callipepla californica | завезений на Норфолк і Кінг-Айленд |

Родина: Фазанові (Phasianidae)

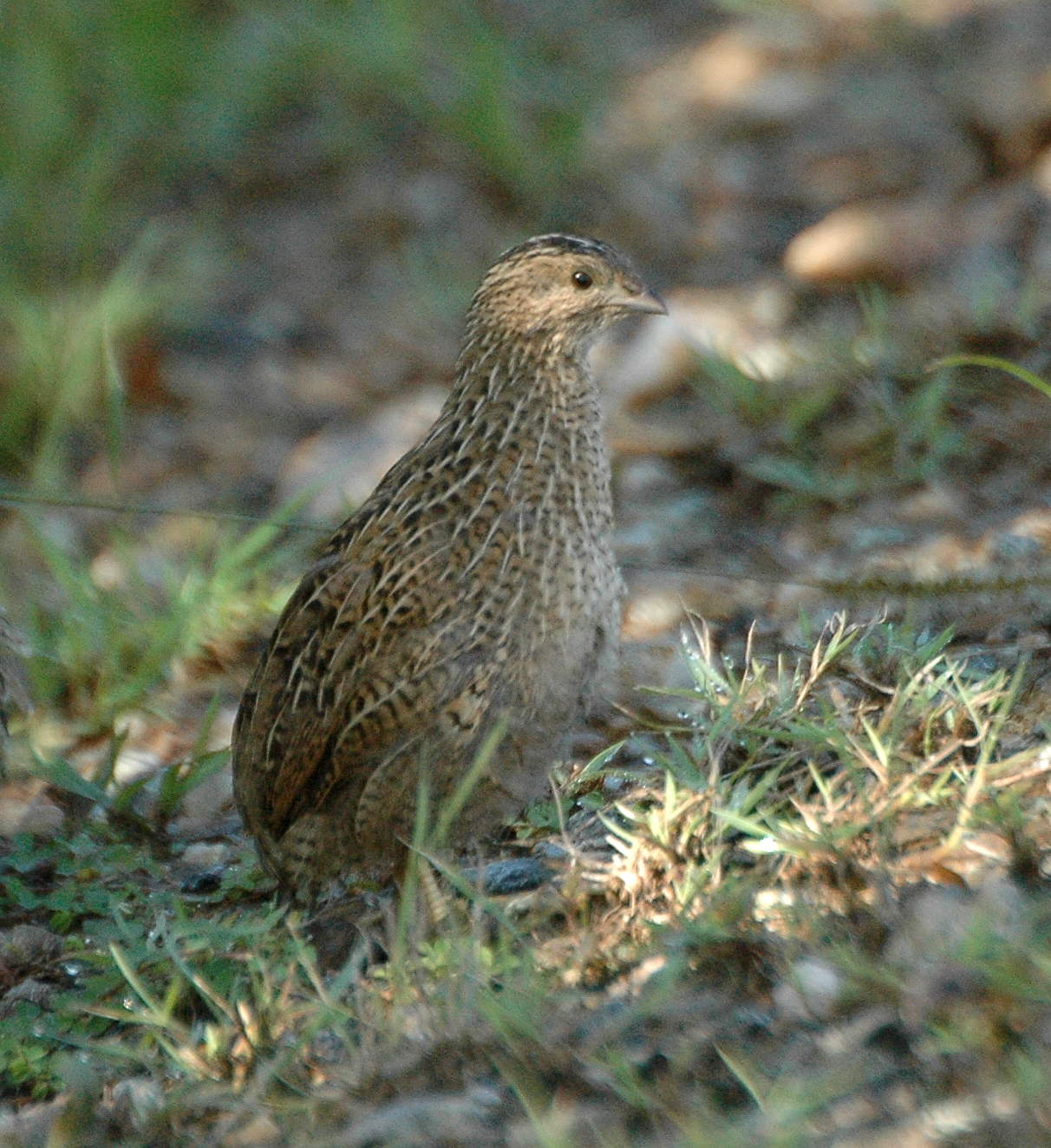
Coturnix ypsilophora

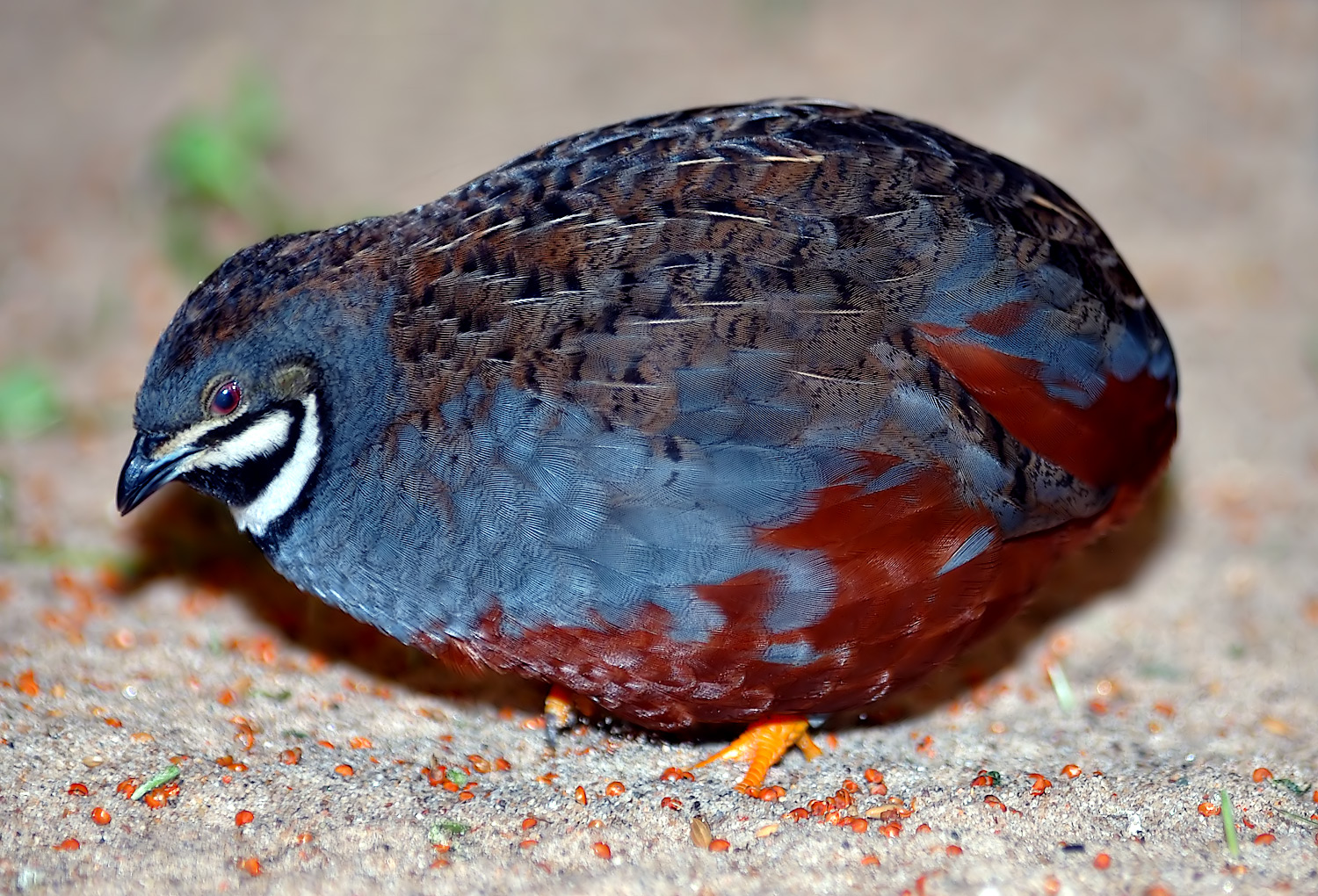
Китайська перепілка

Зафіксовано 8 видів [3 місцеві, 5 інтродуковані].
| Українська назва        | Біноміальна назва       | Примітки                                              |
| ----------------------- | ----------------------- | ----------------------------------------------------- |
| Павич звичайний         | Pavo cristatus          | завезений на острови Кінг, Роттнест і Фюрно           |
| Перепілка бура          | Coturnix ypsilophora    |                                                       |
| Китайська перепілка     | Excalfactoria chinensis |                                                       |
| Перепілка австралійська | Coturnix pectoralis     |                                                       |
| Курка банківська        | Gallus gallus           | завезений на острів Норфолк та острів Різдва          |
| Курка зелена            | Gallus varius           | завезений на Кокосові острови                         |
| Фазан звичайний         | Phasianus colchicus     | завезений на острови Кінг, Фліндерс та Роттнест       |
| Індичка дика            | Meleagris gallopavo     | завезений на острови Кінг, Фліндерс та острів Кенгуру |

## Фламінгоподібні
Родина: Фламінгові (Phoenicopteridae)
Зафіксовано 1 бродячий вид. В Австралії зафіксоване лише одне спостереження фламінго на острові Північний Кілінг. Відомо також декілька доісторичних видів.
| Українська назва | Біноміальна назва     | Примітки                                |
| ---------------- | --------------------- | --------------------------------------- |
| Фламінго рожевий | Phoenicopterus roseus | бродячий, Кокосові (Кілінгські) острови |

## Пірникозоподібні

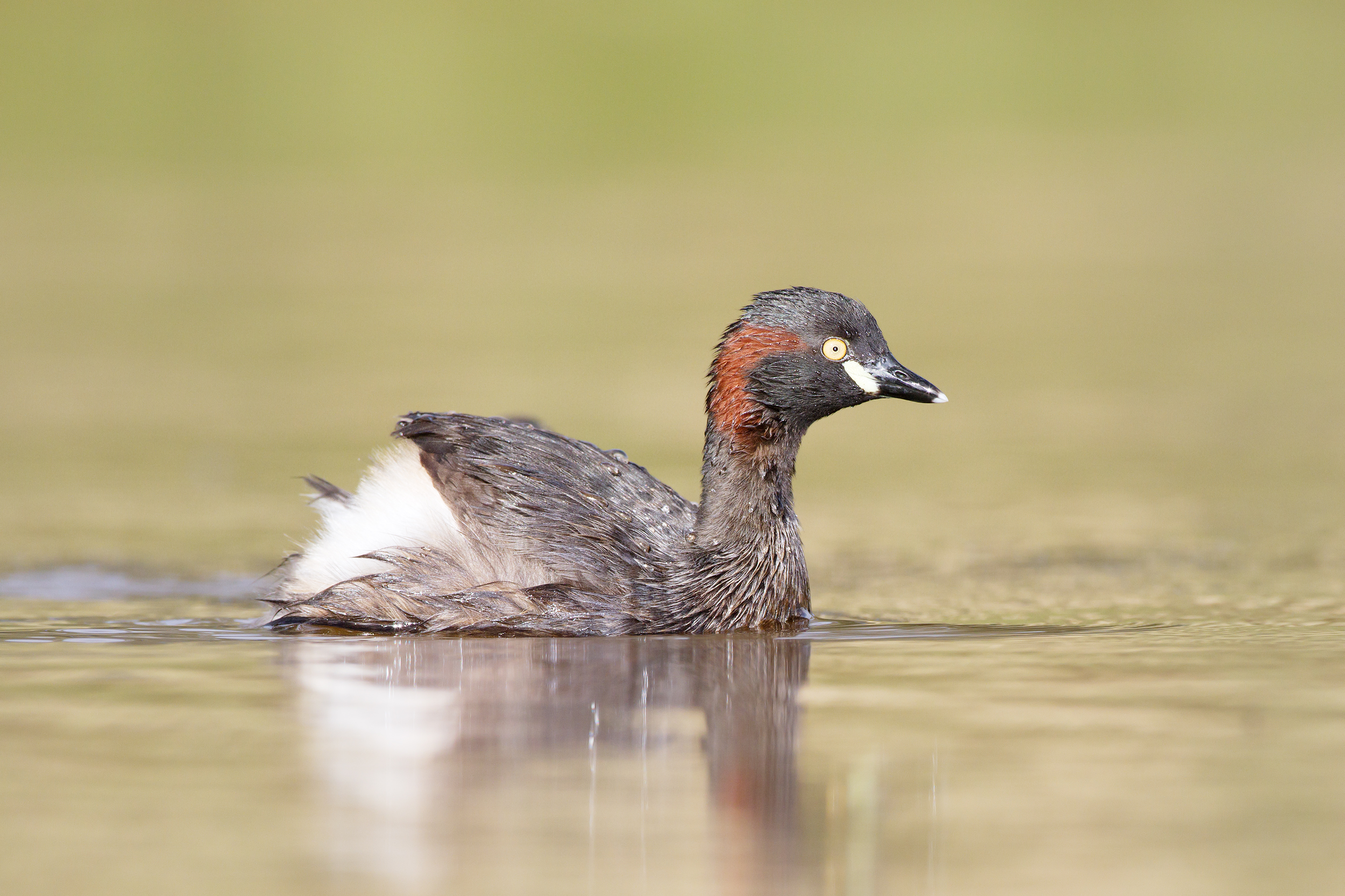
Tachybaptus novaehollandiae

Родина: Пірникозові (Podicipedidae)
Зафіксовано 4 види [3 корінні, 1 бродячий]
| Українська назва        | Біноміальна назва           | Примітки |
| ----------------------- | --------------------------- | -------- |
| Пірникоза мала          | Tachybaptus ruficollis      | бродячий |
| Пірникоза австралійська | Tachybaptus novaehollandiae |          |
| Пірникоза сивоголова    | Poliocephalus poliocephalus |          |
| Пірникоза велика        | Podiceps cristatus          |          |

## Голубоподібні
Родина: Голубові (Columbidae)

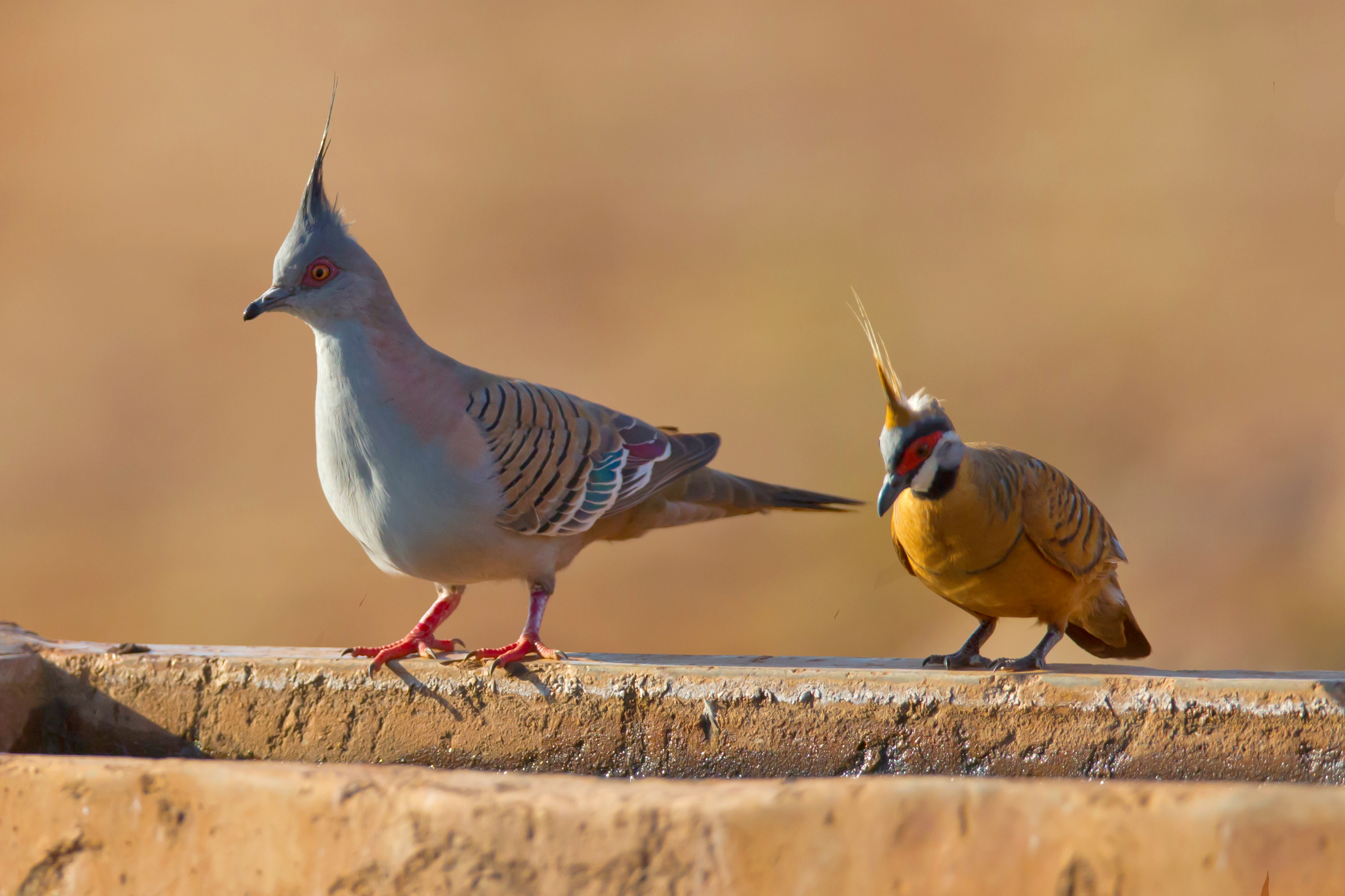
Ocyphaps lophotes і '

Зафіксовано 40 видів [27 тубільних, 3 інтродукованих, 7 бродячих, 2 локально вимерлих, 1 вимерлий]

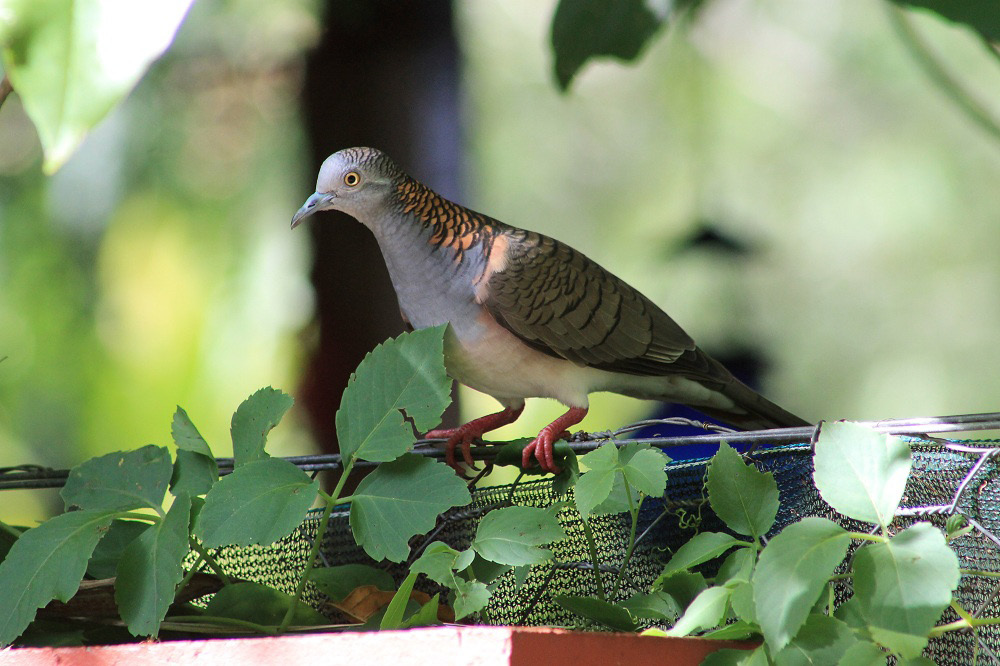
Geopelia humeralis. Домашній сад, місто Дарвін, Північна територія

| Українська назва      | Біноміальна назва          | Примітки                             |
| --------------------- | -------------------------- | ------------------------------------ |
| Голуб сизий           | Columba livia              | інтродукований                       |
|                       | Columba vitiensis          | локально вимер на острові Лорд-Гав   |
| Голуб білоголовий     | Columba leucomela          |                                      |
| Горлиця велика        | Streptopelia orientalis    | бродячий                             |
|                       | Streptopelia tranquebarica | бродячий, Острів Різдва              |
| Горлиця китайська     | Spilopelia chinensis       | інтродукований                       |
| Горлиця мала          | Spilopelia senegalensis    | інтродукований                       |
| Горлиця бура          | Macropygia phasianella     |                                      |
|                       | Chalcophaps indica         | Острів Різдва                        |
|                       | Chalcophaps longirostris   |                                      |
|                       | Chalcophaps stephani       | бродячий                             |
|                       | Alopecoenas norfolciensis  | вимер, Norfolk Island                |
|                       | Phaps chalcoptera          |                                      |
|                       | Phaps elegans              |                                      |
|                       | Phaps histrionica          |                                      |
|                       | Ocyphaps lophotes          |                                      |
|                       | Geophaps plumifera         |                                      |
|                       | Geophaps scripta           |                                      |
|                       | Geophaps smithii           |                                      |
|                       | Petrophassa rufipennis     |                                      |
|                       | Petrophassa albipennis     |                                      |
|                       | Leucosarcia melanoleuca    |                                      |
|                       | Geopelia cuneata           |                                      |
|                       | Geopelia placida           |                                      |
|                       | Geopelia humeralis         |                                      |
| Голуб нікобарський    | Caloenas nicobarica        | бродячий                             |
| Тілопо арнгемський    | Ptilinopus alligator       |                                      |
| Тілопо довгохвостий   | Ptilinopus magnificus      |                                      |
| Тілопо золотолобий    | Ptilinopus aurantiifrons   | бродячий                             |
| Тілопо смугастобокий  | Ptilinopus superbus        |                                      |
| Тілопо королівський   | Ptilinopus regina          |                                      |
| Тілопо аруйський      | Ptilinopus iozonus         | бродячий, острови Торресової протоки |
| Пінон жовтоокий       | Ducula concinna            | бродячий                             |
| Пінон острівний       | Ducula pistrinaria         |                                      |
| Пінон пурпуровий      | Ducula whartoni            | Острів Різдва                        |
| Пінон білогорлий      | Ducula mullerii            |                                      |
| Пінон австралійський  | Ducula spilorrhoa          |                                      |
|                       | Lopholaimus antarcticus    |                                      |
| Пінон новозеландський | Hemiphaga novaeseelandiae  | локально вимер на острові Норфолк    |

## Дрохвоподібні
Родина: Дрохвові (Otididae)
Зафіксовано 1 вид
| Українська назва     | Біноміальна назва  | Примітки |
| -------------------- | ------------------ | -------- |
| Дрохва австралійська | Ardeotis australis |          |

## Зозулеподібні

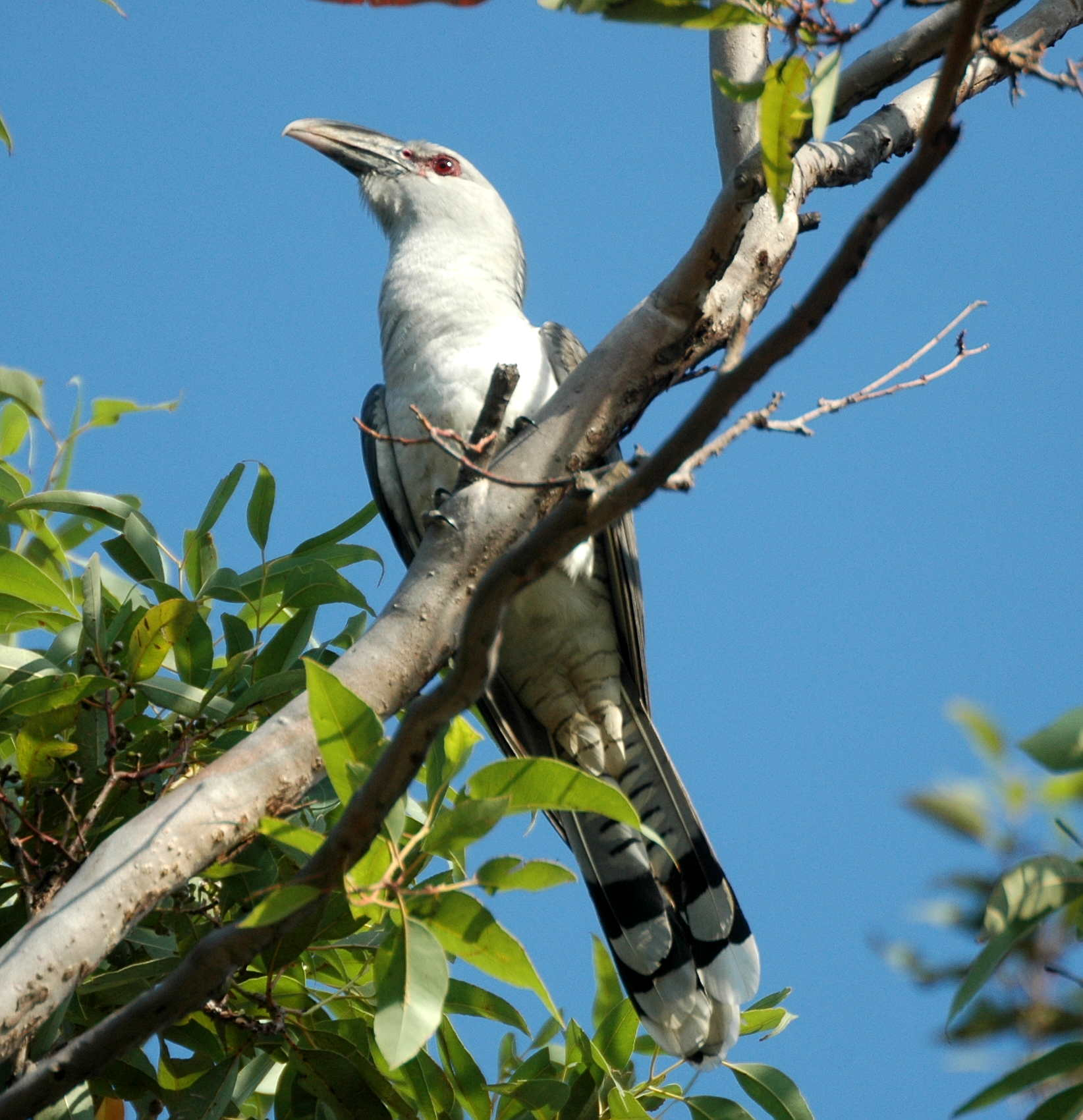
Scythrops novaehollandiae

Родина: Зозулеві (Cuculidae)
Зафіксовано 21 вид [14 тубільних, 7 бродячих]
| Українська назва       | Біноміальна назва          | Примітки                                                   |
| ---------------------- | -------------------------- | ---------------------------------------------------------- |
| Коукал малий           | Centropus bengalensis      | бродячий, Острови Ашмор і Картьє                           |
| Коукал смугастохвостий | Centropus phasianinus      |                                                            |
| Зозуля каштановокрила  | Clamator coromandus        | бродячий                                                   |
|                        | Eudynamys scolopaceus      | бродячі, Острів Різдва, острови Барроу та Кокосові острови |
| Коель східний          | Eudynamys orientalis       |                                                            |
| Коель новозеландський  | Urodynamis taitensis       | бродячий, Лорд-Гав і острів Норфолк                        |
| Зозуля-велет           | Scythrops novaehollandiae  |                                                            |
| Зозуля довгодзьоба     | Chrysococcyx megarhynchus  |                                                            |
| Дідрик рудохвостий     | Chrysococcyx basalis       |                                                            |
| Дідрик австралійський  | Chrysococcyx osculans      |                                                            |
| Дідрик смугастощокий   | Chrysococcyx lucidus       |                                                            |
| Дідрик зеленоголовий   | Chrysococcyx minutillus    |                                                            |
| Зозуля бліда           | Cacomantis pallidus        |                                                            |
| Кукавка рудочерева     | Cacomantis castaneiventris |                                                            |
| Кукавка віялохвоста    | Cacomantis flabelliformis  |                                                            |
| Кукавка австралійська  | Cacomantis variolosus      |                                                            |
| Зозуля-дронго азійська | Surniculus lugubris        | бродячий                                                   |
| Зозуля велика          | Hierococcyx sparverioides  | бродячий, острів Різдва                                    |
| Зозуля індокитайська   | Hierococcyx nisicolor      | бродячі, Кокосові острови                                  |
| Зозуля короткокрила    | Cuculus micropterus        | бродячий, Кокосові острови                                 |
| Зозуля сибірська       | Cuculus optatus            |                                                            |

## Дрімлюгоподібні

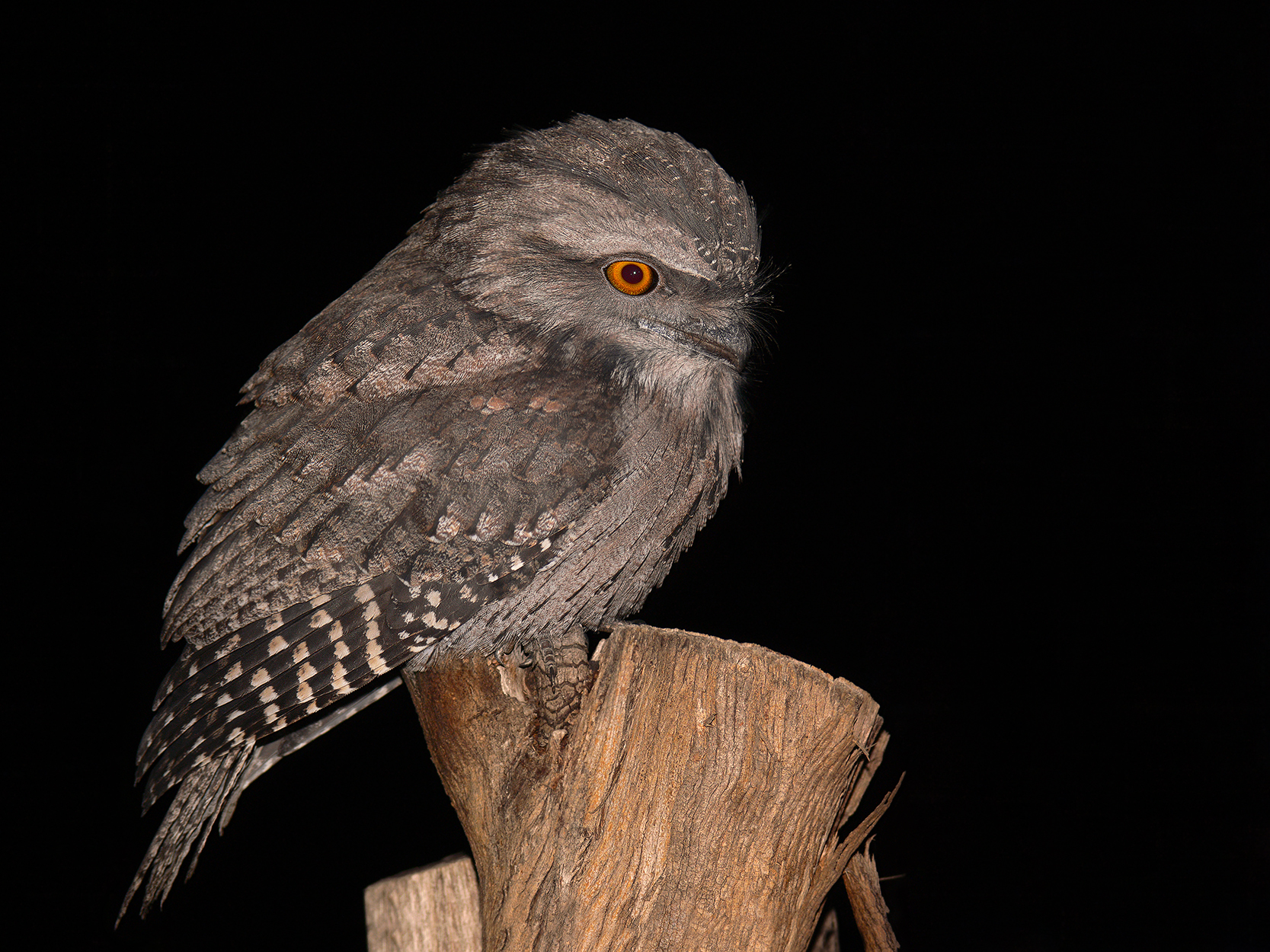
Білоніг австралійський

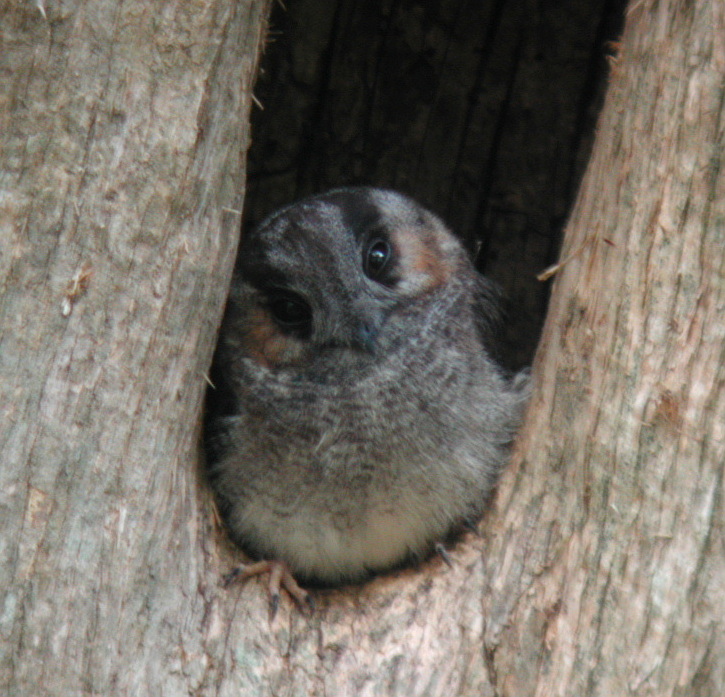
Еготело австралійський

Родина: Білоногові (Podargidae)
Зафіксовано 3 види
| Українська назва        | Біноміальна назва   | Примітки |
| ----------------------- | ------------------- | -------- |
| Білоніг австралійський  | Podargus strigoides |          |
| Білоніг новогвінейський | Podargus ocellatus  |          |
| Білоніг гігантський     | Podargus papuensis  |          |

Родина: Дрімлюгові (Caprimulgidae)
Зафіксовано 5 видів [3 аборигенні, 2 бродячі]
| Українська назва       | Біноміальна назва       | Примітки                         |
| ---------------------- | ----------------------- | -------------------------------- |
| Ночнар австралійський  | Eurostopodus argus      |                                  |
| Ночнар білогорлий      | Eurostopodus mystacalis |                                  |
| Дрімлюга маньчжурський | Caprimulgus jotaka      | бродячий, Острови Ашмор і Картьє |
| Дрімлюга великохвостий | Caprimulgus macrurus    |                                  |
| Дрімлюга савановий     | Caprimulgus affinis     | бродячий, острів Різдва          |

Родина: Еготелові (Aegothelidae)
Зафіксовано 1 вид.
| Українська назва       | Біноміальна назва    | Примітки |
| ---------------------- | -------------------- | -------- |
| Еготело австралійський | Aegotheles cristatus |          |

Родина: Серпокрильцеві (Apodidae)
Зафіксовано 9 видів [4 місцевих, 5 бродячих]
| Українська назва           | Біноміальна назва        | Примітки                    |
| -------------------------- | ------------------------ | --------------------------- |
| Голкохвіст новогвінейський | Mearnsia novaeguineae    | бродячий, Торресова протока |
| Колючохвіст білогорлий     | Hirundapus caudacutus    |                             |
| Салангана різдвянська      | Collocalia natalis       | Острів Різдва               |
| Салангана білочерева       | Collocalia esculenta     | бродячий                    |
| Салангана австралійська    | Aerodramus terraereginae |                             |
| Салангана бура             | Aerodramus vanikorensis  | бродячий                    |
| Салангана яванська         | Aerodramus salangana     | бродячий                    |
| Серпокрилець сибірський    | Apus pacificus           |                             |
| Серпокрилець малий         | Apus affinis             | бродячий                    |

## Журавлеподібні
Родина: Пастушкові (Rallidae)

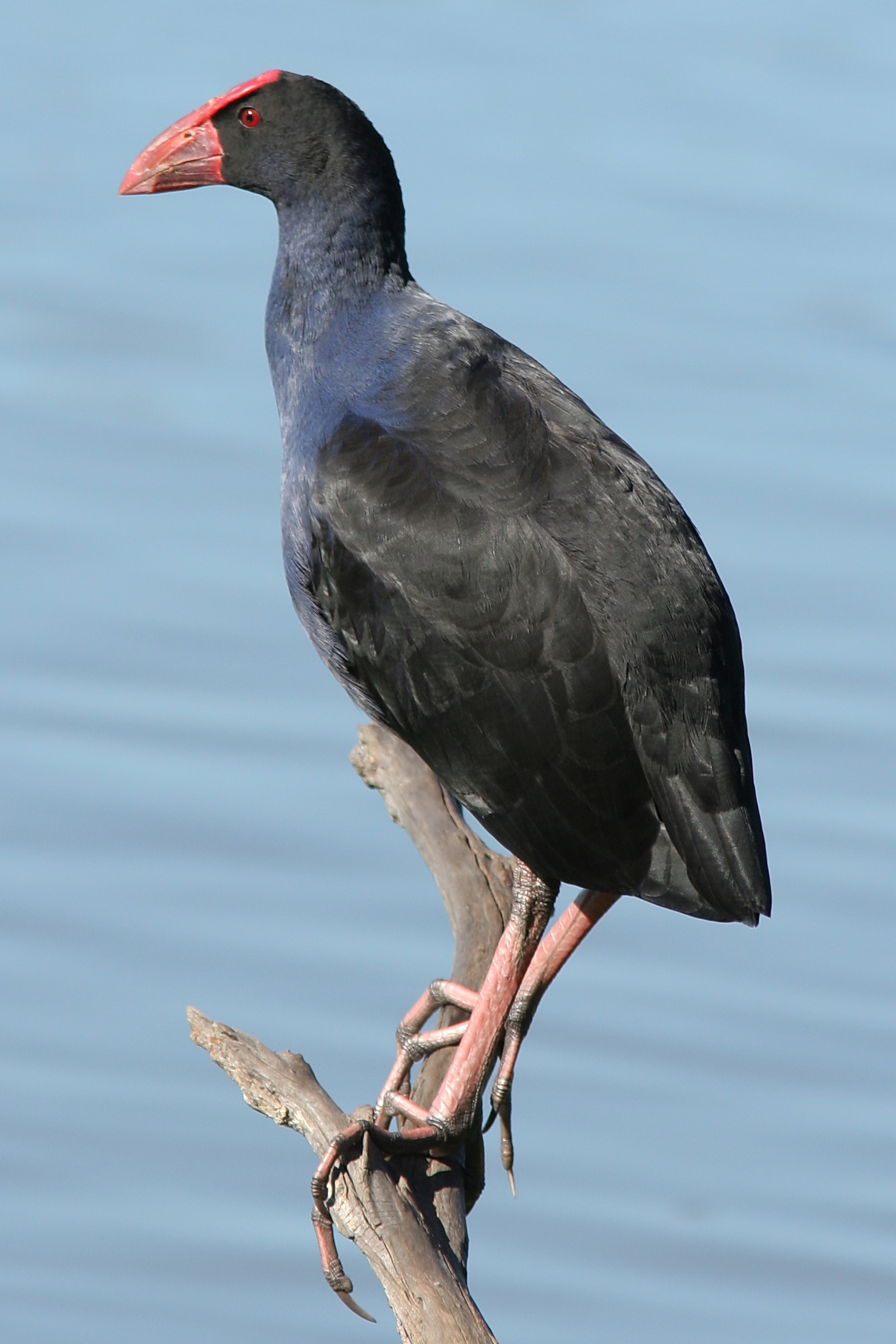
Султанка австралійська, Porphyrio melanotus

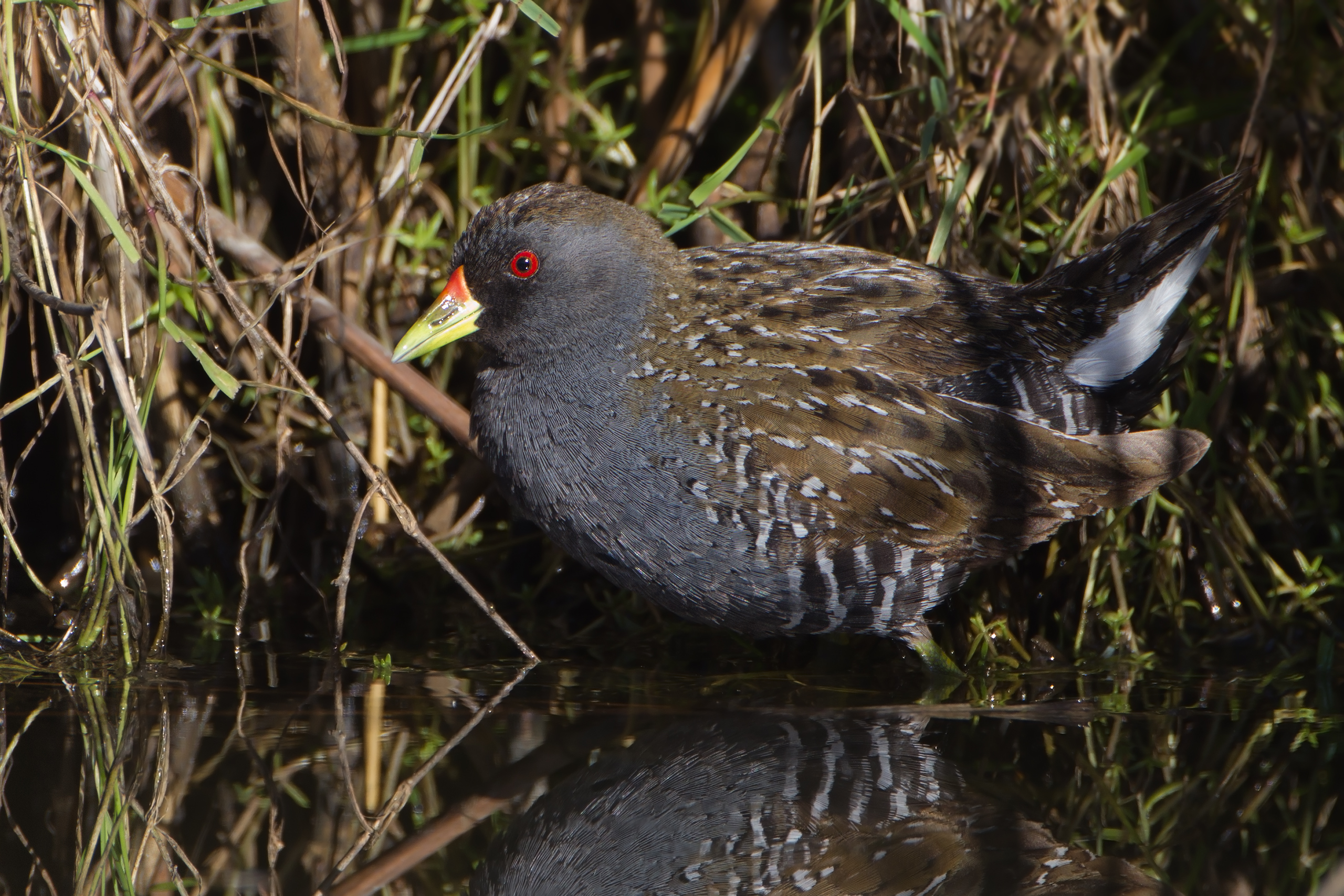
Porzana fluminea

Зафіксовано 24 види [15 тубільних, 7 бродячих, 1 локально вимер, 1 вимер]
| Українська назва       | Біноміальна назва           | Примітки                                                            |
| ---------------------- | --------------------------- | ------------------------------------------------------------------- |
| Деркач                 | Crex crex                   | бродячий                                                            |
| Левінія австралійська  | Lewinia pectoralis          |                                                                     |
| Пастушок мангровий     | Eulabeornis castaneoventris |                                                                     |
| Уека                   | Gallirallus australis       | локально вимер                                                      |
| Пастушок лісовий       | Gallirallus sylvestris      | Лорд-Гав                                                            |
| Пастушок смугастий     | Gallirallus philippensis    |                                                                     |
| Курочка чорнохвоста    | Tribonyx ventralis          |                                                                     |
| Курочка тасманійська   | Tribonyx mortierii          |                                                                     |
| Погонич звичайний      | Porzana porzana             | бродячий                                                            |
| Погонич бурий          | Porzana fluminea            |                                                                     |
| Курочка водяна         | Gallinula chloropus         | бродячі, Кокосові острови                                           |
| Курочка чорна          | Gallinula tenebrosa         |                                                                     |
| Лиска                  | Fulica atra                 |                                                                     |
| Султанка австралійська | Porphyrio melanotus         |                                                                     |
| Султанка біла          | Porphyrio albus             | вимерлий, Лорд-Гав                                                  |
| Курочка рогата         | Gallicrex cinerea           | бродячий, острів Різдва, Кокосові острови та острови Ашмор і Картьє |
| Багновик білогрудий    | Amaurornis phoenicurus      | бродячий, острів Різдва, Кокосові острови                           |
| Багновик молуцький     | Amaurornis moluccana        |                                                                     |
| Погонич білобровий     | Amaurornis cinerea          |                                                                     |
| Погонич рудошиїй       | Rallina tricolor            |                                                                     |
| Погонич червононогий   | Rallina fasciata            | бродячий                                                            |
| Погонич індійський     | Zapornia fusca              | бродячий, острів Різдва                                             |
| Погонич-крихітка       | Zapornia pusilla            |                                                                     |
| Погонич австралійський | Zapornia tabuensis          |                                                                     |

Родина: Журавлеві (Gruidae)
Зафіксовано 2 види.
| Українська назва        | Біноміальна назва  | Примітки |
| ----------------------- | ------------------ | -------- |
| Журавель індійський     | Antigone antigone  |          |
| Журавель австралійський | Antigone rubicunda |          |

## Сивкоподібні
Родина: Сніжницеві (Chionidae)
Зафіксовано 1 вид.
| Українська назва     | Біноміальна назва | Примітки                                        |
| -------------------- | ----------------- | ----------------------------------------------- |
| Сніжниця чорнодзьоба | Chionis minor     | Острови Герд і Макдональд; на материку бродячий |

Родина: Лежневі (Burhinidae)
Зафіксовано 2 види.
| Українська назва      | Біноміальна назва   | Примітки |
| --------------------- | ------------------- | -------- |
| Лежень австралійський | Burhinus grallarius |          |
| Лежень рифовий        | Esacus magnirostris |          |

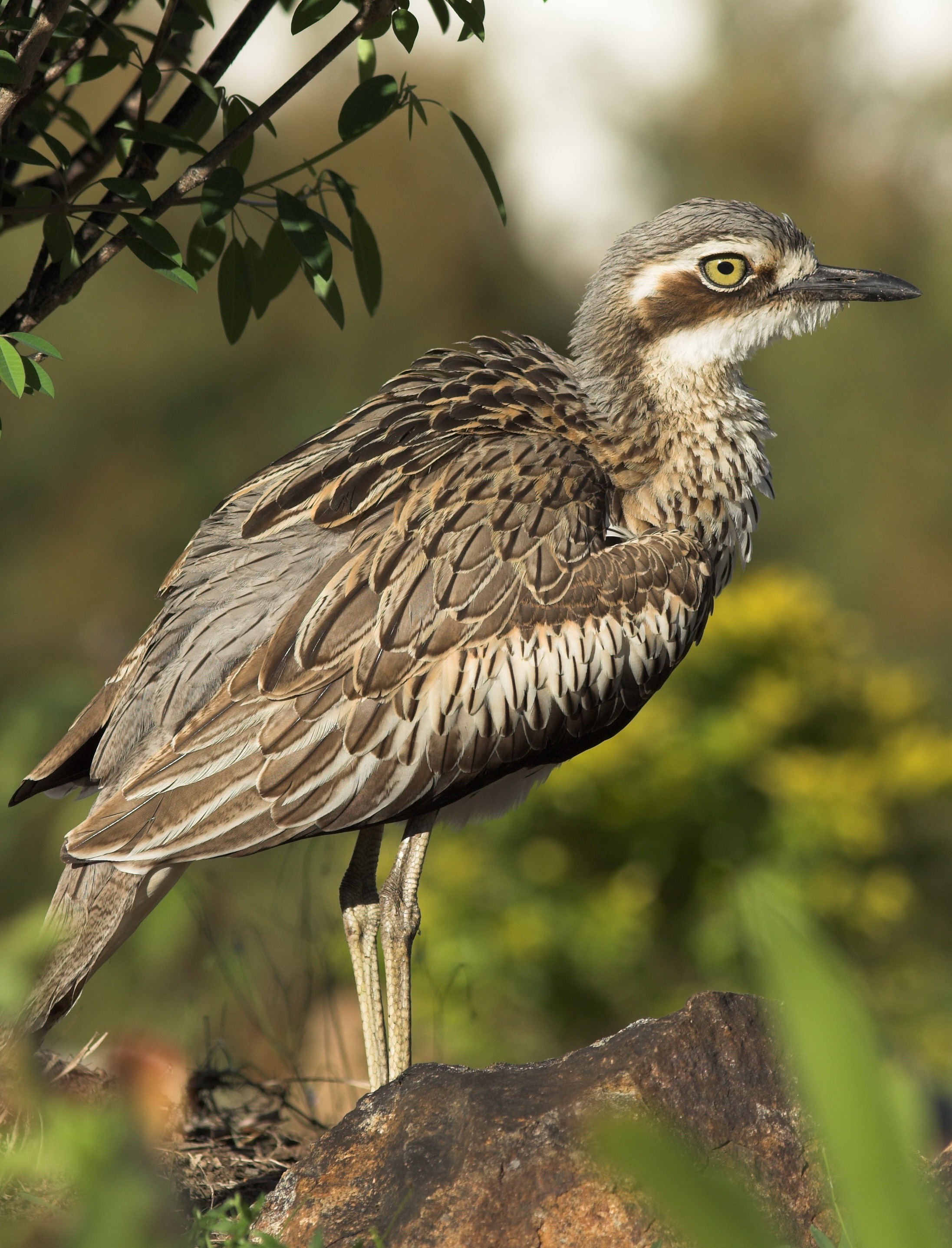
Лежень австралійський

Родина: Чоботарові (Recurvirostridae)
Зафіксовано 3 види.
| Українська назва              | Біноміальна назва             | Примітки |
| ----------------------------- | ----------------------------- | -------- |
| Кулик-довгоніг строкатий      | Himantopus leucocephalus      |          |
| Кулик-довгоніг австралійський | Cladorhynchus leucocephalus   |          |
| Чоботар австралійський        | Recurvirostra novaehollandiae |          |

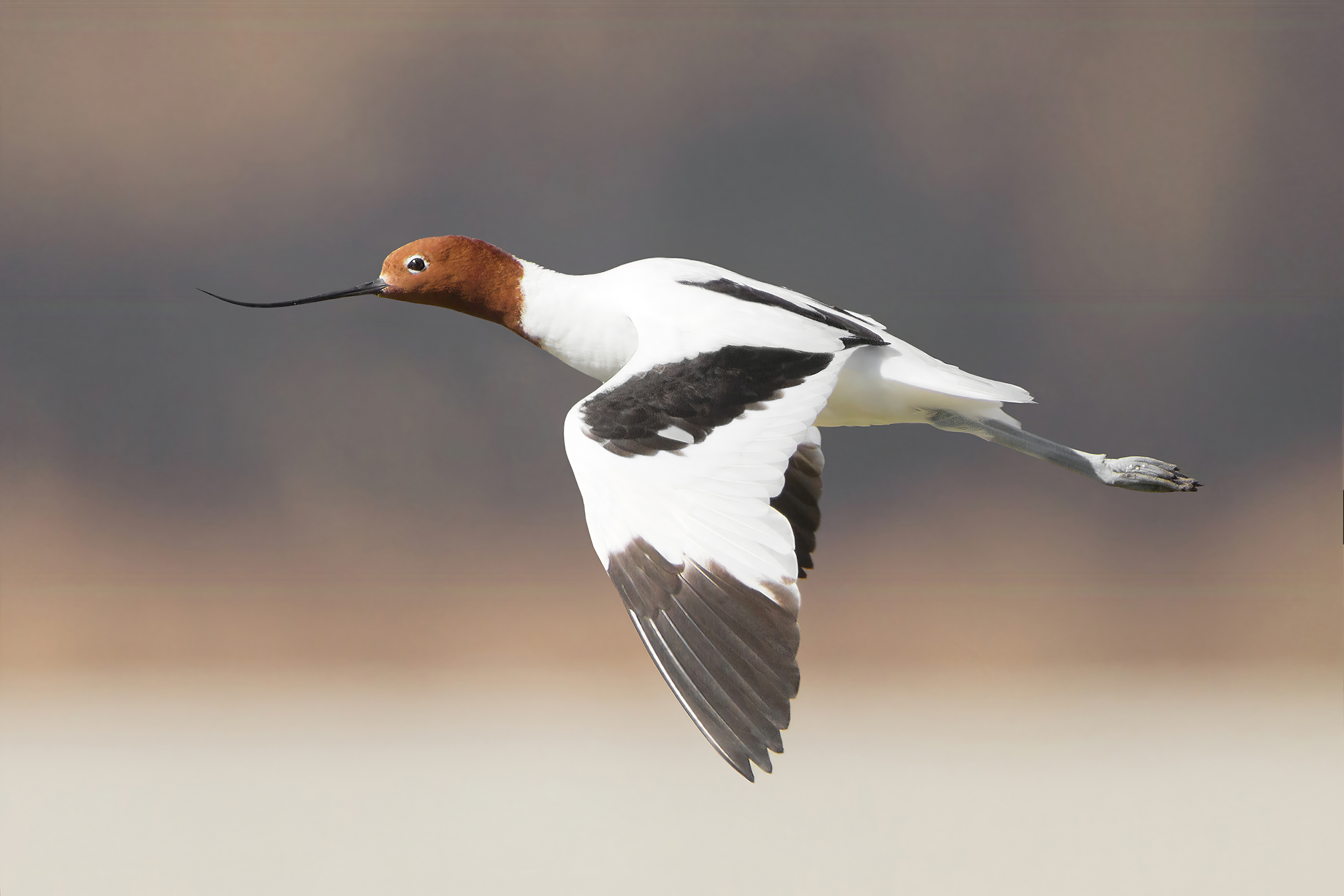
Чоботар австралійський

Родина: Куликосорокові (Haematopodidae)
| Українська назва             | Біноміальна назва       | Примітки |
| ---------------------------- | ----------------------- | -------- |
| Кулик-сорока довгодзьобий    | Haematopus longirostris |          |
| Кулик-сорока новозеландський | Haematopus finschi      | бродячий |
| Кулик-сорока австралійський  | Haematopus fuliginosus  |          |

Родина: Сивкові (Charadriidae)
Зафіксовано 21 вид [15 тубільних, 6 бродячих]
| Українська назва        | Біноміальна назва        | Примітки |
| ----------------------- | ------------------------ | -------- |
| Сивка морська           | Pluvialis squatarola     |          |
| Сивка звичайна          | Pluvialis apricaria      |          |
| Сивка американська      | Pluvialis dominica       | бродячий |
| Сивка бурокрила         | Pluvialis fulva          |          |
| Чайка сіра              | Vanellus cinereus        | бродячий |
| Чайка білогорла         | Vanellus tricolor        |          |
| Чайка білошия           | Vanellus miles           |          |
| Пісочник монгольський   | Charadrius mongolus      |          |
| Пісочник товстодзьобий  | Charadrius leschenaultii |          |
| Пісочник каспійський    | Charadrius asiaticus     | бродячий |
| Пісочник рудоволий      | Charadrius bicinctus     |          |
| Пісочник рудоголовий    | Charadrius ruficapillus  |          |
| Пісочник морський       | Charadrius alexandrinus  | бродячий |
| Пісочник великий        | Charadrius hiaticula     | бродячий |
| Пісочник канадський     | Charadrius semipalmatus  | бродячий |
| Пісочник малий          | Charadrius dubius        |          |
| Пісочник довгоногий     | Charadrius veredus       |          |
| Чайка чорногруда        | Erythrogonys cinctus     |          |
| Пісочник чорноголовий   | Thinornis cucullatus     |          |
| Пісочник чорнолобий     | Elseyornis melanops      |          |
| Пісочник австралійський | Peltohyas australis      |          |

Родина: Ерантові (Pedionomidae)
Зафіксовано 1 вид.
| Українська назва | Біноміальна назва    | Примітки |
| ---------------- | -------------------- | -------- |
| Ерант            | Pedionomus torquatus |          |

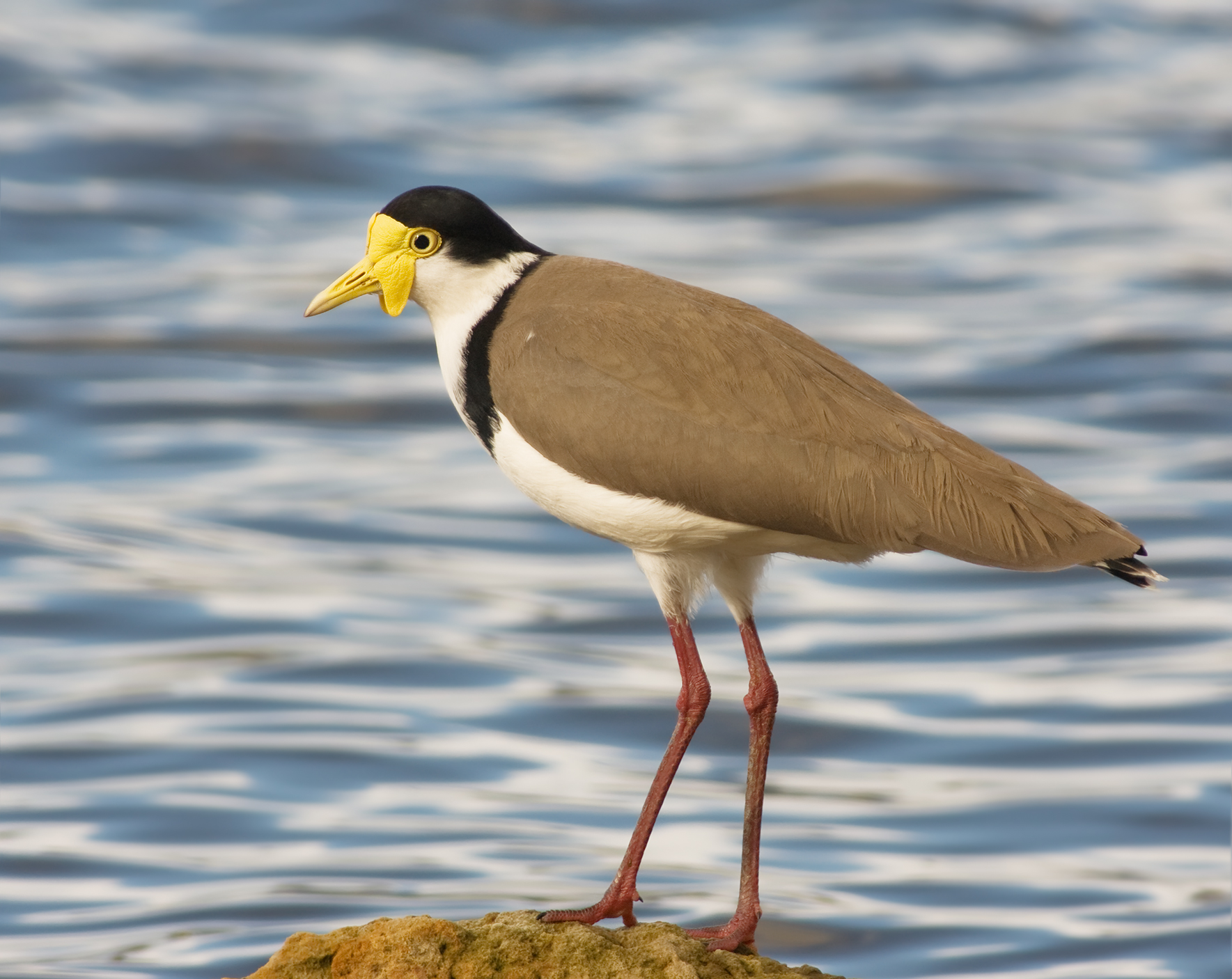
Vanellus miles

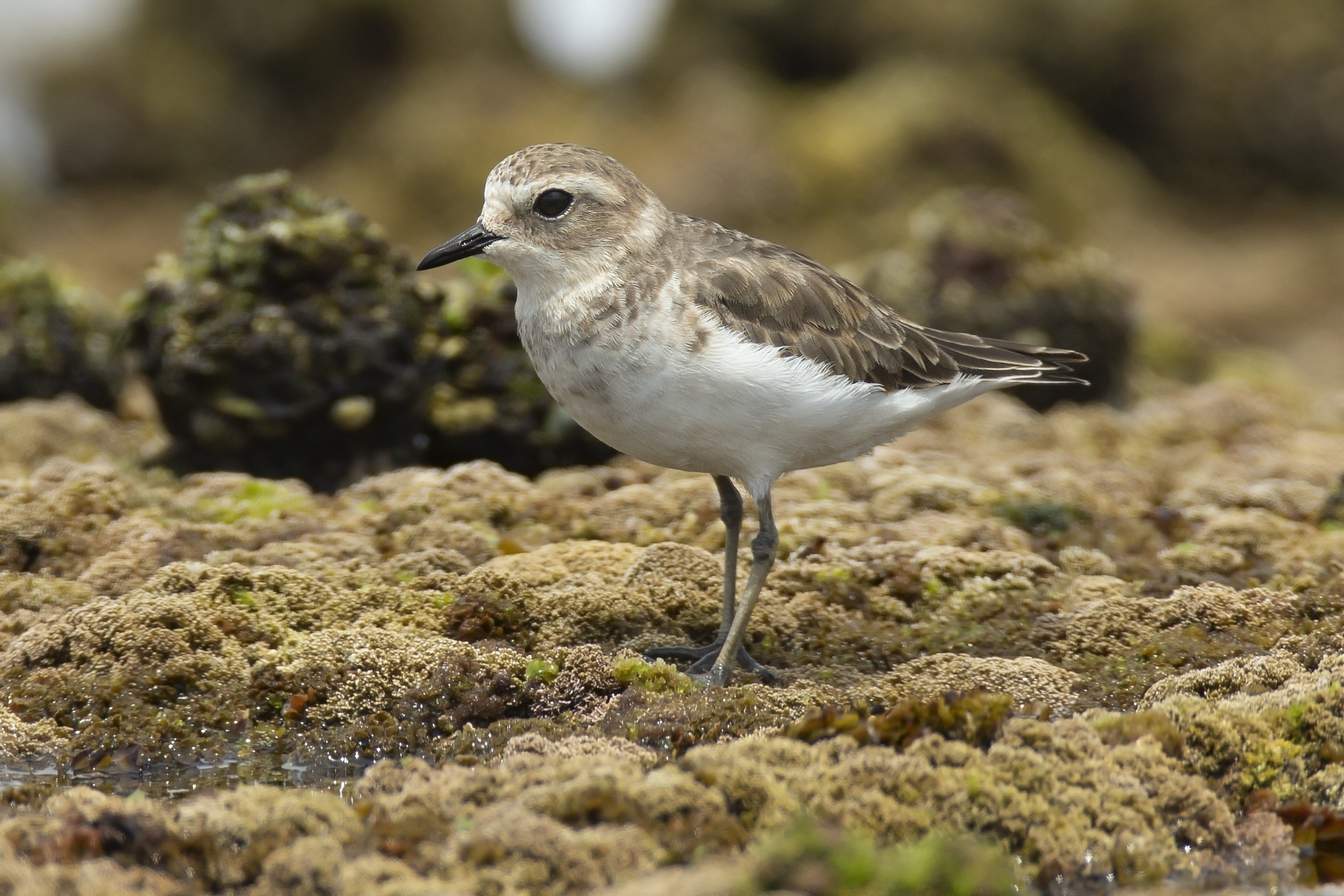
Charadrius bicinctus

Родина: Мальованцеві (Rostratulidae)
Зафіксовано 1 вид.
| Українська назва           | Біноміальна назва    | Примітки |
| -------------------------- | -------------------- | -------- |
| Мальованець австралійський | Rostratula australis |          |

Родина: Яканові (Jacanidae)
Зафіксовано 2 види [1 рідний, 1 бродячий]
| Українська назва  | Біноміальна назва        | Примітки |
| ----------------- | ------------------------ | -------- |
| Якана гребінчаста | Irediparra gallinacea    |          |
| Якана довгохвоста | Hydrophasianus chirurgus | бродячий |

Родина: Баранцеві (Scolopacidae)

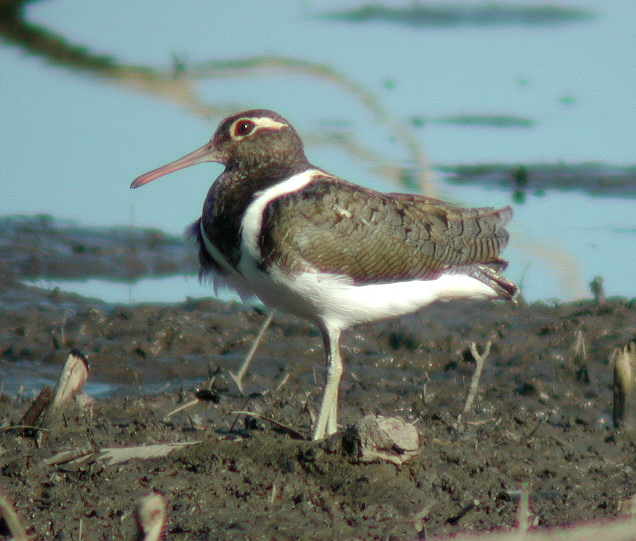
Мальованець австралійський

Зафіксовано 47 видів [29 тубільних, 18 бродячих].

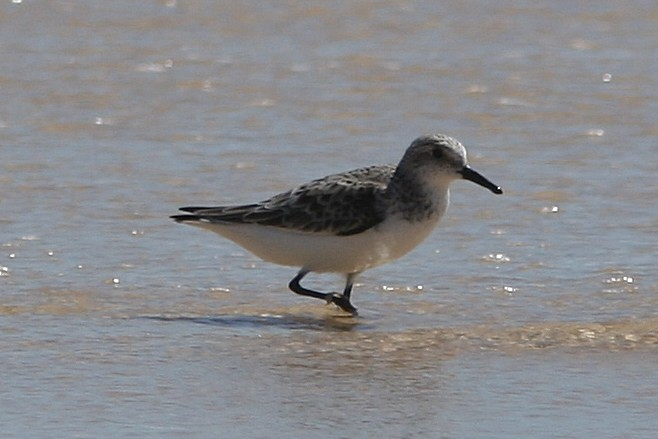
Побережник білий

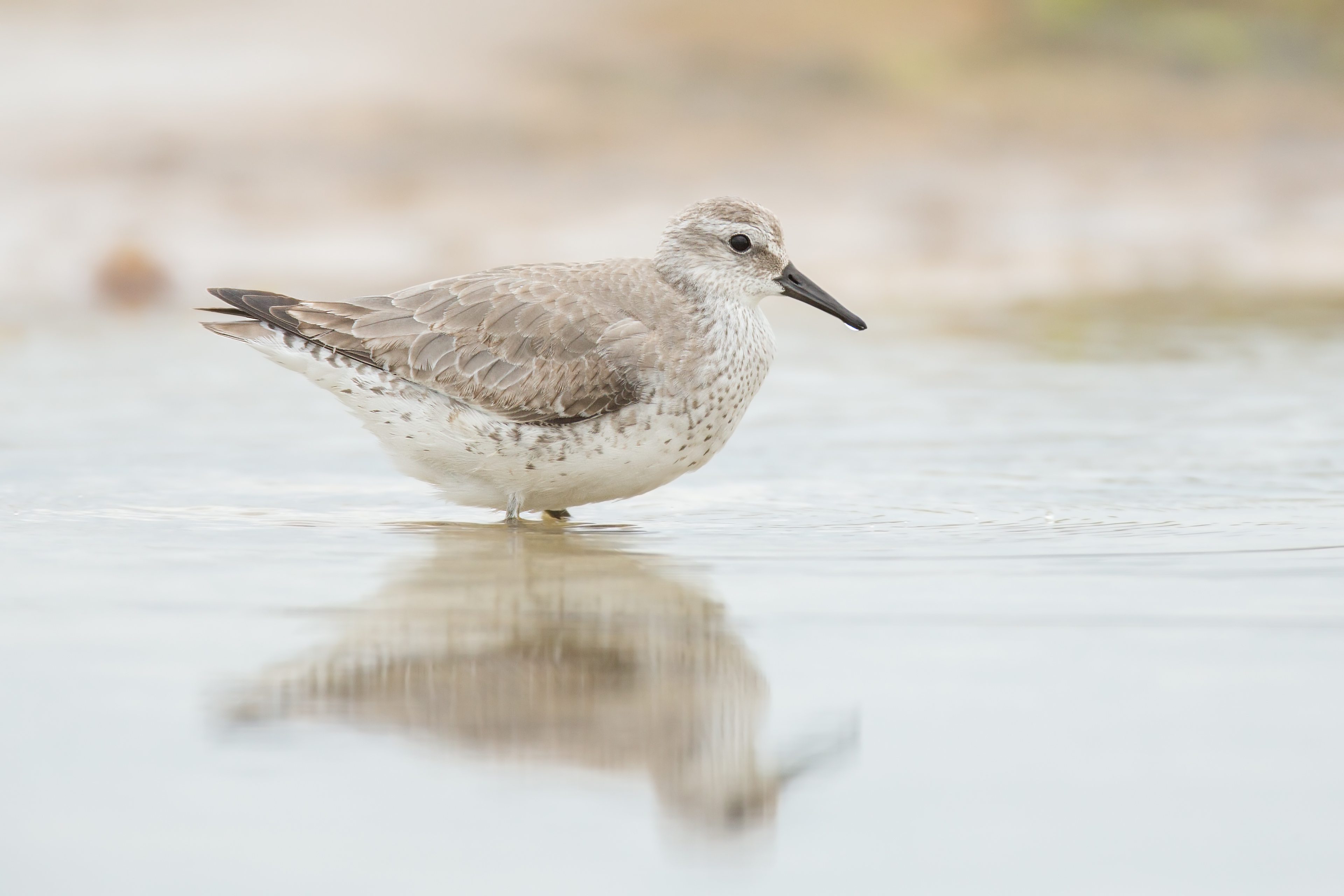
Побережник ісландський

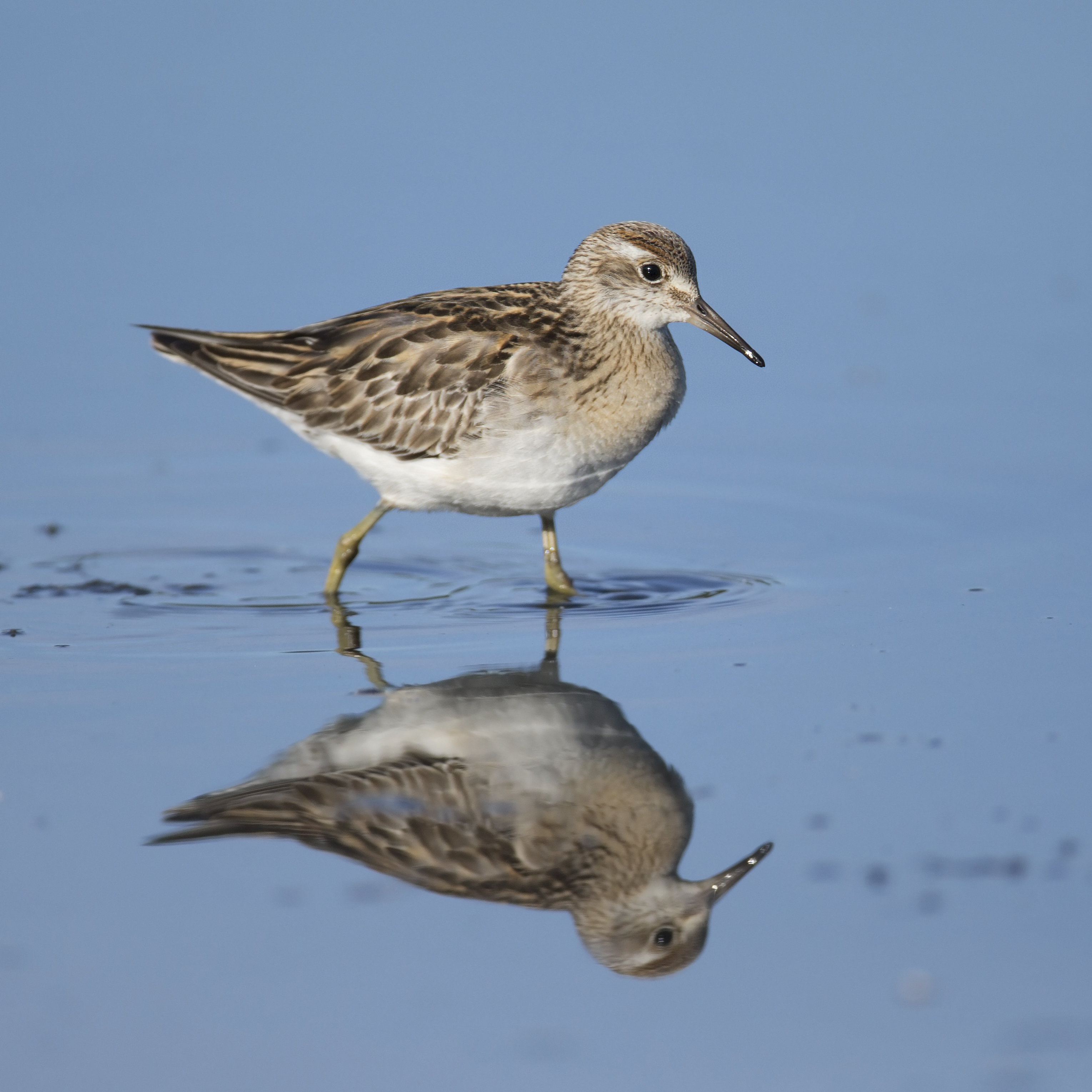
Побережник гострохвостий

| Українська назва         | Біноміальна назва         | Примітки |
| ------------------------ | ------------------------- | -------- |
| Бартрамія                | Bartramia longicauda      | бродячий |
| Кульон середній          | Numenius phaeopus         |          |
| Кульон-крихітка          | Numenius minutus          |          |
| Кульон східний           | Numenius madagascariensis |          |
| Кульон великий           | Numenius arquata          | бродячий |
| Грицик малий             | Limosa lapponica          |          |
| Грицик великий           | Limosa limosa             |          |
| Грицик канадський        | Limosa haemastica         | бродячий |
| Крем'яшник звичайний     | Arenaria interpres        |          |
| Побережник великий       | Calidris tenuirostris     |          |
| Побережник ісландський   | Calidris canutus          |          |
| Брижач                   | Calidris pugnax           |          |
| Побережник болотяний     | Calidris falcinellus      |          |
| Побережник гострохвостий | Calidris acuminata        |          |
| Побережник довгоногий    | Calidris himantopus       | бродячий |
| Побережник червоногрудий | Calidris ferruginea       |          |
| Побережник білохвостий   | Calidris temminckii       | бродячий |
| Побережник довгопалий    | Calidris subminuta        |          |
| Побережник рудоголовий   | Calidris ruficollis       |          |
| Побережник білий         | Calidris alba             |          |
| Побережник чорногрудий   | Calidris alpina           | бродячий |
| Побережник канадський    | Calidris bairdii          | бродячий |
| Побережник малий         | Calidris minuta           | бродячий |
| Побережник білогрудий    | Calidris fuscicollis      | бродячий |
| Жовтоволик               | Calidris subruficollis    | бродячий |
| Побережник арктичний     | Calidris melanotos        |          |
| Неголь азійський         | Limnodromus semipalmatus  |          |
| Неголь короткодзьобий    | Limnodromus griseus       | бродячий |
| Неголь довгодзьобий      | Limnodromus scolopaceus   | бродячий |
| Баранець японський       | Gallinago hardwickii      |          |
| Баранець азійський       | Gallinago stenura         |          |
| Баранець лісовий         | Gallinago megala          |          |
| Мородунка                | Xenus cinereus            |          |
| Плавунець довгодзьобий   | Phalaropus tricolor       | бродячий |
| Плавунець круглодзьобий  | Phalaropus lobatus        |          |
| Плавунець плоскодзьобий  | Phalaropus fulicarius     | бродячий |
| Набережник               | Actitis hypoleucos        |          |
| Коловодник лісовий       | Tringa ochropus           | бродячий |
| Коловодник попелястий    | Tringa brevipes           |          |
| Коловодник аляскинський  | Tringa incana             |          |
| Коловодник чорний        | Tringa erythropus         | бродячий |
| Коловодник великий       | Tringa nebularia          |          |
| Коловодник охотський     | Tringa guttifer           | бродячий |
| Коловодник жовтоногий    | Tringa flavipes           | бродячий |
| Коловодник ставковий     | Tringa stagnatilis        |          |
| Коловодник болотяний     | Tringa glareola           |          |
| Коловодник звичайний     | Tringa totanus            |          |

Родина: Триперсткові (Turicidae)
Зафіксовано 7 видів.
| Українська назва        | Біноміальна назва   | Примітки |
| ----------------------- | ------------------- | -------- |
| Триперстка тонкодзьоба  | Turnix maculosus    |          |
| Триперстка чорновола    | Turnix melanogaster |          |
| Триперстка північна     | Turnix castanotus   |          |
| Триперстка вохристовола | Turnix olivii       |          |
| Триперстка червоноока   | Turnix varius       |          |
| Триперстка рудовола     | Turnix pyrrhothorax |          |
| Триперстка мала         | Turnix velox        |          |

Родина: Дерихвостові (Glareolidae)
Зафіксовано 3 види [2 рідні, 1 бродячий].
| Українська назва         | Біноміальна назва   | Примітки |
| ------------------------ | ------------------- | -------- |
| Дерихвіст австралійський | Stiltia isabella    |          |
| Дерихвіст лучний         | Glareola pratincola | бродячий |
| Дерихвіст забайкальський | Glareola maldivarum |          |

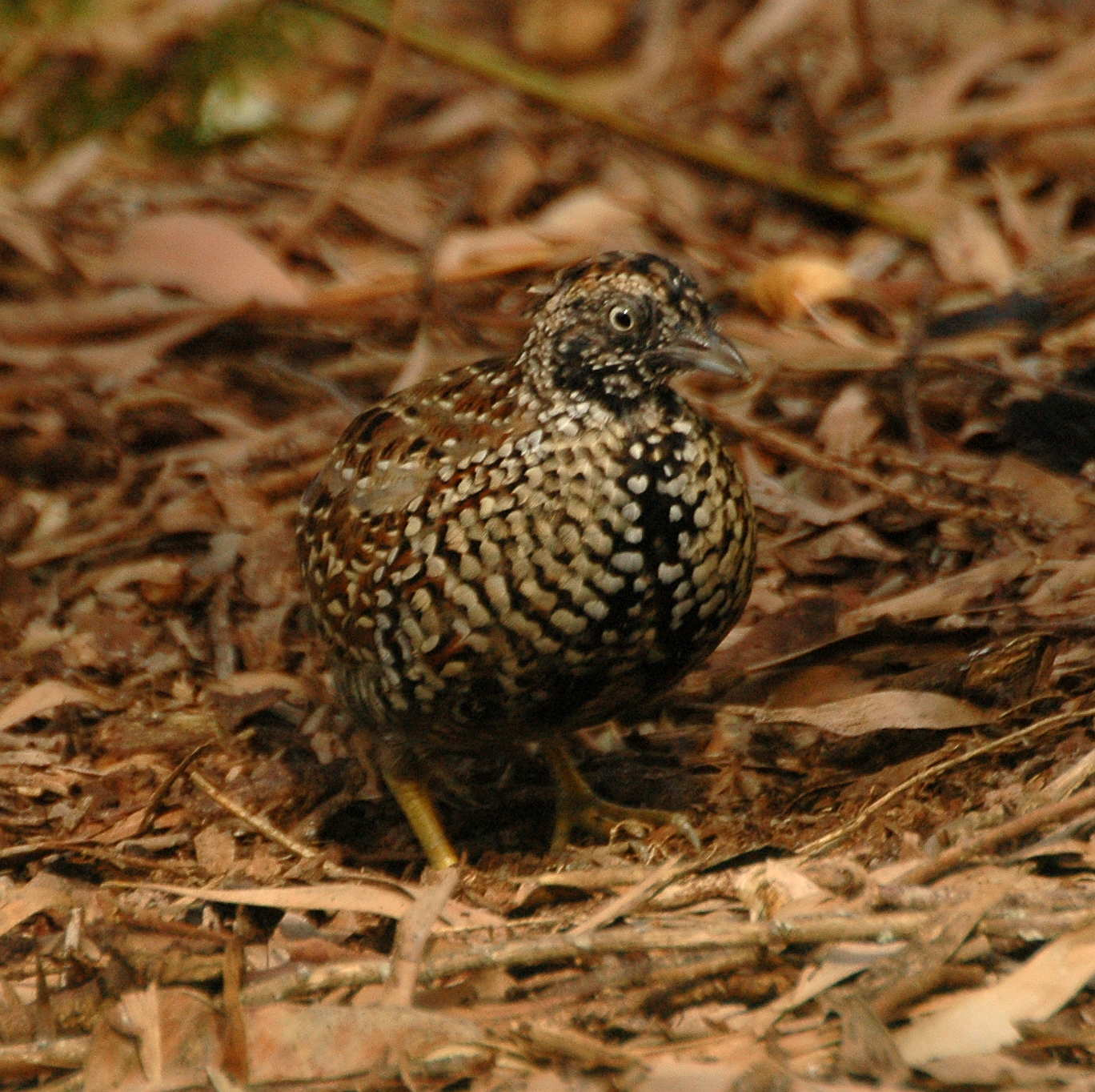
Триперстка чорновола

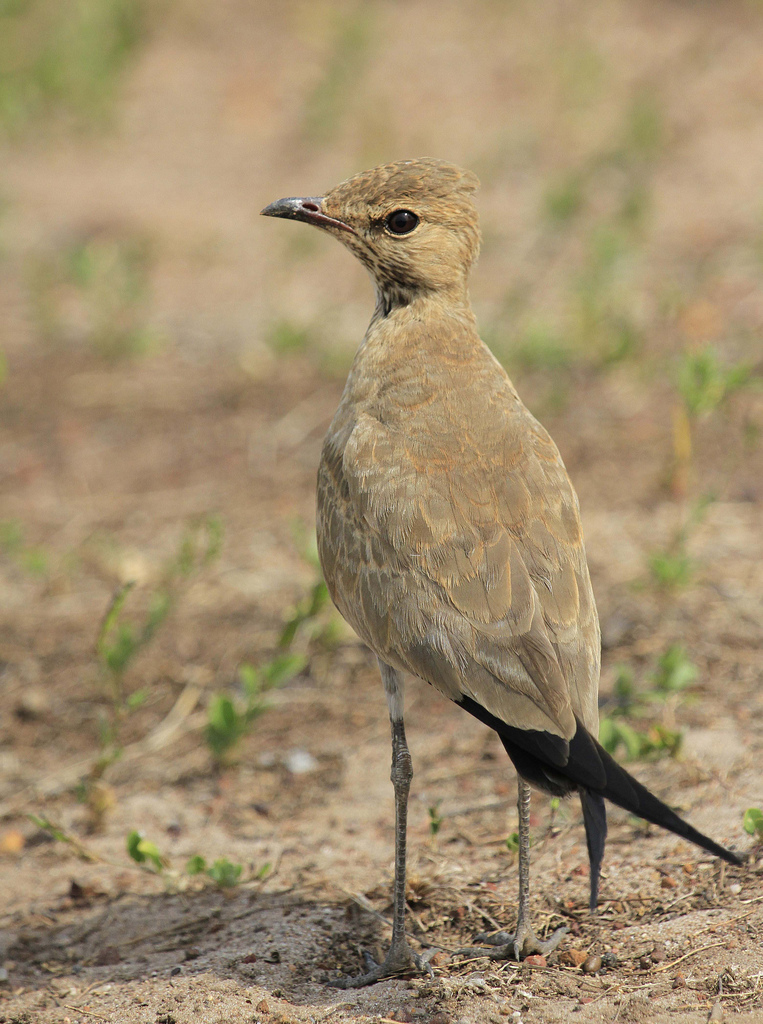
Дерихвіст австралійський. Дамба Фогг, Північна територія

Родина: Поморникові (Stercorariidae)
| Українська назва        | Біноміальна назва        | Примітки |
| ----------------------- | ------------------------ | -------- |
| Поморник антарктичний   | Stercorarius maccormicki | бродячий |
| Поморник фолклендський  | Stercorarius antarcticus |          |
| Поморник середній       | Stercorarius pomarinus   |          |
| Поморник короткохвостий | Stercorarius parasiticus |          |
| Поморник довгохвостий   | Stercorarius longicauda  | бродячий |

Родина: Мартинові (Laridae)

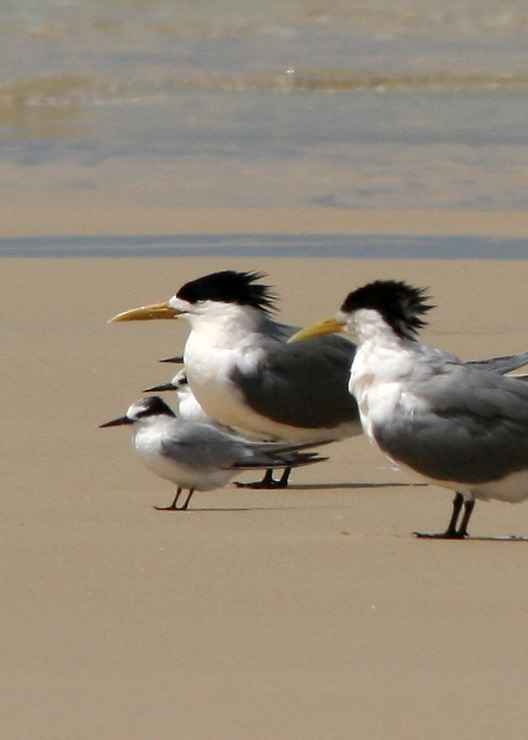
Крячок малий

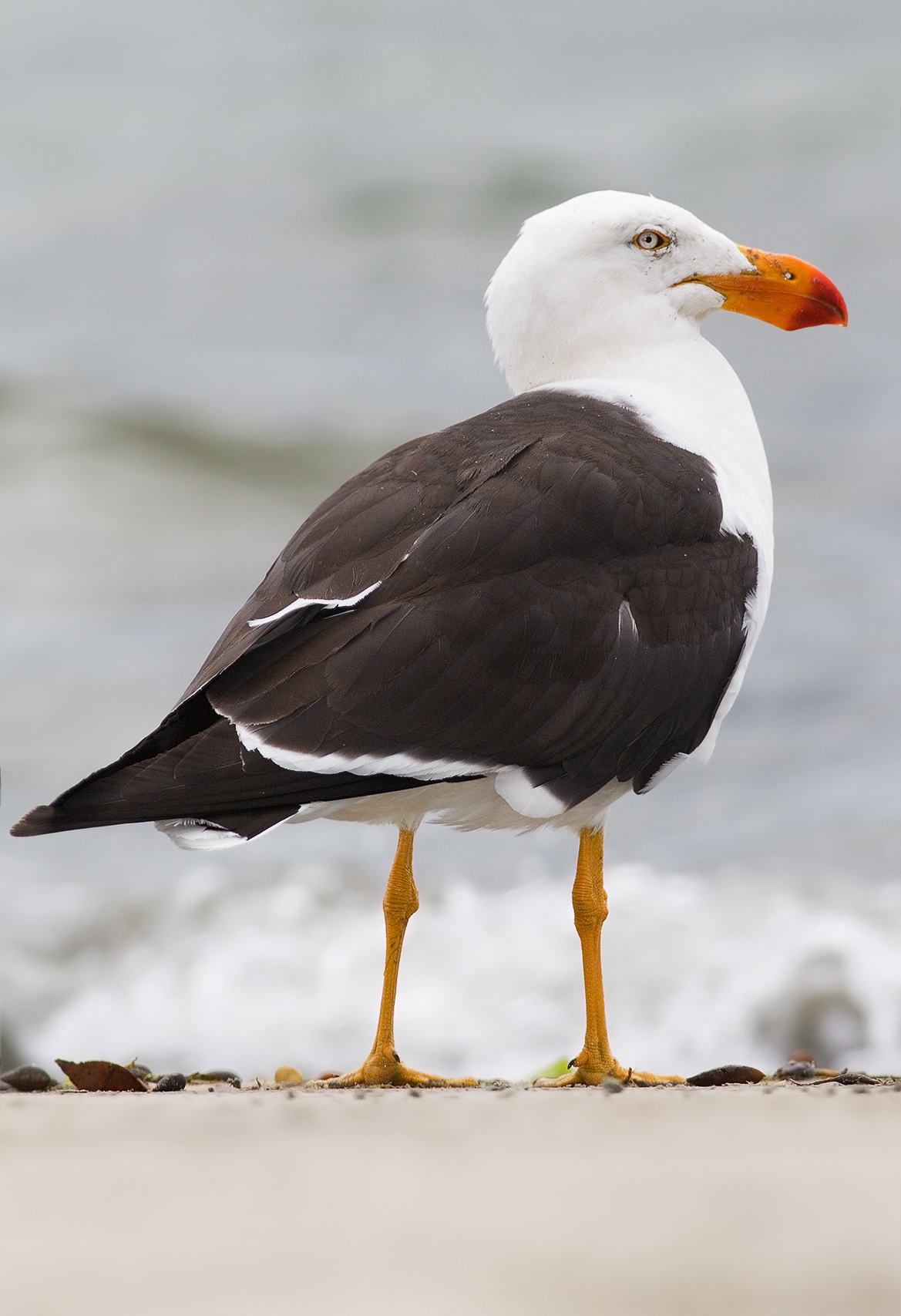
Larus pacificus

Зафіксовано 37 видів [25 тубільних, 12 бродячих].
| Українська назва      | Біноміальна назва               | Примітки                                                          |
| --------------------- | ------------------------------- | ----------------------------------------------------------------- |
|                       | Xema sabini                     | бродячий                                                          |
| Мартин австралійський | Chroicocephalus novaehollandiae |                                                                   |
| Мартин звичайний      | Chroicocephalus ridibundus      | бродячий                                                          |
|                       | Leucophaeus atricilla           | бродячий                                                          |
| Мартин ставковий      | Leucophaeus pipixcan            | бродячий                                                          |
| Мартин чорнохвостий   | Larus crassirostris             | бродячий                                                          |
| Мартин товстодзьобий  | Larus pacificus                 |                                                                   |
| Мартин сизий          | Larus canus                     | бродячий, Острів Різдва                                           |
| Мартин чорнокрилий    | Larus fuscus                    | бродячий, Кокосові острови & материк                              |
| Мартин охотський      | Larus schistisagus              | бродячий                                                          |
| Мартин домініканський | Larus dominicanus               |                                                                   |
| Крячок бурий          | Anous stolidus                  |                                                                   |
| Крячок атоловий       | Anous minutus                   |                                                                   |
| Крячок тонкодзьобий   | Anous tenuirostris              |                                                                   |
| Крячок сірокрилий     | Anous albivitta                 |                                                                   |
| Крячок сірий          | Anous ceruleus                  |                                                                   |
| Крячок білий          | Gygis alba                      | Лорд-Гав, Острів Норфолк & Кокосові острови; бродячий на материку |
| Крячок строкатий      | Onychoprion fuscata             |                                                                   |
| Крячок полінезійський | Onychoprion lunatus             | бродячий                                                          |
| Крячок бурокрилий     | Onychoprion anaethetus          |                                                                   |
| Крячок камчатський    | Onychoprion aleuticus           | бродячий                                                          |
| Крячок малий          | Sternula albifrons              |                                                                   |
| Крячок австралійський | Sternula nereis                 |                                                                   |
| Крячок мекранський    | Sternula saundersi              | Кокосові острови                                                  |
| Крячок чорнодзьобий   | Gelochelidon nilotica           | бродячий                                                          |
| Крячок каспійський    | Hydroprogne caspia              |                                                                   |
| Крячок чорний         | Chlidonias niger                | бродячий                                                          |
| Крячок білокрилий     | Chlidonias leucopterus          |                                                                   |
| Крячок білощокий      | Chlidonias hybrida              |                                                                   |
| Крячок рожевий        | Sterna dougallii                |                                                                   |
| Крячок білолобий      | Sterna striata                  |                                                                   |
| Крячок індонезійський | Sterna sumatrana                |                                                                   |
| Крячок річковий       | Sterna hirundo                  |                                                                   |
| Крячок полярний       | Sterna paradisaea               | бродячий                                                          |
| Крячок антарктичний   | Sterna vittata                  | Маккуорі & Острови Герд і Макдональд; бродячий на континенті      |
| Крячок жовтодзьобий   | Thalasseus bergii               |                                                                   |
| Крячок бенгальський   | Thalasseus bengalensis          |                                                                   |

## Фаетоноподібні

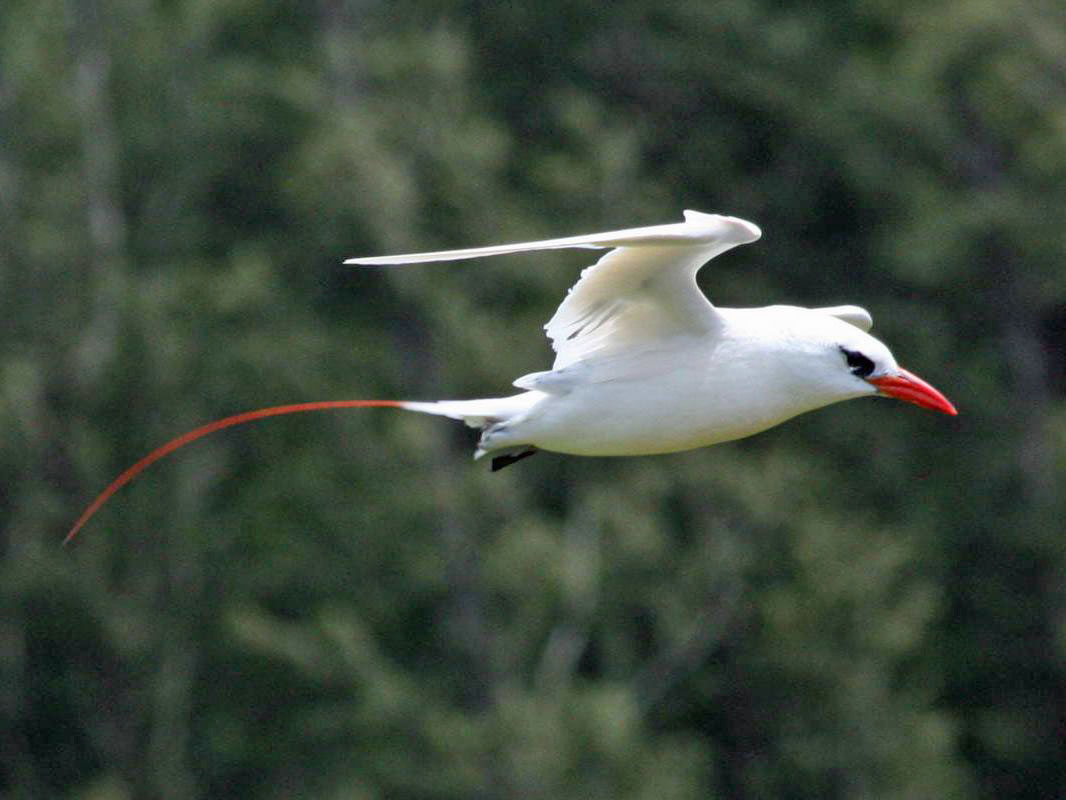
Фаетон червонохвостий

Родина: Фаетонові (Phaethontidae)
Зафіксовано 3 види [2 рідні, 1 бродячий].
| Українська назва      | Біноміальна назва   | Примітки                                     |
| --------------------- | ------------------- | -------------------------------------------- |
| Фаетон білохвостий    | Phaethon lepturus   |                                              |
| Фаетон червонодзьобий | Phaethon aethereus  | бродячий, Острови Ашмор і Картьє та Лорд-Гав |
| Фаетон червонохвостий | Phaethon rubricauda |                                              |

## Пінгвіноподібні

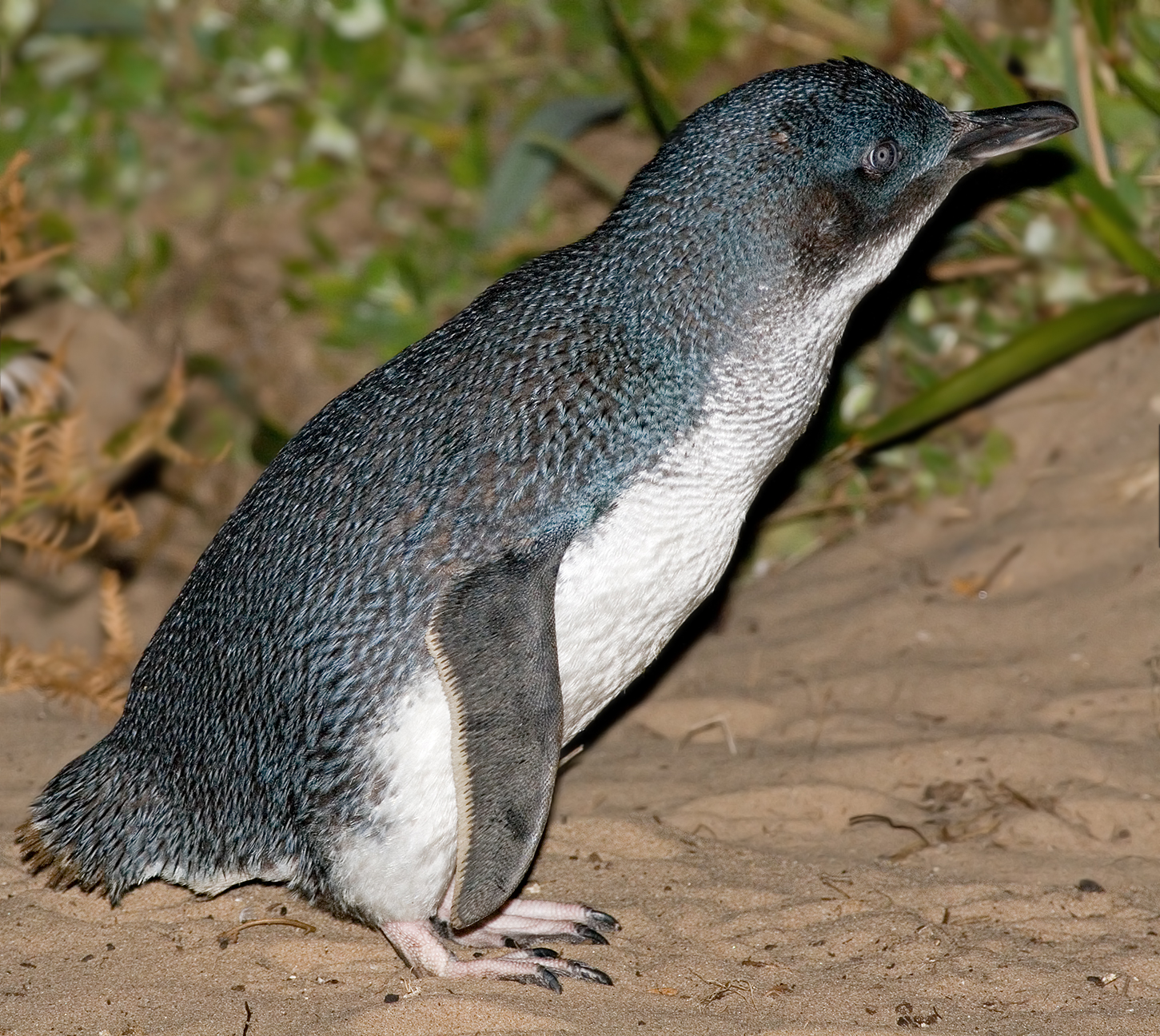
Пінгвін малий, що повертається до своєї нори, щоб годувати своїх пташенят на острові Бруні

Родина: Пінгвінові (Spheniscidae)
Зафіксовано 14 видів [6 тубільних, 8 бродячих].
| Українська назва        | Біноміальна назва       | Примітки                                                           |
| ----------------------- | ----------------------- | ------------------------------------------------------------------ |
| Пінгвін королівський    | Aptenodytes patagonicus | Маккуорі & Острови Герд і Макдональд; бродячий на континенті       |
| Пінгвін імператорський  | Aptenodytes forsteri    | бродячий, Маккуорі & Острови Герд і Макдональд                     |
| Пінгвін Аделі           | Pygoscelis adeliae      | бродячий, Тасманія, Маккуорі & Острови Герд і Макдональд           |
| Пінгвін-шкіпер          | Pygoscelis papua        | Маккуорі & Острови Герд і Макдональд; бродячий на континенті       |
| Пінгвін антарктичний    | Pygoscelis antarcticus  | бродячий, Вікторія, Тасманія, Маккуорі & Острови Герд і Макдональд |
| Пінгвін малий           | Eudyptula minor         |                                                                    |
| Пінгвін магеланський    | Spheniscus magellanicus | бродячий                                                           |
| Пінгвін новозеландський | Eudyptes pachyrhynchus  |                                                                    |
| Пінгвін прямочубий      | Eudyptes sclateri       | бродячий                                                           |
| Пінгвін золотоволосий   | Eudyptes chrysolophus   | бродячий; Маккуорі; Острови Герд і Макдональд                      |
| Пінгвін білогорлий      | Eudyptes schlegeli      | Маккуорі ; бродячий на континенті                                  |
| Пінгвін чубатий         | Eudyptes chrysocome     | Маккуорі & Острови Герд і Макдональд; бродячий на континенті       |
|                         | Eudyptes moseleyi       | бродячий                                                           |
| Пінгвін великий         | Eudyptes robustus       | бродячий                                                           |

## Буревісникоподібні
Родина: Альбатросові (Diomedeidae)
Зафіксовано 13 видів [11 тубільних, 2 бродячих].
| Українська назва          | Біноміальна назва        | Примітки                 |
| ------------------------- | ------------------------ | ------------------------ |
| Альбатрос індоокеанський  | Thalassarche carteri     |                          |
| Альбатрос сіроголовий     | Thalassarche chrysostoma |                          |
| Альбатрос Буллера         | Thalassarche bulleri     |                          |
| Альбатрос сірощокий       | Thalassarche cauta       |                          |
| Альбатрос баунтійський    | Thalassarche salvini     |                          |
| Альбатрос чатемський      | Thalassarche eremita     | бродячий                 |
| Альбатрос кемпбеллівський | Thalassarche impavida    |                          |
| Альбатрос чорнобровий     | Thalassarche melanophris |                          |
| Альбатрос бурий           | Phoebetria fusca         |                          |
| Альбатрос довгохвостий    | Phoebetria palpebrata    |                          |
| Альбатрос королівський    | Diomedea epomophora      |                          |
| Альбатрос мандрівний      | Diomedea exulans         |                          |
| Альбатрос гавайський      | Phoebastria imutabilis   | бродячий, острів Норфолк |

Родина: Океанникові (Oceanitidae)
Зафіксовано 7 видів [5 тубільних, 2 бродячих].
| Українська назва     | Біноміальна назва       | Примітки |
| -------------------- | ----------------------- | -------- |
| Океанник Вільсона    | Oceanites oceanicus     |          |
| Океанник сіроспинний | Garrodia nereis         |          |
| Океанник білобровий  | Pelagodroma marina      |          |
| Фрегета білочерева   | Fregetta grallaria      |          |
|                      | Fregetta maoriana       | бродячий |
| Фрегета чорночерева  | Fregetta tropica        |          |
| Океанник білогорлий  | Nesofregetta fuliginosa | бродячий |

Родина: Качуркові (Hydrobatidae)
Зафіксовано 5 видів [2 рідні, 3 бродячі].
| Українська назва    | Біноміальна назва       | Примітки |
| ------------------- | ----------------------- | -------- |
| Качурка північна    | Oceanodroma leucorhoa   | бродячий |
| Качурка вилохвоста  | Oceanodroma monorhis    |          |
| Качурка мадерійська | Oceanodroma castro      | бродячий |
| Качурка Матсудайра  | Oceanodroma matsudairae |          |
| Качурка гавайська   | Oceanodroma tristrami   | бродячий |

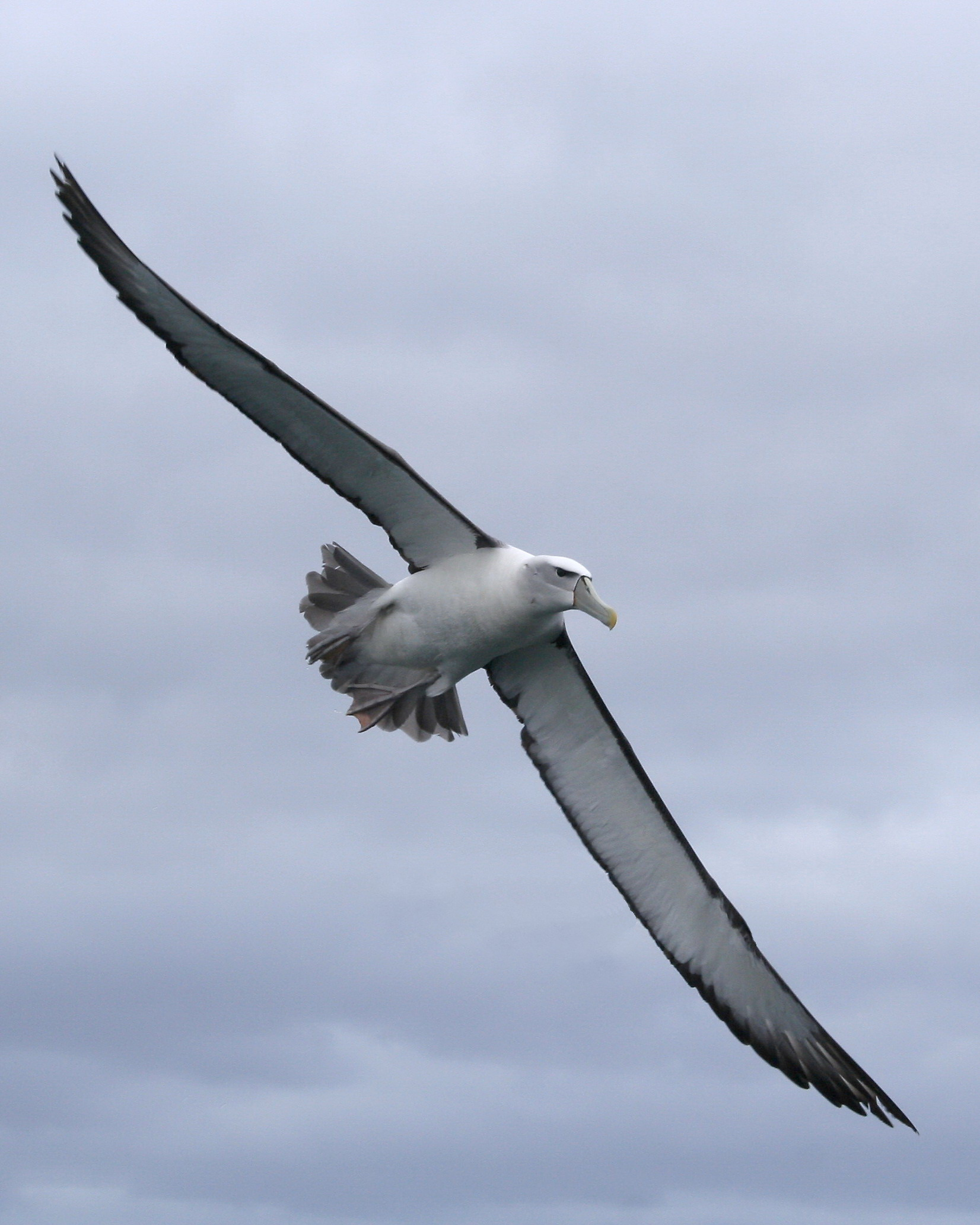
Альбатрос сірощокий

Родина: Буревісникові (Procellariidae)

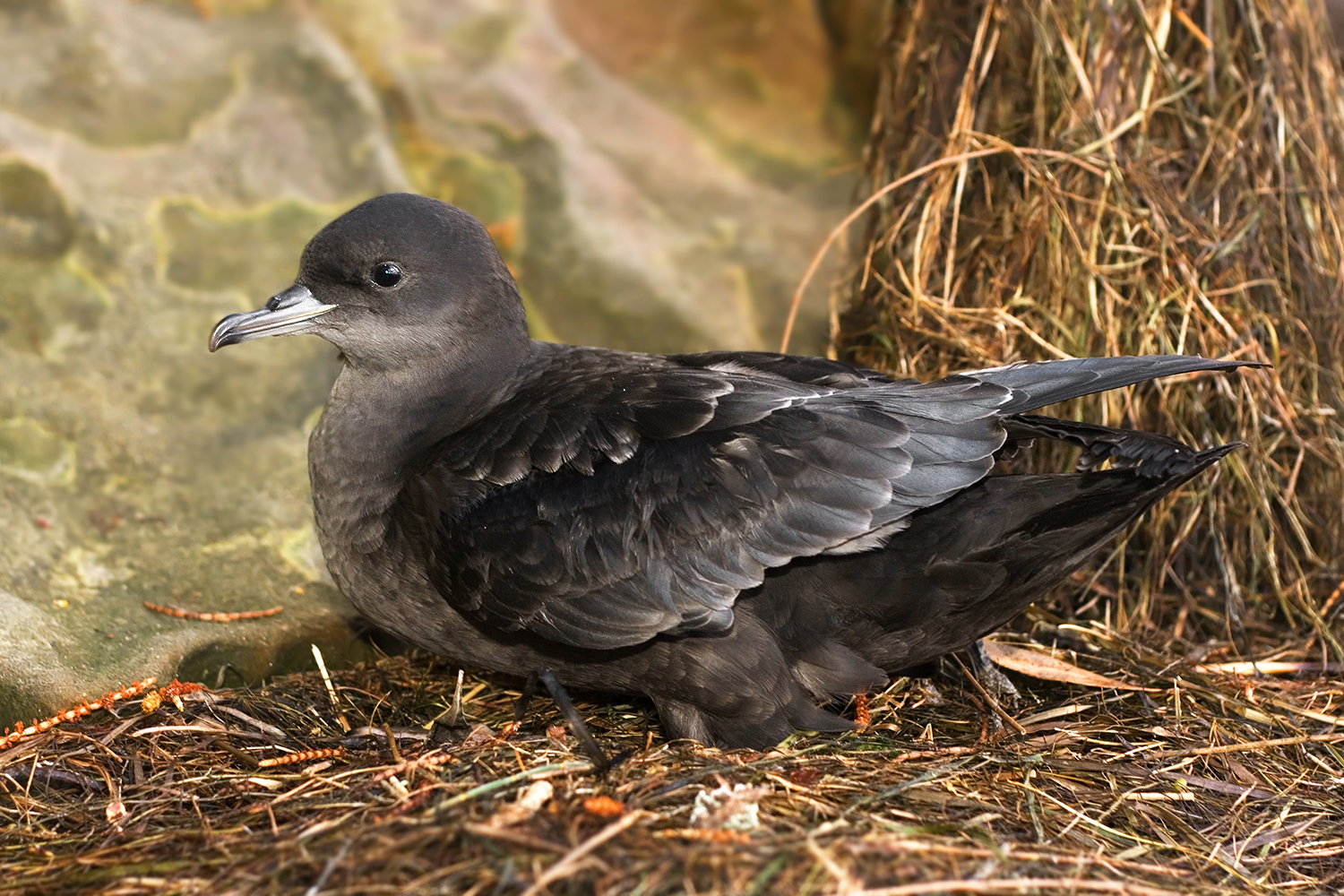
Буревісник тонкодзьобий

Зафіксовано 61 вид [41 рідний, 19 бродячих, 1 локально вимерлий].
| Common name                       | Binomial                   | Notes                                          |
| --------------------------------- | -------------------------- | ---------------------------------------------- |
| Буревісник гігантський            | Macronectes giganteus      |                                                |
| Буревісник велетенський           | Macronectes halli          |                                                |
| Буревісник південний              | Fulmarus glacialoides      |                                                |
| Буревісник антарктичний           | Thalassoica antarctica     | бродячий                                       |
| Пінтадо                           | Daption capense            |                                                |
| Буревісник білий                  | Pagodroma nivea            | бродячий, Острови Герд і Макдональд & Маккуорі |
| Тайфунник кергеленський           | Aphrodroma brevirostris    |                                                |
| Тайфунник довгокрилий             | Pterodroma macroptera      |                                                |
| Тайфунник північний               | Pterodroma gouldi          | бродячий                                       |
| Тайфунник кермадецький            | Pterodroma neglecta        | бродячий; Лорд-Гав; Острів Норфолк             |
| Тайфунник тринідадський           | Pterodroma arminjoniana    | бродячий                                       |
| Тайфунник-провісник               | Pterodroma heraldica       |                                                |
| Тайфунник Соландра                | Pterodroma solandri        |                                                |
| Тайфунник м'якоперий              | Pterodroma mollis          |                                                |
| Тайфунник реюньйонський           | Pterodroma baraui          | бродячий                                       |
| Тайфунник білоголовий             | Pterodroma lessonii        |                                                |
| Тайфунник Піла                    | Pterodroma inexpectata     |                                                |
| Тайфунник тихоокеанський          | Pterodroma externa         | бродячий                                       |
| Тайфунник атлантичний             | Pterodroma incerta         | бродячий                                       |
| Тайфунник макаулійський           | Pterodroma cervicalis      |                                                |
| Тайфунник австралійський          | Pterodroma nigripennis     |                                                |
| Тайфунник Кука                    | Pterodroma cookii          |                                                |
| Тайфунник білолобий               | Pterodroma leucoptera      |                                                |
| Тайфунник коротконогий            | Pterodroma brevipes        | бродячий                                       |
| Тайфунник Штейнегера              | Pterodroma longirostris    | бродячий                                       |
| Тайфунник кліфовий                | Pterodroma pycrofti        | локально вимер, Острів Норфолк                 |
| Тайфунник вануатський             | Pterodroma occulta         | бродячий                                       |
| Буревісник блакитний              | Halobaena caerulea         |                                                |
| Пріон сніжний                     | Pachyptila turtur          |                                                |
| Пріон широкодзьобий               | Pachyptila vittata         |                                                |
| Пріон малий                       | Pachyptila salvini         |                                                |
| Пріон антарктичний                | Pachyptila desolata        |                                                |
| Пріон тонкодзьобий                | Pachyptila belcheri        |                                                |
| Пріон товстодзьобий               | Pachyptila crassirostris   | бродячий; Острови Герд і Макдональд            |
| Бульверія тонкодзьоба             | Bulweria bulwerii          |                                                |
| Бульверія товстодзьоба            | Bulweria fallax            |                                                |
| Тайфунник таїтійський             | Pseudobulweria rostrata    |                                                |
| Буревісник сірий                  | Procellaria cinerea        |                                                |
| Буревісник білогорлий             | Procellaria aequinoctialis |                                                |
| Буревісник чорний                 | Procellaria parkinsoni     |                                                |
| Буревісник новозеландський        | Procellaria westlandica    |                                                |
| Буревісник тихоокеанський         | Calonectris leucomelas     |                                                |
| Буревісник атлантичний            | Calonectris borealis       | бродячий                                       |
| Буревісник рожевоногий            | Ardenna creatopus          | бродячий                                       |
| Буревісник світлоногий            | Ardenna carneipes          |                                                |
| Буревісник великий                | Ardenna gravis             | бродячий                                       |
| Буревісник клинохвостий           | Ardenna pacifica           |                                                |
| Буревісник Бюлера                 | Ardenna bulleri            |                                                |
| Буревісник сивий                  | Ardenna grisea             |                                                |
| Буревісник тонкодзьобий           | Ardenna tenuirostris       |                                                |
| Буревісник малий                  | Puffinus puffinus          | бродячий                                       |
| Буревісник Гутона                 | Puffinus huttoni           |                                                |
| Буревісник молокайський           | Puffinus newelli           | бродячий                                       |
| Буревісник австралійський         | Puffinus gavia             |                                                |
| Буревісник-крихітка каприкорновий | Puffinus assimilis         |                                                |
| Буревісник-крихітка тристанський  | Puffinus elegans           |                                                |
| Буревісник реюньйонський          | Puffinus bailloni          | бродячий                                       |
| Буревісник каріамуріанський       | Puffinus persicus          | бродячий                                       |
| Буревісник Гейнрота               | Puffinus heinrothi         | бродячий                                       |
| Пуфінур великий                   | Pelecanoides urinatrix     |                                                |
| Пуфінур георгійський              | Pelecanoides georgicus     | Маккуорі & Острови Герд і Макдональд;          |

## Лелекоподібні

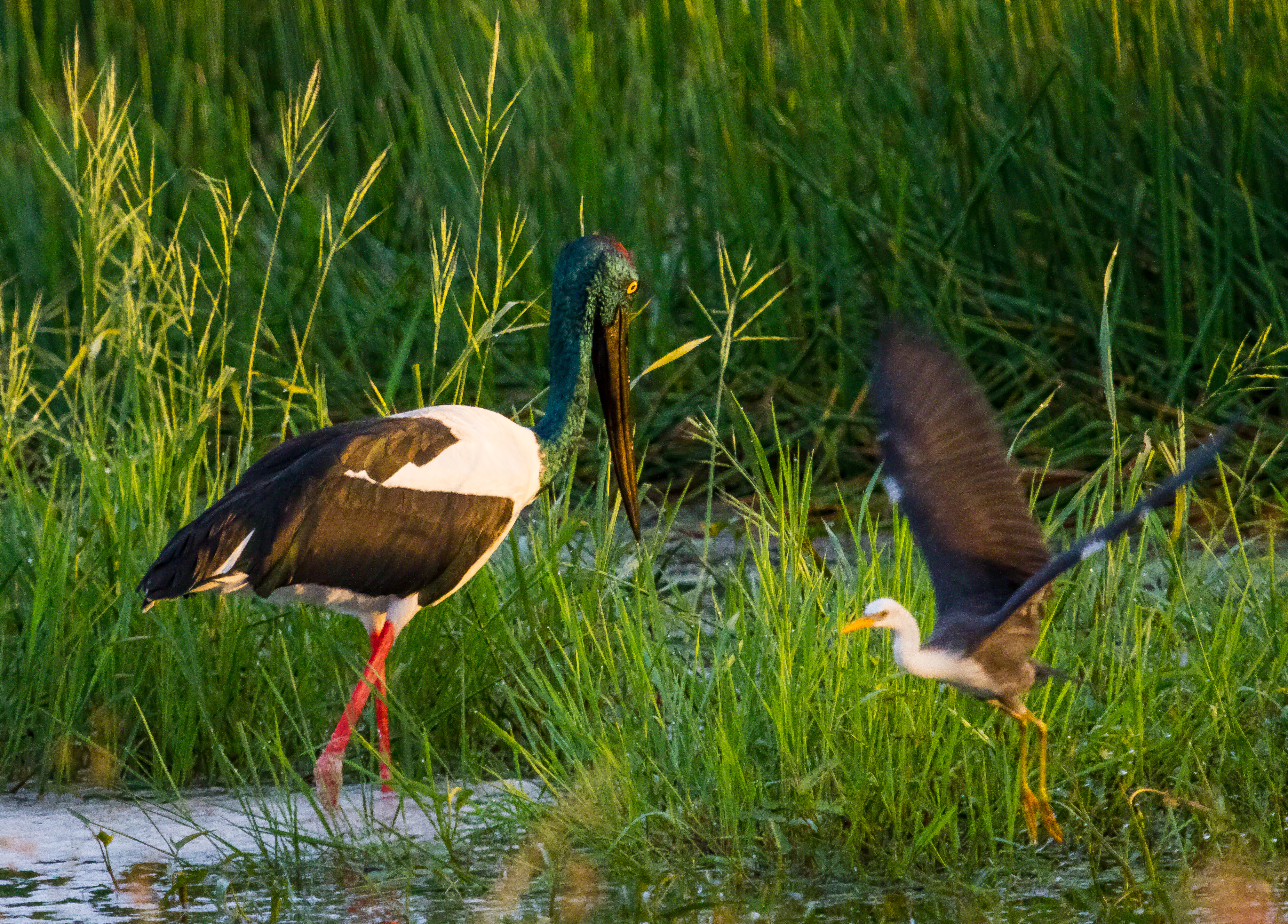
Ябіру азійський

Зафіксовано 1 вид.
| Українська назва | Біноміальна назва          | Примітки |
| ---------------- | -------------------------- | -------- |
| Ябіру азійський  | Ephippiorhynchus asiaticus |          |

## Сулоподібні
Родина: Фрегатові (Fregatidae)
Зафіксовано 3 види.
| Українська назва      | Біноміальна назва | Примітки                            |
| --------------------- | ----------------- | ----------------------------------- |
| Фрегат-арієль         | Fregata ariel     |                                     |
| Фрегат малазійський   | Fregata andrewsi  | Острів Різдва; бродячий на материку |
| Фрегат тихоокеанський | Fregata minor     |                                     |

Родина: Сулові (Sulidae)
Зафіксовано 6 видів [5 тубільних, 1 бродячий].
| Українська назва   | Біноміальна назва | Примітки                             |
| ------------------ | ----------------- | ------------------------------------ |
| Сула жовтодзьоба   | Sula dactylatra   |                                      |
| Сула білочерева    | Sula leucogaster  |                                      |
| Сула червононога   | Sula sula         |                                      |
| Сула чорнокрила    | Papasula abbotti  | Острів Різдва ; бродячий на материку |
| Сула африканська   | Morus capensis    | бродячий                             |
| Сула австралійська | Morus serrator    |                                      |

Родина: Змієшийка (Anhingidae)
Зафіксовано 2 види [1 рідний, 1 бродячий].
| Українська назва        | Біноміальна назва       | Примітки |
| ----------------------- | ----------------------- | -------- |
| Змієшийка чорночерева   | Anhinga melanogaster    | бродячий |
| Змієшийка австралійська | Anhinga novaehollandiae |          |

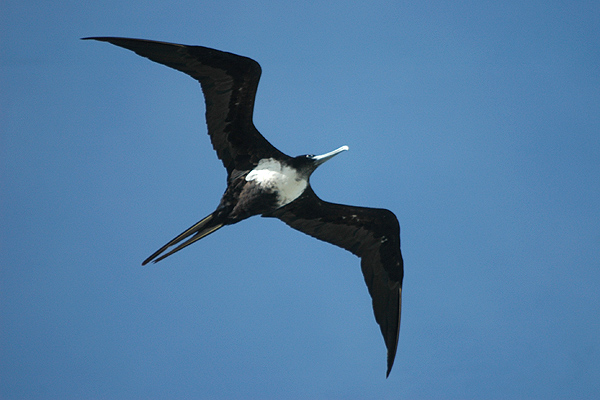
Фрегат тихоокеанський

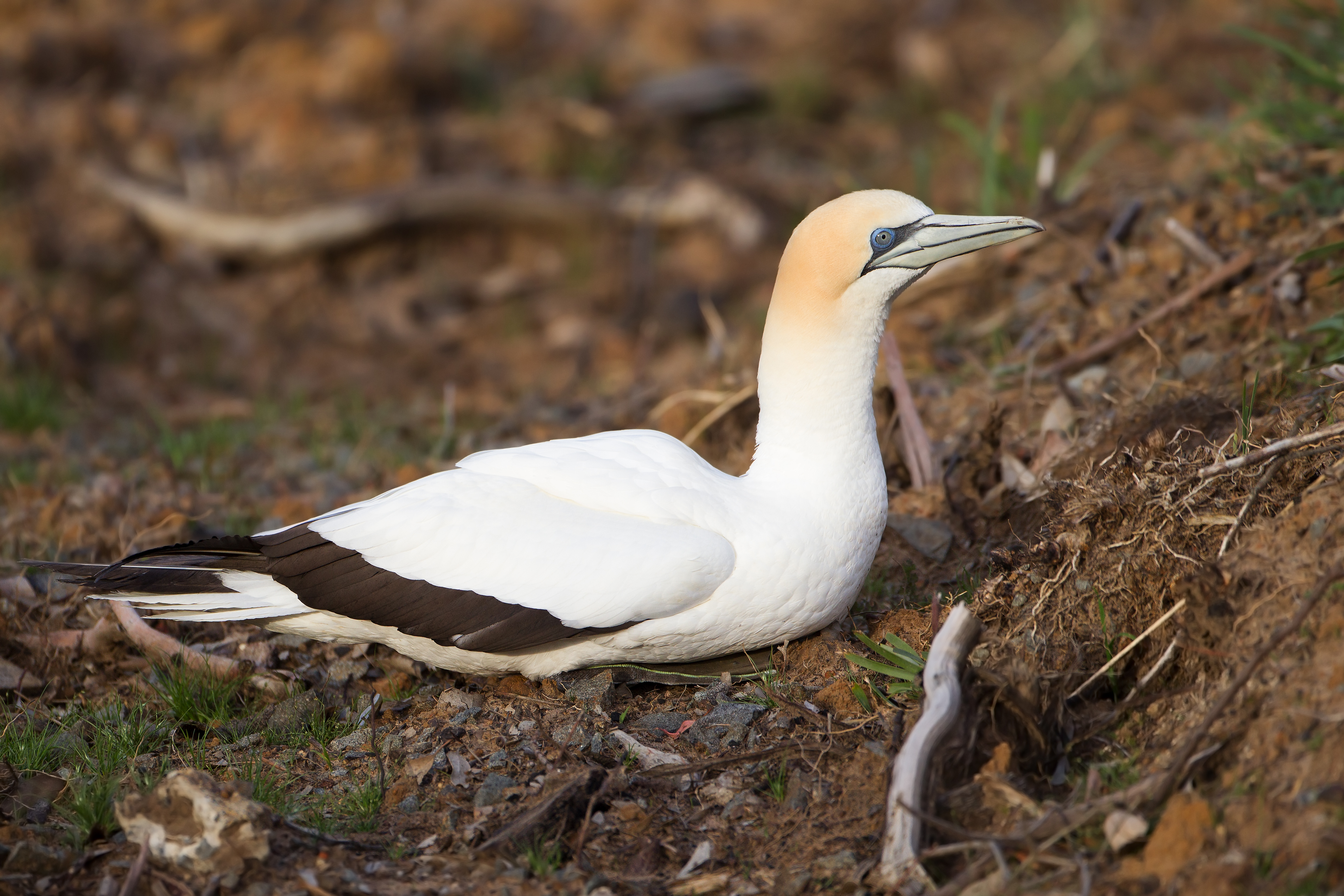
Сула австралійська

Родина: Бакланові (Phalacrocoracidae)

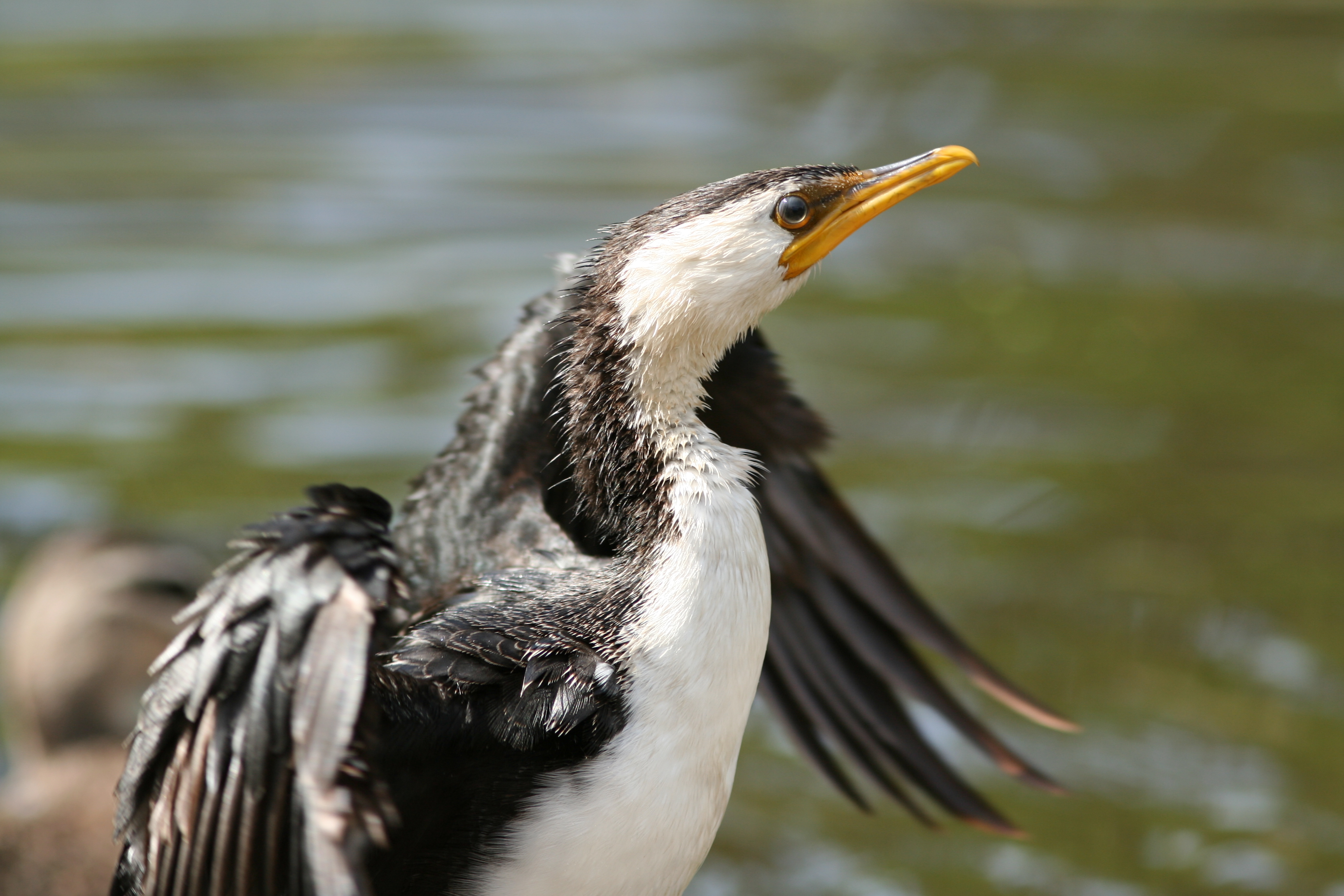
Phalacrocorax sulcirostris

Зафіксовано 9 видів [7 тубільних, 2 бродячих].
| Українська назва      | Біноміальна назва          | Примітки                  |
| --------------------- | -------------------------- | ------------------------- |
| Баклан строкатий      | Microcarbo melanoleucos    |                           |
| Баклан великий        | Phalacrocorax carbo        |                           |
| Баклан бурий          | Phalacrocorax punctatus    | бродячий                  |
| Баклан індонезійський | Phalacrocorax sulcirostris |                           |
| Баклан австралійський | Phalacrocorax varius       |                           |
| Баклан білогрудий     | Phalacrocorax fuscescens   |                           |
| Баклан білоплечий     | Leucocarbo nivalis         | Острови Герд і Макдональд |
| Баклан маккуорійський | Leucocarbo purpurascens    | о. Маккуорі               |
| Баклан кергеленський  | Leucocarbo verrucosus      | бродячий                  |

## Пеліканоподібні
Родина: Пеліканові (Pelecanidae)
Зафіксовано 1 вид.
| Українська назва       | Біноміальна назва        | Примітки |
| ---------------------- | ------------------------ | -------- |
| Пелікан австралійський | Pelecanus conspicillatus |          |

Родина: Чаплеві (Ardeidae)

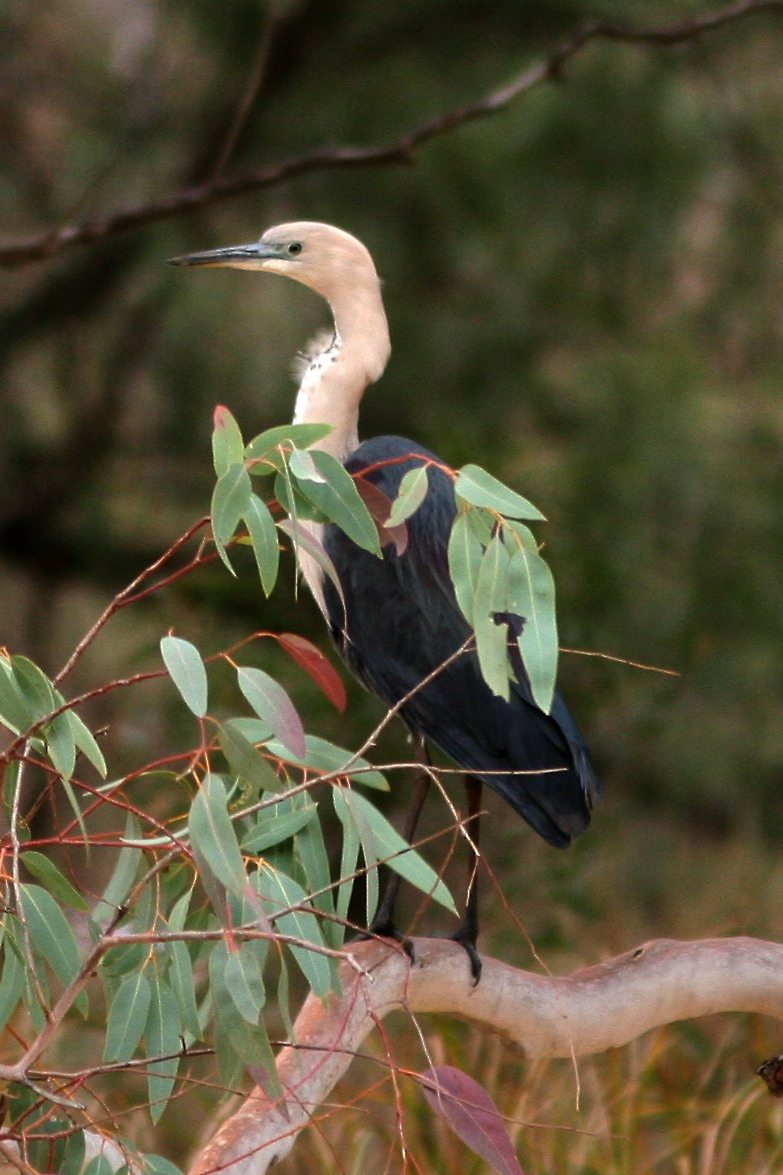
Чапля білошия

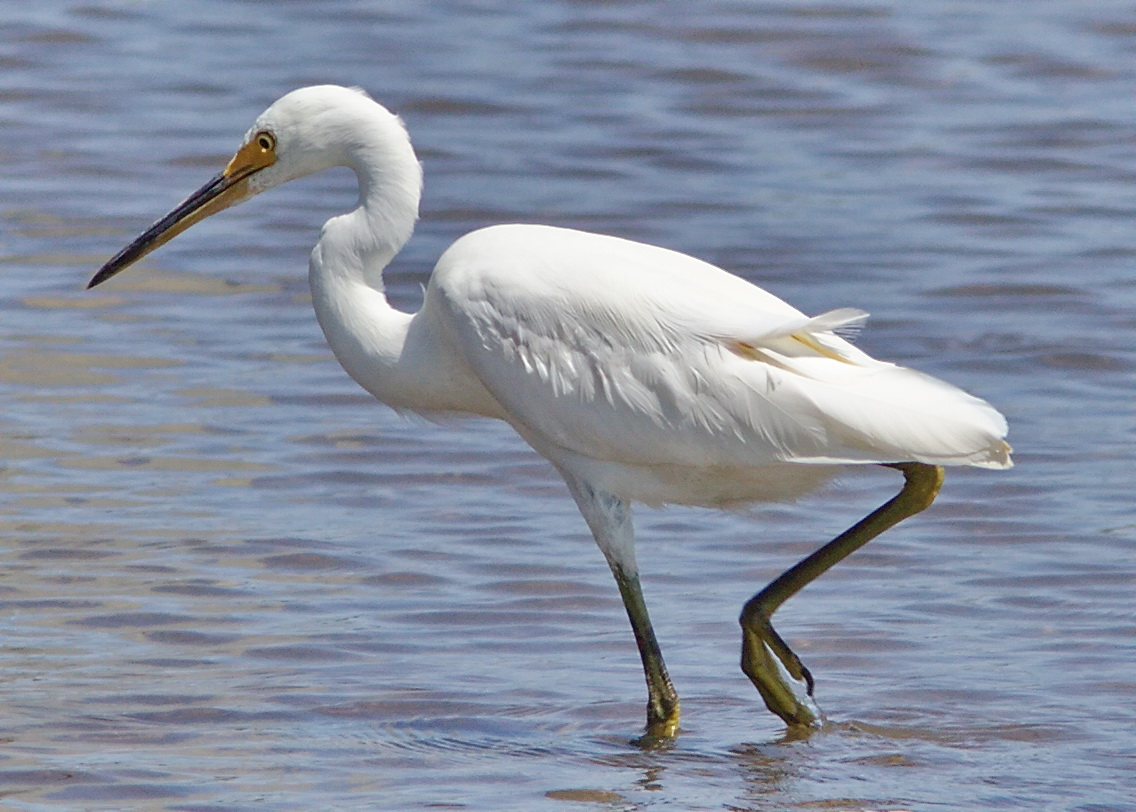
Австралійська Чепура мала

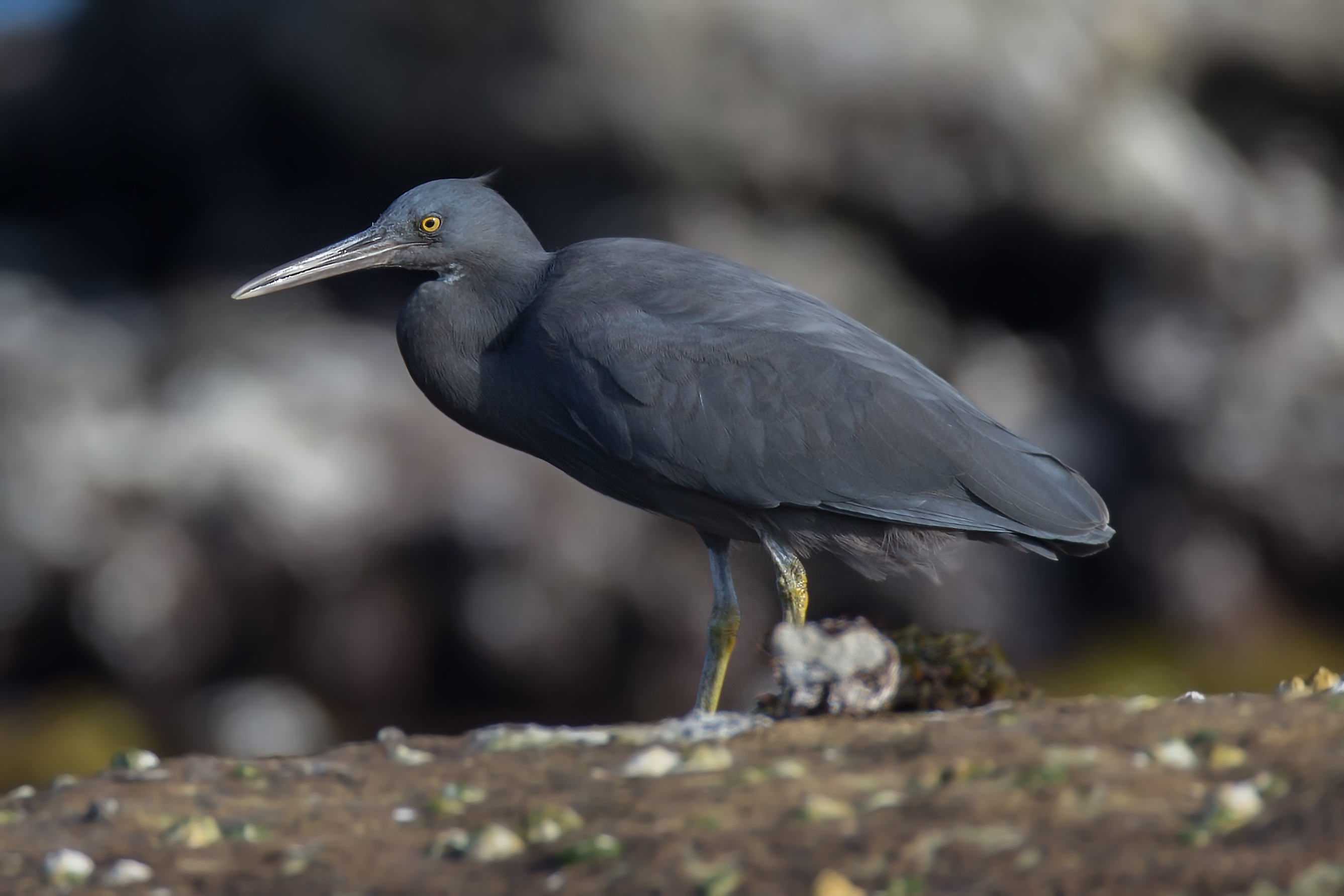
Egretta sacra

Зафіксовано 25 видів [15 тубільних, 10 бродячих].

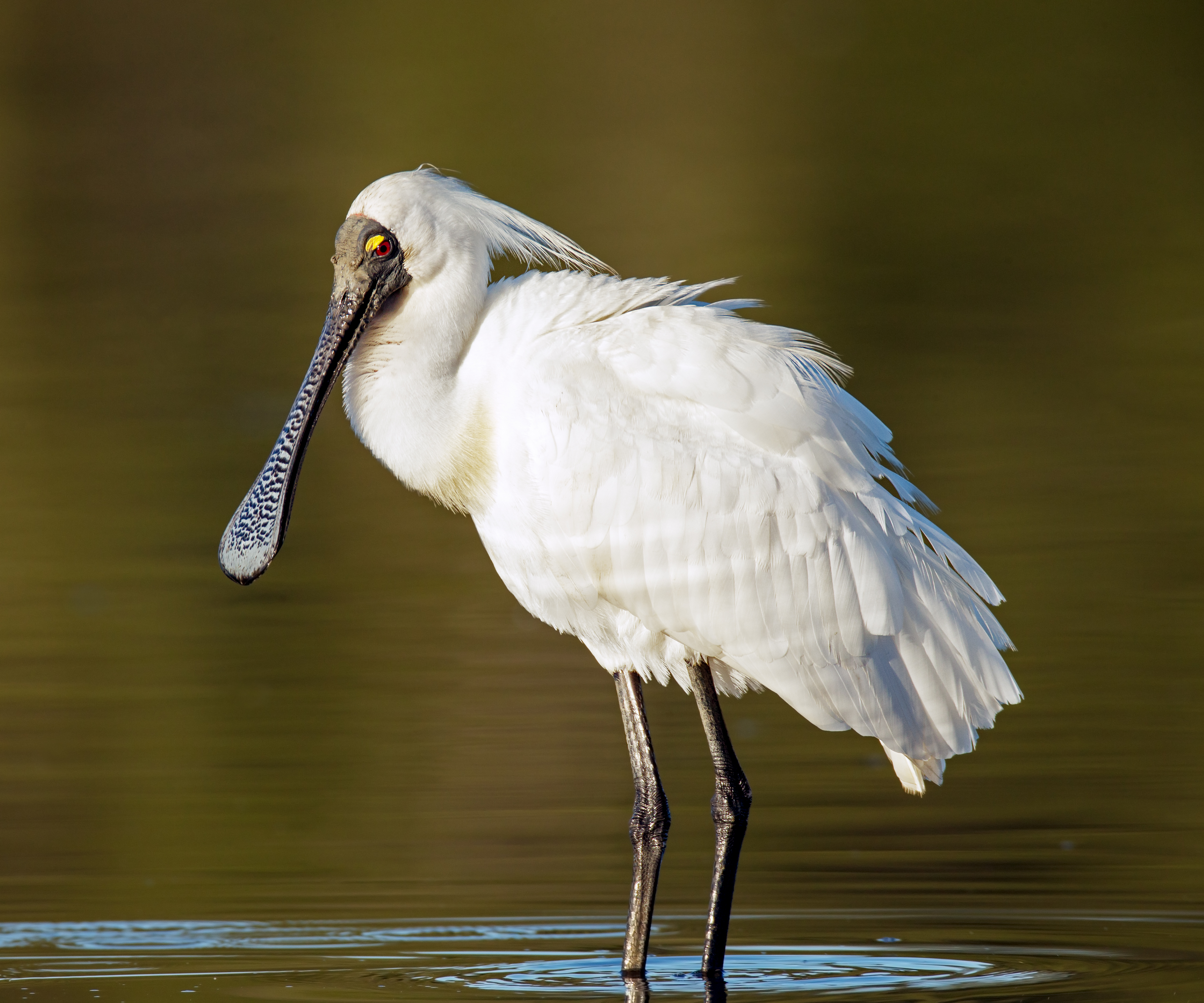
Platalea regia

| Українська назва        | Біноміальна назва       | Примітки                                                                     |
| ----------------------- | ----------------------- | ---------------------------------------------------------------------------- |
| Бугай австралійський    | Botaurus poiciloptilus  |                                                                              |
| Бугайчик китайський     | Ixobrychus sinensis     | бродячий                                                                     |
| Бугайчик австралійський | Ixobrychus dubius       |                                                                              |
| Бугайчик амурський      | Ixobrychus eurhythmus   | бродячий, острів Різдва                                                      |
| Бугайчик рудий          | Ixobrychus cinnamomeus  | бродячий                                                                     |
| Бугайчик чорний         | Ixobrychus flavicollis  |                                                                              |
| Чапля сіра              | Ardea cinerea           | бродячий                                                                     |
| Чапля білошия           | Ardea pacifica          |                                                                              |
| Чапля суматранська      | Ardea sumatrana         |                                                                              |
| Чапля руда              | Ardea purpurea          | бродячий                                                                     |
| Чепура велика           | Ardea alba              |                                                                              |
| Чепура середня          | Ardea intermedia        |                                                                              |
| Чепура австралійська    | Egretta novaehollandiae |                                                                              |
| Чепура мала             | Egretta garzetta        |                                                                              |
| Чапля рифова,           | Egretta gularis         | можливо, Кокосові (Кілінг) острови, але, ймовірно, гібридизований з E. sacra |
| Чепура тихоокеанська    | Egretta sacra           |                                                                              |
| Чепура строката         | Egretta picata          |                                                                              |
| Чапля єгипетська        | Bubulcus ibis           |                                                                              |
| Чапля китайська         | Ardeola bacchus         | бродячий                                                                     |
| Чапля яванська          | Ardeola speciosa        | бродячий                                                                     |
| Чапля мангрова          | Butorides striatus      |                                                                              |
| Квак                    | Nycticorax nycticorax   | бродячий, Кокосові острови та острови Ашмор і Картьє                         |
| Квак каледонський       | Nycticorax caledonicus  |                                                                              |
| Квак японський          | Gorsachius goisagi      | бродячий, острів Різдва                                                      |
| Квак малайський         | Gorsachius melanolophus | бродячий, острів Різдва                                                      |

Родина: Ібісові (Threskiornithidae)
Зафіксовано 5 видів.
| Українська назва    | Біноміальна назва        | Примітки |
| ------------------- | ------------------------ | -------- |
| Коровайка           | Plegadis falcinellus     |          |
| Ібіс молуцький      | Threskiornis moluccus    |          |
| Ібіс австралійський | Threskiornis spinicollis |          |
| Косар королівський  | Platalea regia           |          |
| Косар жовтодзьобий  | Platalea flavipes        |          |

## Яструбоподібні

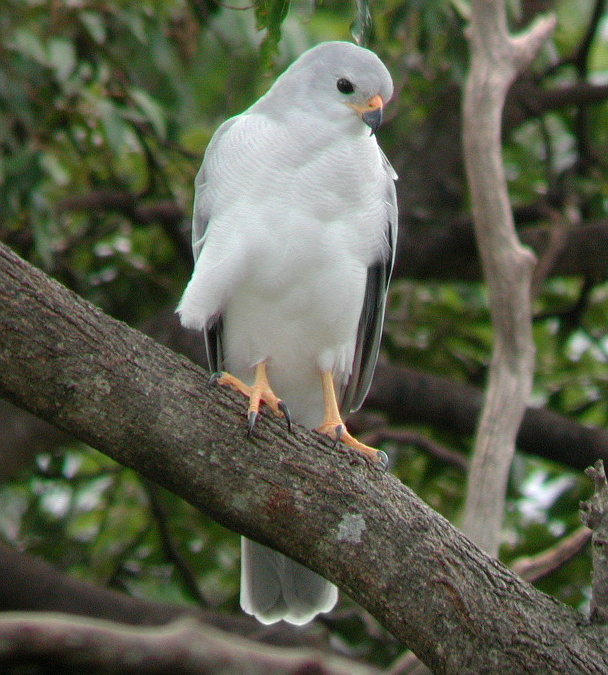
Accipiter novaehollandiae

Родина: Скопові (Pandionidae)
Зафіксовано 1 вид.
| Українська назва | Біноміальна назва | Примітки |
| ---------------- | ----------------- | -------- |
| Скопа            | Pandion haliaetus |          |

Родина: Яструбові (Accipitridae)
Зафіксовано 21 вид [17 тубільних, 4 бродячих].
| Українська назва      | Біноміальна назва         | Примітки                                             |
| --------------------- | ------------------------- | ---------------------------------------------------- |
| Шуліка австралійський | Elanus axillaris          |                                                      |
| Шуліка чорнокрилий    | Elanus scriptus           |                                                      |
| Осоїд чубатий         | Pernis ptilorhynchus      | бродячий                                             |
|                       | Hamirostra melanosternon  |                                                      |
|                       | Lophoictinia isura        |                                                      |
| Шуляк австралійський  | Aviceda subcristata       |                                                      |
|                       | Hieraaetus morphnoides    |                                                      |
| Орел молуцький        | Aquila gurneyi            | бродячий, Торресова протока                          |
| Орел австралійський   | Aquila audax              |                                                      |
|                       | Circus approximans        |                                                      |
|                       | Circus assimilis          |                                                      |
|                       | Accipiter soloensis       | бродячий, Кокосові острови та Острови Ашмор і Картьє |
|                       | Accipiter novaehollandiae |                                                      |
|                       | Accipiter fasciatus       |                                                      |
|                       | Accipiter gularis         | бродячий, Кокосові острови та Острови Ашмор і Картьє |
| Яструб австралійський | Accipiter cirrocephalus   |                                                      |
|                       | Erythrotriorchis radiatus |                                                      |
| Шуліка чорний         | Milvus migrans            |                                                      |
|                       | Haliastur sphenurus       |                                                      |
| Шуліка королівський   | Haliastur indus           |                                                      |
| Орлан білочеревий     | Haliaeetus leucogaster    |                                                      |

## Совоподібні

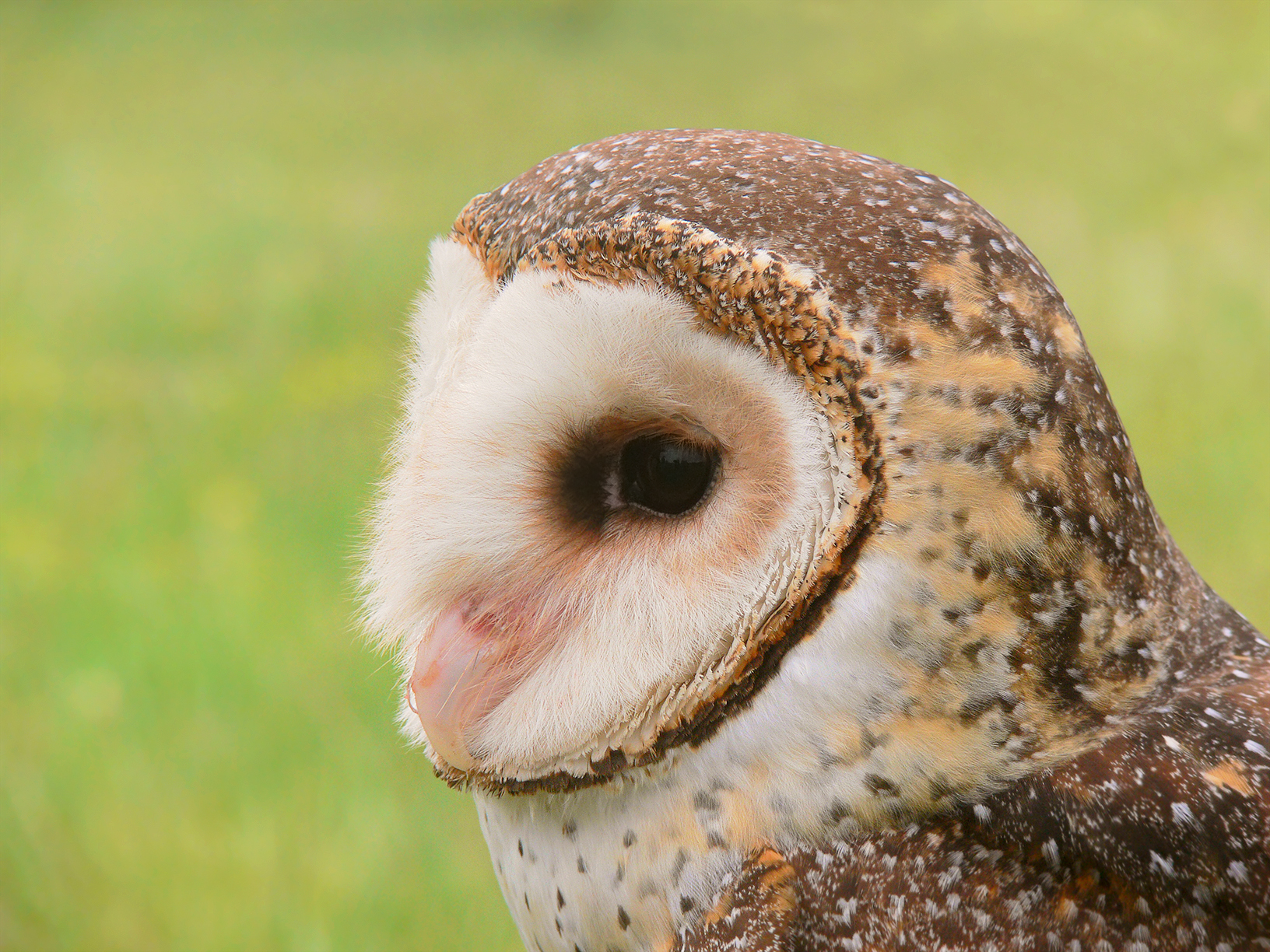
Tyto novaehollandiae

Родина: Сипухові (Tytonidae)
Зафіксовано 5 видів.
| Українська назва     | Біноміальна назва    | Примітки |
| -------------------- | -------------------- | -------- |
| Сипуха темно-бура    | Tyto tenebricosa     |          |
| Сипуха срібляста     | Tyto multipunctata   |          |
| Сипуха австралійська | Tyto novaehollandiae |          |
| Сипуха східна        | Tyto longimembris    |          |
| Сипуха               | Tyto alba            |          |

Родина: Совові (Strigidae)
Зафіксовано 10 видів [6 тубільних, 4 бродячих].
| Українська назва            | Біноміальна назва     | Примітки                  |
| --------------------------- | --------------------- | ------------------------- |
|                             | Otis sunia            | бродячий, острів Барроу   |
| Пугач-рибоїд малазійський   | Ketupa ketupu         | бродячі, Кокосові острови |
| Сова-голконіг руда          | Ninox rufa            |                           |
| Сова-голконіг гігантська    | Ninox strenua         |                           |
| Сова-голконіг плямиста      | Ninox connivens       |                           |
| Сова-голконіг австралійська | Ninox boobook         |                           |
|                             | Ninox leucopsis       |                           |
| Морепорк                    | Ninox novaeseelandiae |                           |
| Сова-голконіг далекосхідна  | Ninox scutulata       | бродячий                  |
| Сова-голконіг японська      | Ninox japonica        | бродячий                  |
| Сова-голконіг острівна      | Ninox natalis         | Острів Різдва             |

## Bucerotiformes
Родина: Одудові (Upupidae)
Зафіксовано 1 бродячий вид.
| Українська назва | Біноміальна назва | Примітки |
| ---------------- | ----------------- | -------- |
| Одуд             | Upupa epops       | бродячий |

## Сиворакшоподібні

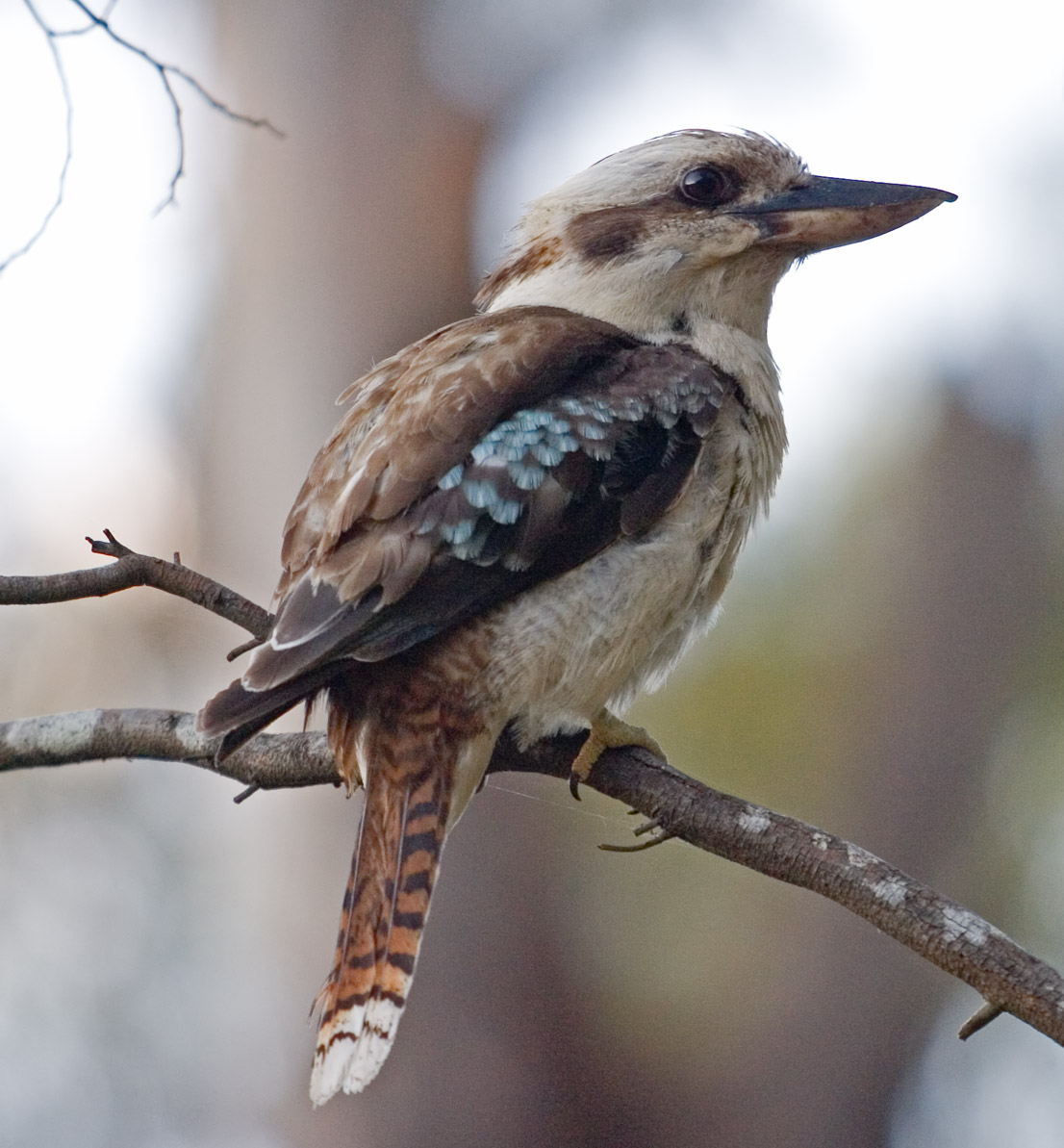
Кукабара велика

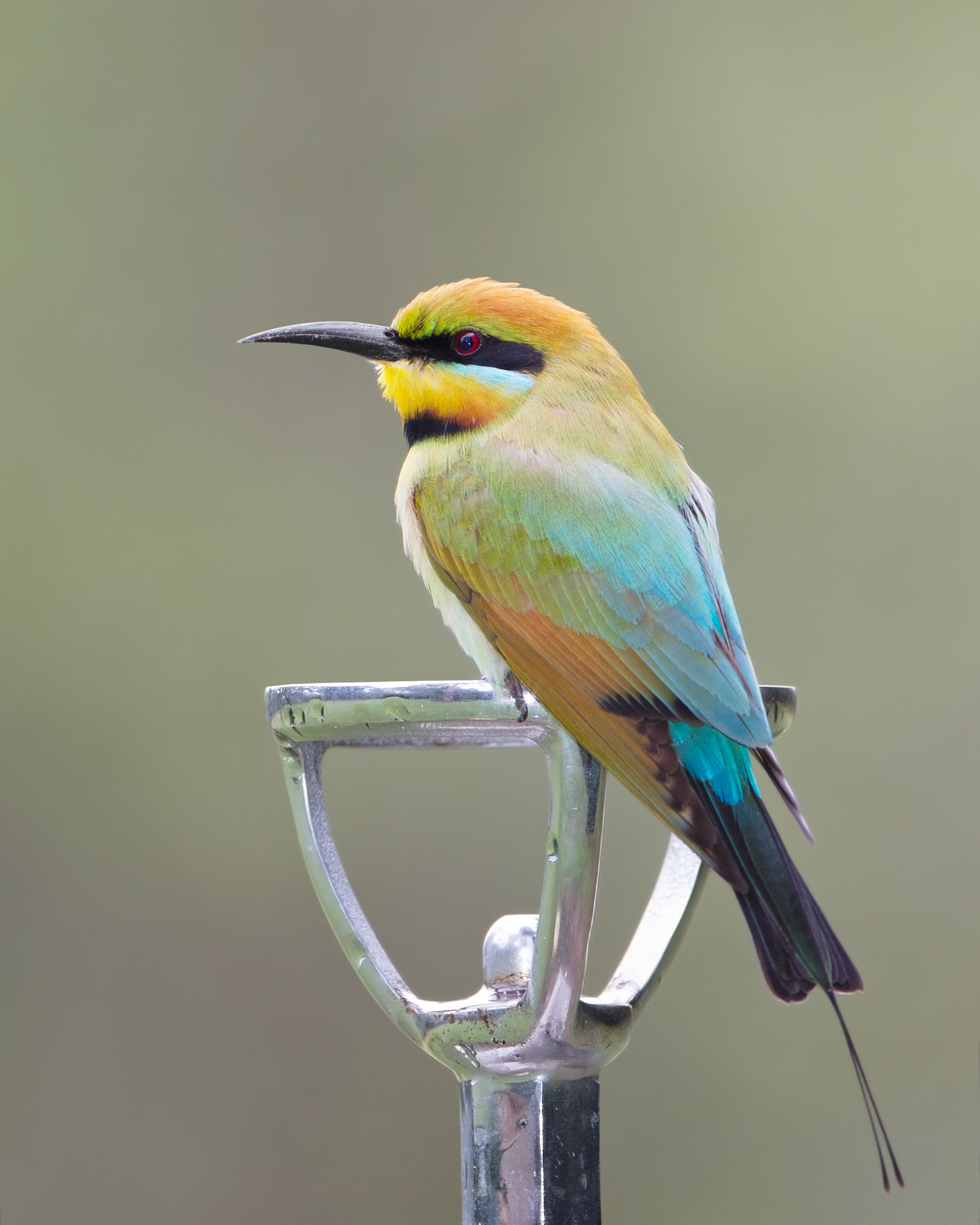
Бджолоїдка райдужна

Родина: Рибалочкові (Alcedinidae)
Зафіксовано 15 видів [11 тубільних, 4 бродячих].
| Українська назва               | Біноміальна назва        | Примітки                                   |
| ------------------------------ | ------------------------ | ------------------------------------------ |
| Рибалочка блакитний            | Alcedo atthis            | бродячі, Острів Різдва та Кокосові острови |
| Рибалочка ультрамариновий      | Ceyx azureus             |                                            |
| Рибалочка мангровий            | Ceyx pusilla             |                                            |
| Кукабара велика                | Dacelo novaeguineae      |                                            |
| Кукабара синьокрила            | Dacelo leachii           |                                            |
| Альціон чорноголовий           | Halcyon pileata          | бродячий                                   |
| Альціон рудогузий              | Todiramphus pyrrhopygius |                                            |
| Альціон лісовий                | Todiramphus macleayii    |                                            |
| Альціон узбережний             | Todiramphus sordidus     |                                            |
| Альціон священний              | Todiramphus sanctus      |                                            |
| Альціон білошиїй               | Todiramphus chloris      |                                            |
| Тороторо малий                 | Syma torotoro            |                                            |
| Альціон-галатея аруйський      | Tanysiptera hydrocharis  | бродячий, Торресова протока                |
| Альціон-галатея великий        | Tanysiptera galatea      | бродячий, Торресова протока                |
| Альціон-галатея вохристогрудий | Tanysiptera sylvia       |                                            |

Родина: Бджолоїдкові (Meropidae)
Зафіксовано 1 вид.
| Українська назва    | Біноміальна назва | Примітки |
| ------------------- | ----------------- | -------- |
| Бджолоїдка райдужна | Merops ornatus    |          |

Родина: Сиворакшові (Coraciidae)
Зафіксовано 2 види [1 рідний, 1 бродячий].
| Українська назва  | Біноміальна назва     | Примітки                  |
| ----------------- | --------------------- | ------------------------- |
| Сиворакша         | Coracias garrulus     | бродячі, Кокосові острови |
| Широкорот східний | Eurystomus orientalis |                           |

## Соколоподібні
Родина: Соколові (Falconidae)
Зафіксовано 7 видів [6 тубільних, 1 бродячий].
| Українська назва          | Біноміальна назва | Примітки |
| ------------------------- | ----------------- | -------- |
| Боривітер австралійський  | Falco cenchroides |          |
| Підсоколик великий        | Falco subbuteo    | бродячий |
| Підсоколик австралійський | Falco longipennis |          |
| Сокіл бурий               | Falco berigora    |          |
| Сокіл сірий               | Falco hypoleucos  |          |
| Сокіл чорний              | Falco subniger    |          |
| Сапсан                    | Falco peregrinus  |          |

## Папугоподібні
Родина: Несторові (Nestoridae)
Зафіксовано 1 вимерлий вид.
| Українська назва | Біноміальна назва | Примітки                 |
| ---------------- | ----------------- | ------------------------ |
| Нестор скельний  | Nestor productus  | вимерлий, острів Норфолк |

Родина: Какадові (Cacatuidae)
Зафіксовано 14 видів.
| Українська назва        | Біноміальна назва           | Примітки |
| ----------------------- | --------------------------- | -------- |
| Какатоїс-голіаф         | Probosciger aterrimus       |          |
| Какатоїс червонохвостий | Calyptorhynchus banksii     |          |
| Какатоїс буроголовий    | Calyptorhynchus lathami     |          |
| Какатоїс жовтохвостий   | Calyptorhynchus funereus    |          |
| Какатоїс евкаліптовий   | Calyptorhynchus latirostris |          |
| Какатоїс білохвостий    | Calyptorhynchus baudinii    |          |
| Какаду червоноголовий   | Callocephalon fimbriatum    |          |
| Какаду-інка             | Lophochroa leadbeateri      |          |
| Какаду рожевий          | Eolophus roseicapilla       |          |
| Какаду червонолобий     | Cacatua tenuirostris        |          |
| Какаду західний         | Cacatua pastinator          |          |
| Какаду малий            | Cacatua sanguinea           |          |
| Какаду жовточубий       | Cacatua galerita            |          |
| Корела                  | Nymphicus hollandsus        |          |

Родина: Psittaculidae

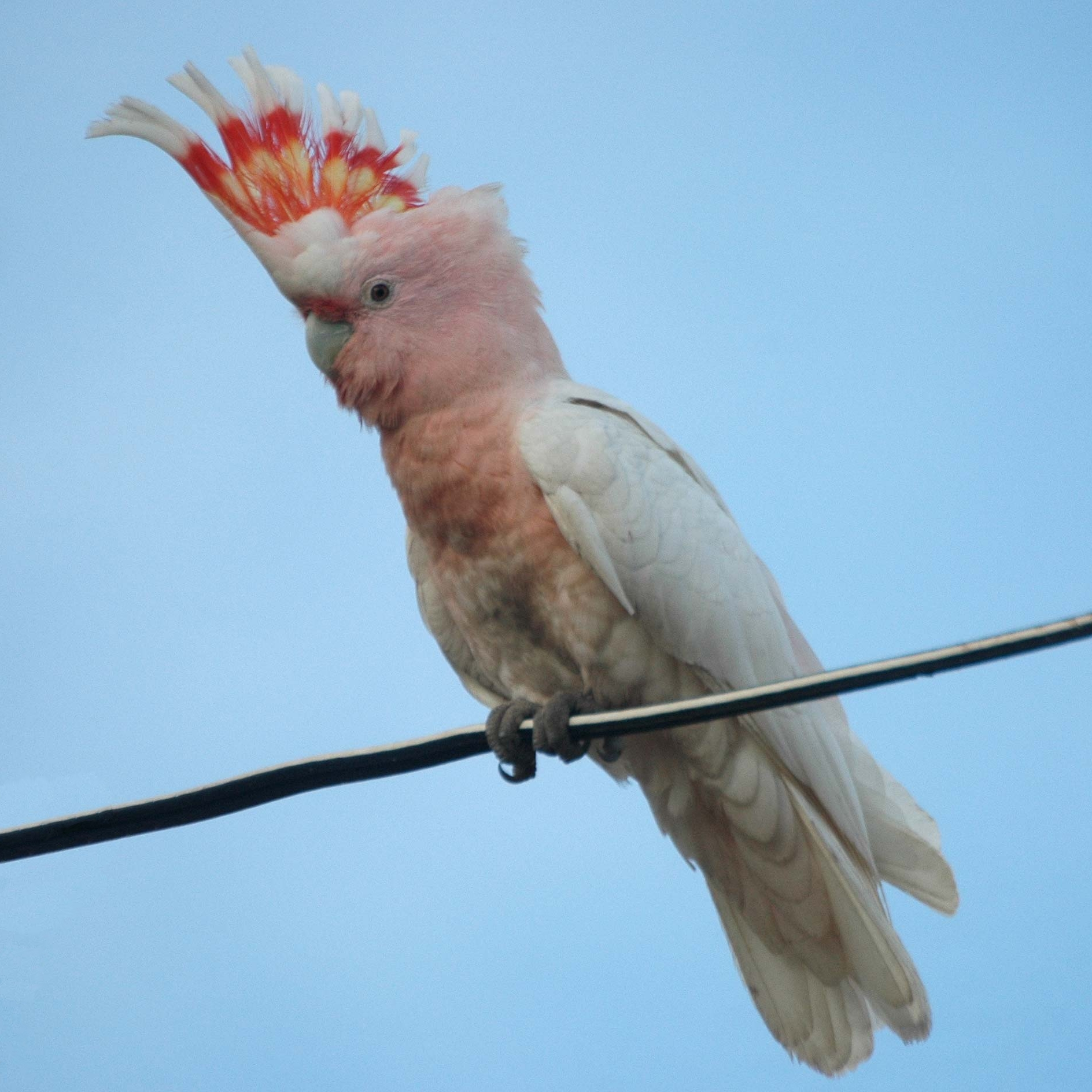
Какаду-інка

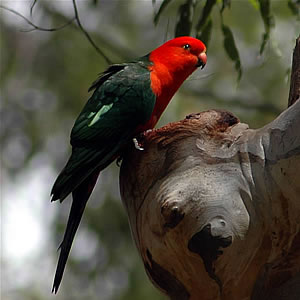
Alisterus scapularis

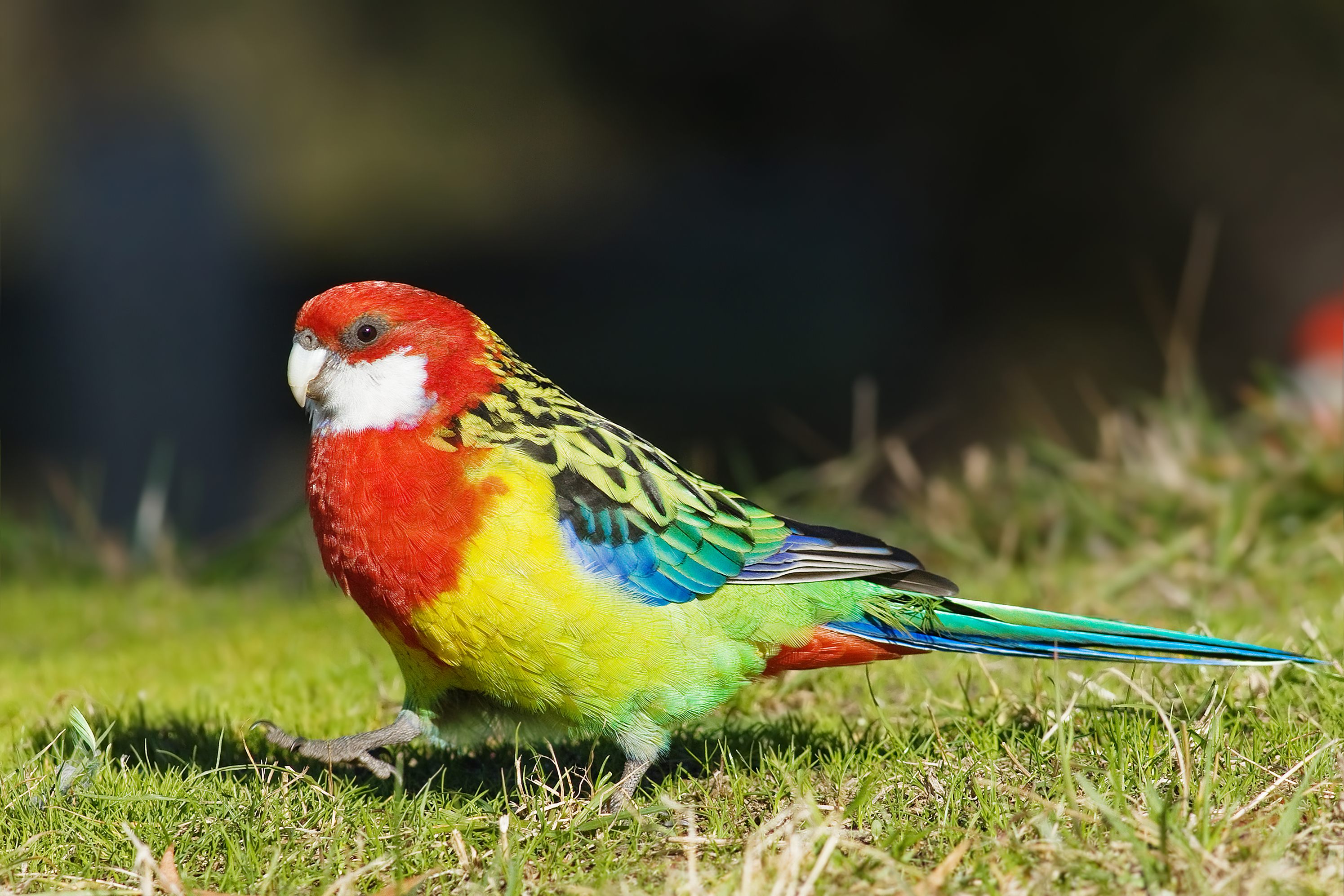
Розела білогорла (самиця)

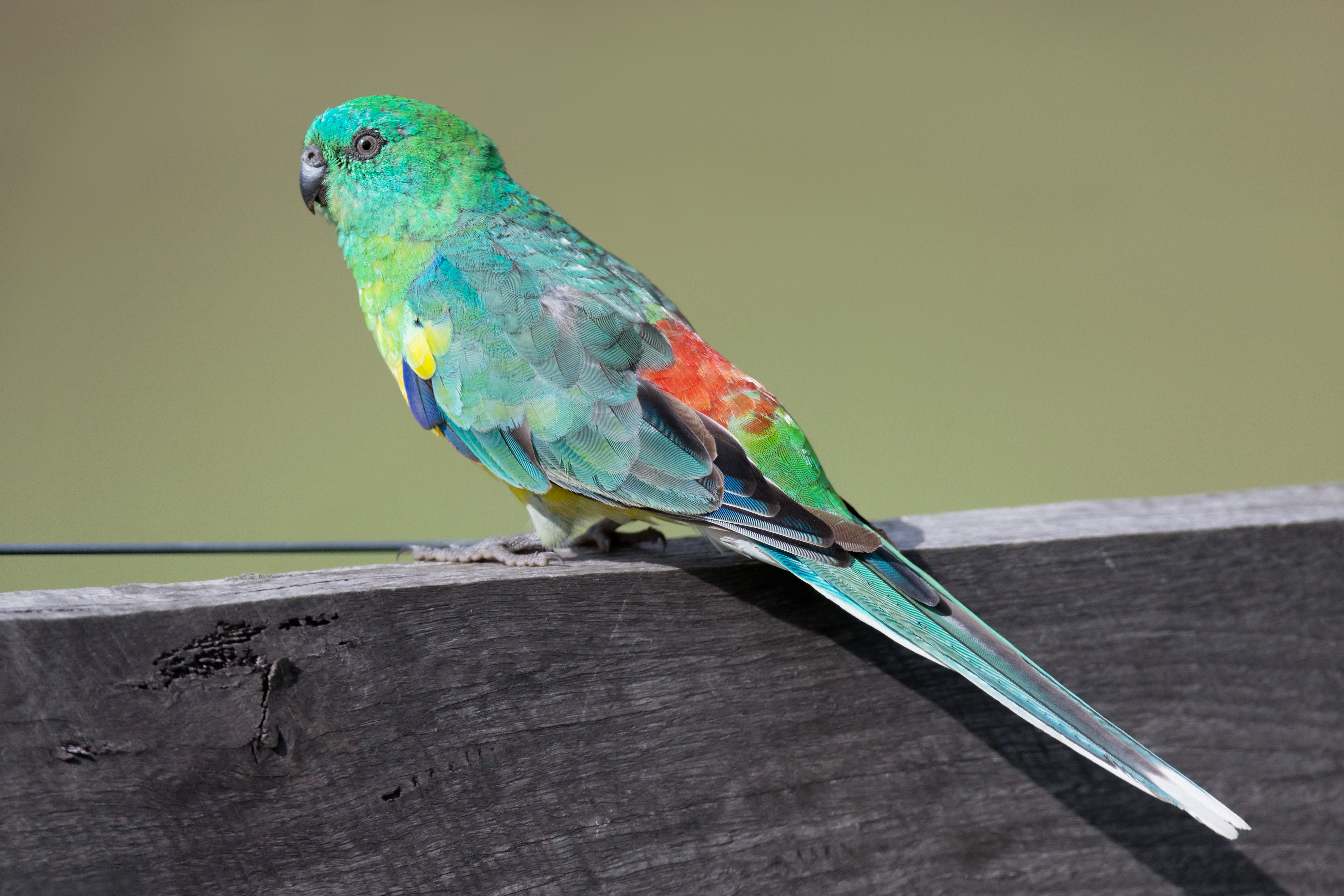
Psephotus haematonotus

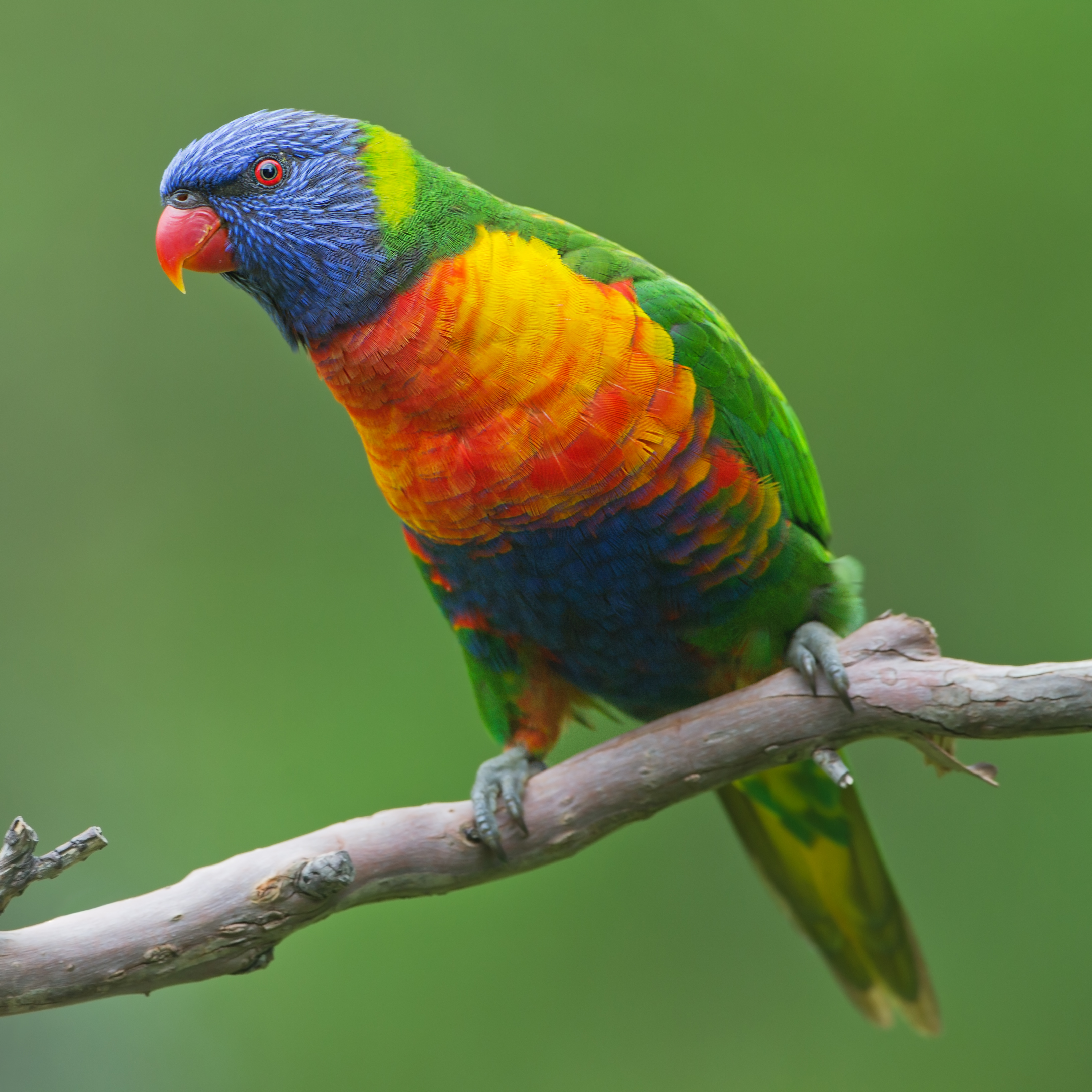
Лорікет синьоголовий

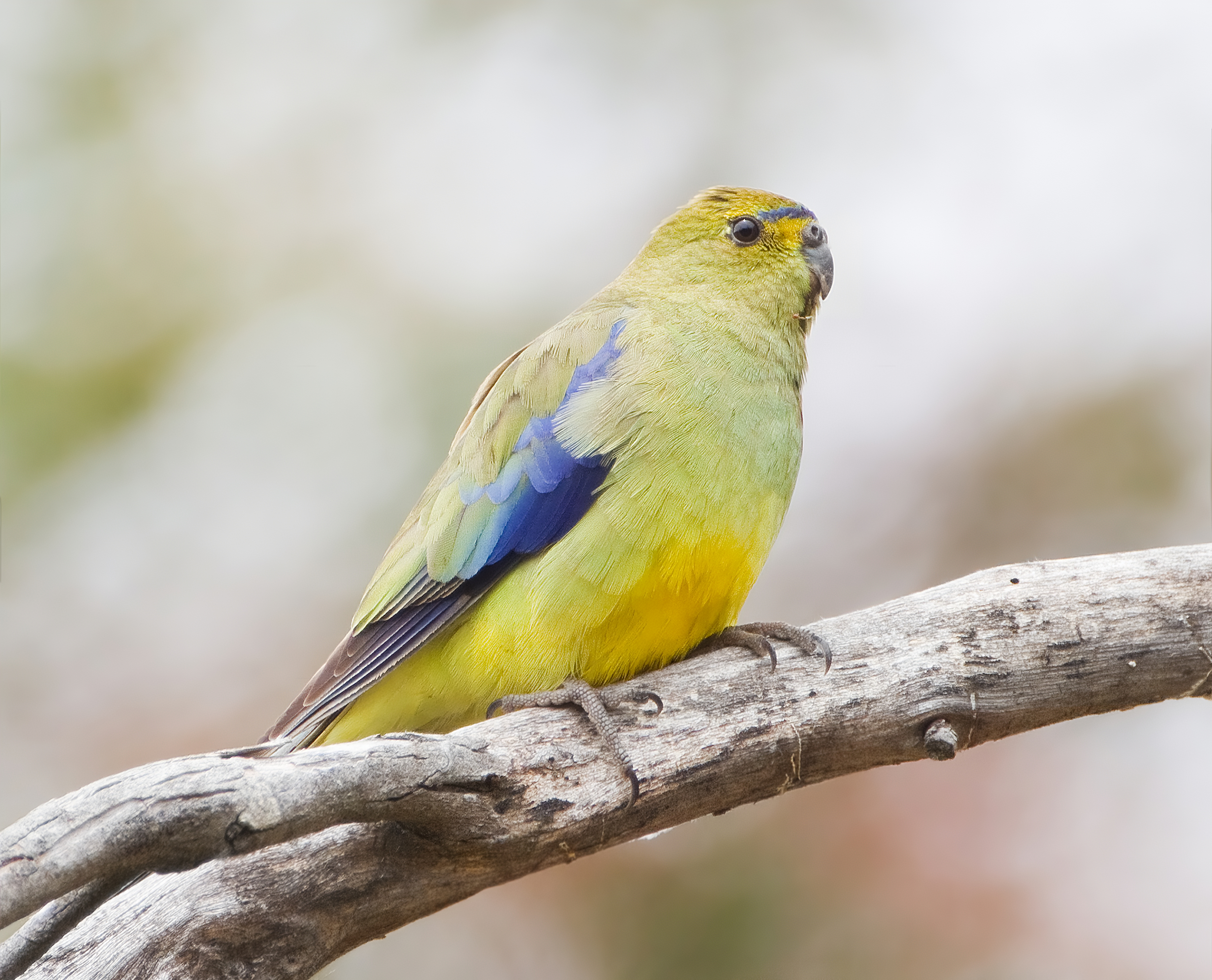
Neophema chrysostoma

Зафіксовано 44 види [42 тубільці, 1 локально вимер, 1 вимерлий].
| Українська назва                  | Біноміальна назва             | Примітки                 |
| --------------------------------- | ----------------------------- | ------------------------ |
| Періко жовтолобий                 | Polytelis swainsonii          |                          |
| Періко жовтоголовий               | Polytelis anthopeplus         |                          |
| Періко рожевогорлий               | Polytelis alexandrae          |                          |
| Алістер королівський              | Alisterus scapularis          |                          |
| Папуга-червонокрил австралійський | Aprosmictus erythropterus     |                          |
| Папуга зелено-червоний            | Eclectus roratus              |                          |
| Лоріто червоноголовий             | Geoffroyus geoffroyi          |                          |
| Папужка болотяний                 | Pezoporus wallicus            |                          |
| Папужка жовточеревий              | Pezoporus occidentalis        |                          |
| Папужка рожевогрудий              | Neopsephotus bourkii          |                          |
| Папужка синьокрилий               | Neophema chrysostoma          |                          |
| Папужка золотавий                 | Neophema elegans              |                          |
| Папужка скельний                  | Neophema petrophila           |                          |
| Папужка золотисточеревий          | Neophema chrysogaster         |                          |
| Папужка лазуровий                 | Neophema pulchella            |                          |
| Папужка червоноволий              | Neophema splendida            |                          |
| Папужка червоногорлий             | Lathamus discolor             |                          |
| Какарікі червонолобий             | Cyanoramphus novaezelandiae   | локально вимер, Маккуорі |
| Какарікі норфолцький              | Cyanoramphus cookii           | Острів Норфолк           |
| Розела чорноголова                | Barnardius zonarius           |                          |
| Розела тасманійська               | Platycercus caledonicus       |                          |
| Розела червона                    | Platycercus elegans           |                          |
| Розела золотиста                  | Platycercus venustus          |                          |
| Розела білогорла                  | Platycercus eximius           |                          |
| Розела світлоголова               | Platycercus adscitus          |                          |
| Розела жовтощока                  | Platycercus icterotis         |                          |
| Папуга червоночеревий             | Northiella haematogaster      |                          |
| Папуга кочівний                   | Northiella narethae           |                          |
| Папужка співочий                  | Psephotus haematonotus        |                          |
| Папужка різнобарвний              | Psephotus varius              |                          |
| Папужка чорноголовий              | Psephotus dissimilis          |                          |
| Папужка золотоплечий              | Psephotus chrysopterygius     |                          |
| Папужка червоноплечий             | Psephotus pulcherrimus        | вимер                    |
| Папужець червоноголовий           | Purpureicephalus spurius      |                          |
| Папужка червонощокий              | Cyclopsitta diophthalma       |                          |
| Папужка хвилястий                 | Melopsittacus undulatus       |                          |
| Лорікет-нектароїд червонолобий    | Glossopsitta concinna         |                          |
| Лорікет-нектароїд малий           | Glossopsitta pusilla          |                          |
| Лорікет-нектароїд блакитноволий   | Glossopsitta porphyrocephala  |                          |
| Лорікет рожевоволий               | Psitteuteles versicolor       |                          |
| Лорікет веселковий                | Trichoglossus haematodus      | Торресова протока        |
| Лорікет червоношиїй               | Trichoglossus rubritorquis    |                          |
| Лорікет синьоголовий              | Trichoglossus moluccanus      |                          |
| Лорікет зеленоголовий             | Trichoglossus chlorolepidotus |                          |

## Горобцеподібні
Родина: Пітові (Pittidae)
Зафіксовано 6 видів [3 рідні, 3 бродячі].
| Українська назва   | Біноміальна назва      | Примітки                |
| ------------------ | ---------------------- | ----------------------- |
| Піта папуанська    | Erythropitta macklotii |                         |
| Піта синьокрила    | Pitta moluccensis      | бродячий                |
| Піта китайська     | Pitta nympha           | бродячий                |
| Піта чорноголова   | Pitta sordida          | бродячий, острів Барроу |
| Піта-крикун        | Pitta versicolor       |                         |
| Піта австралійська | Pitta iris             |                         |

Родина: Лірохвостові (Menuridae)
2 види.
| Українська назва  | Біноміальна назва      | Примітки |
| ----------------- | ---------------------- | -------- |
| Лірохвіст малий   | Menura alberti         |          |
| Лірохвіст великий | Menura novaehollandiae |          |

Родина: Гущакові (Atrichornithidae)
Зафіксовано 2 види.
| Українська назва | Біноміальна назва     | Примітки |
| ---------------- | --------------------- | -------- |
| Гущак малий      | Atrichornis rufescens |          |
| Гущак великий    | Atrichornis clamosus  |          |

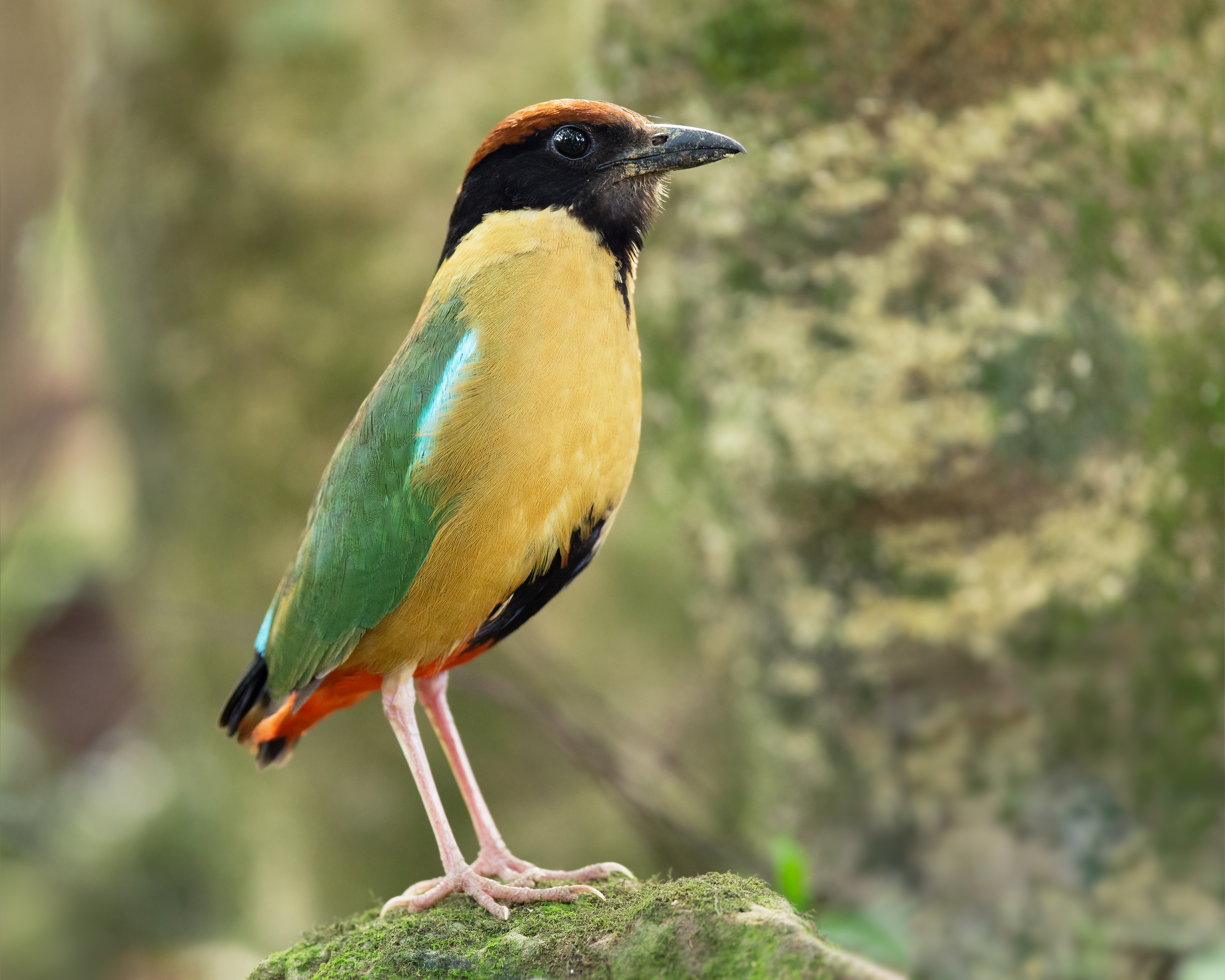
Pitta versicolor

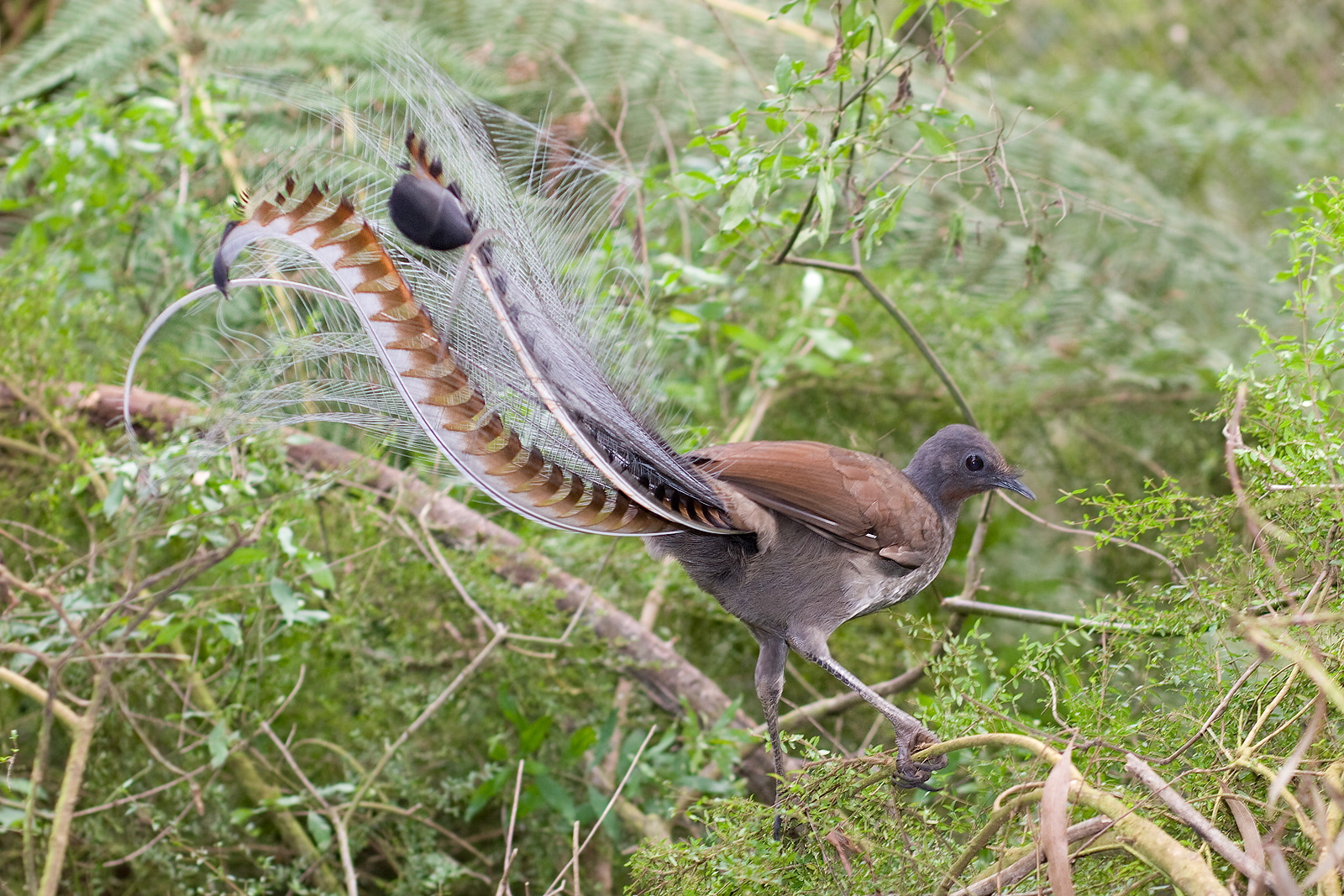
Лірохвіст великий

Родина: Наметникові (Ptilonorhynchidae)

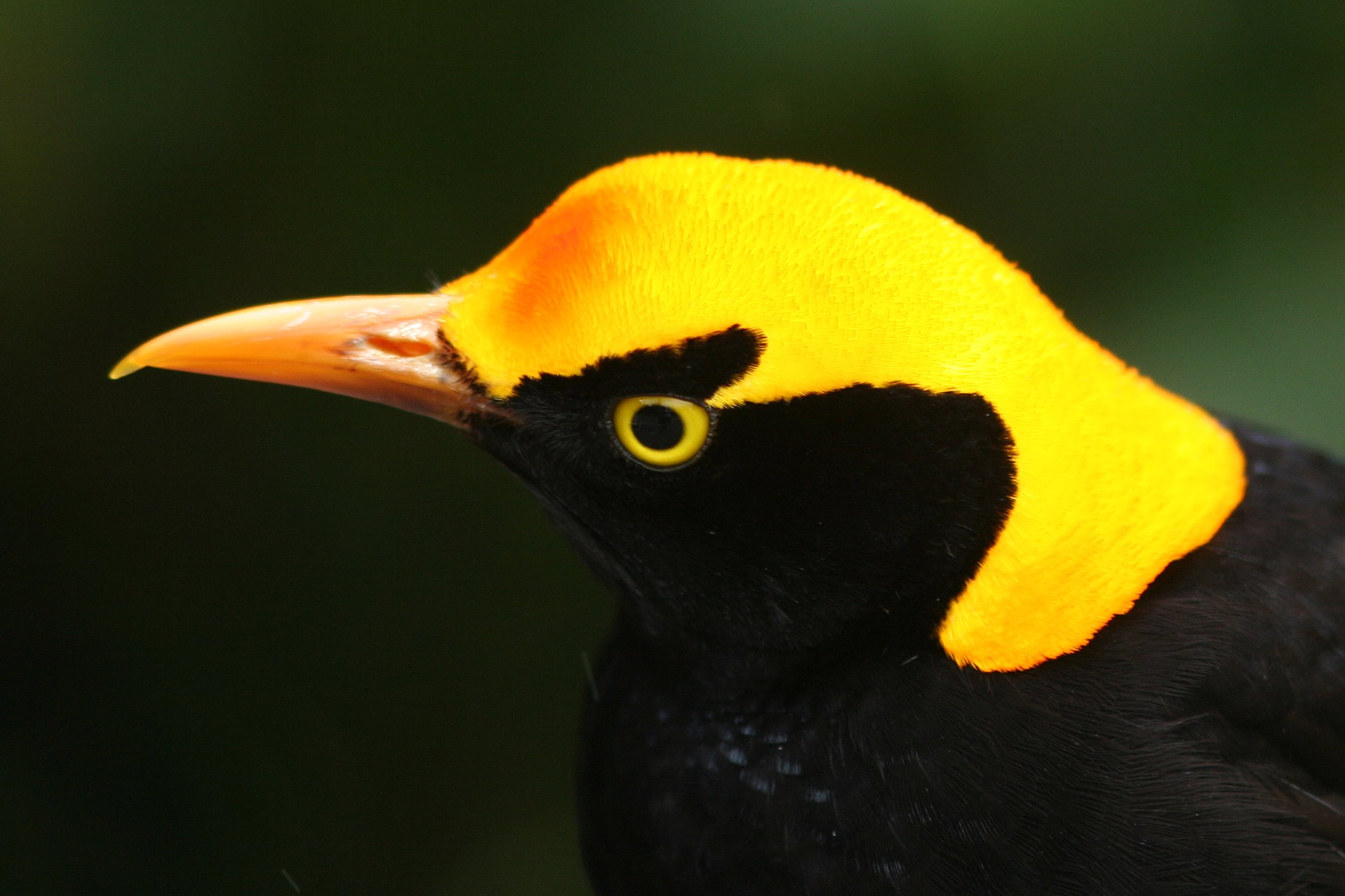
Sericulus chrysocephalus

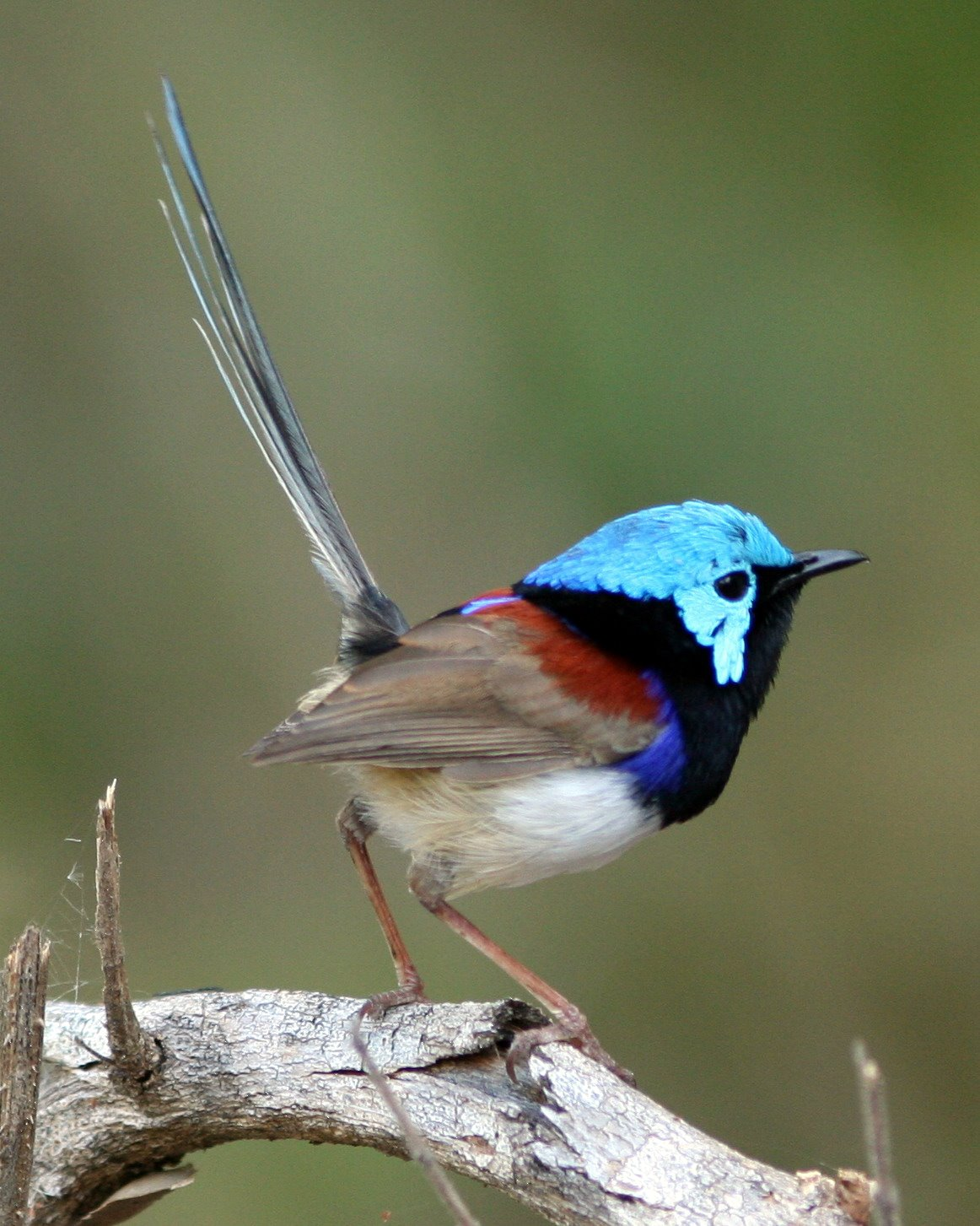
Malurus lamberti

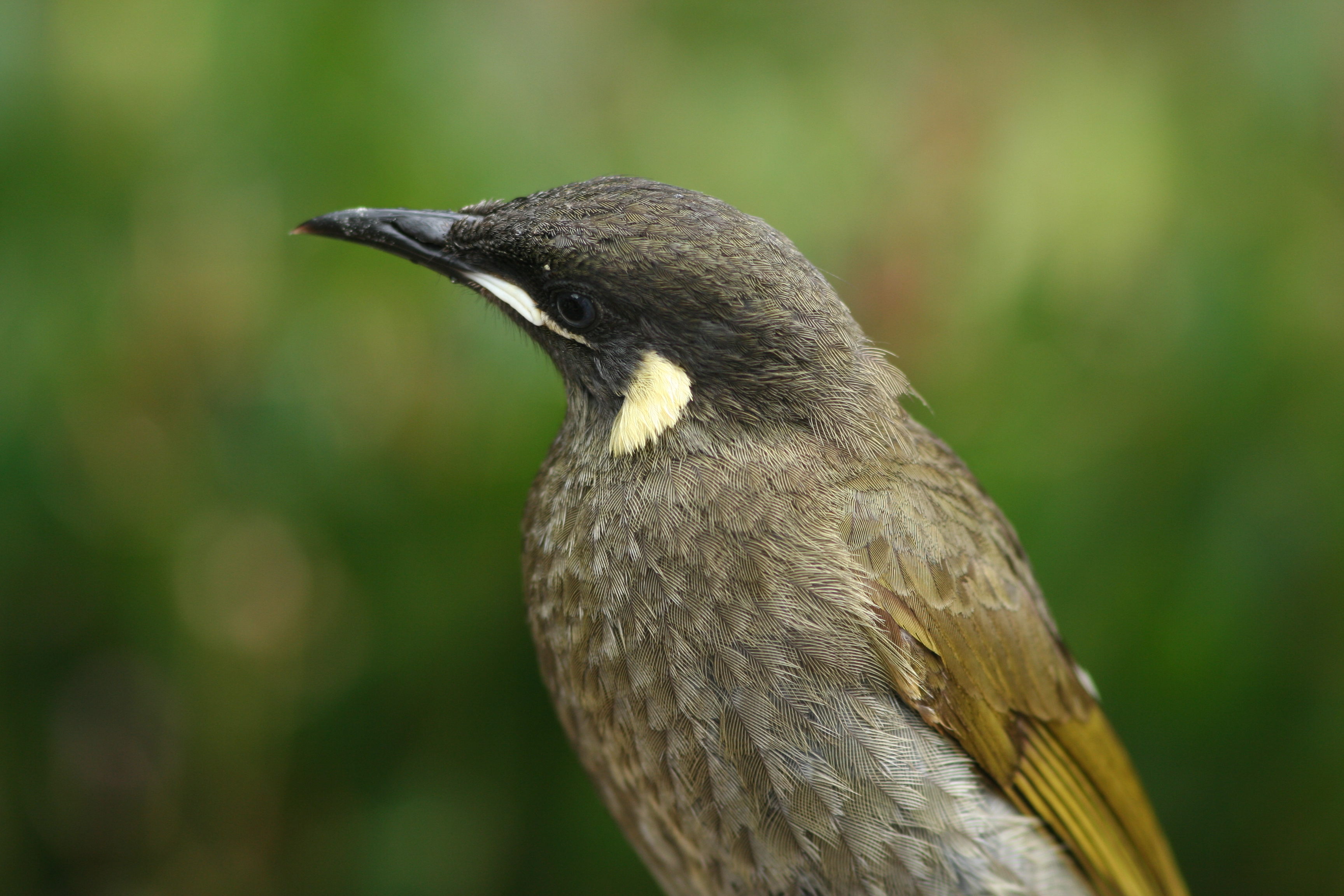
Meliphaga lewinii

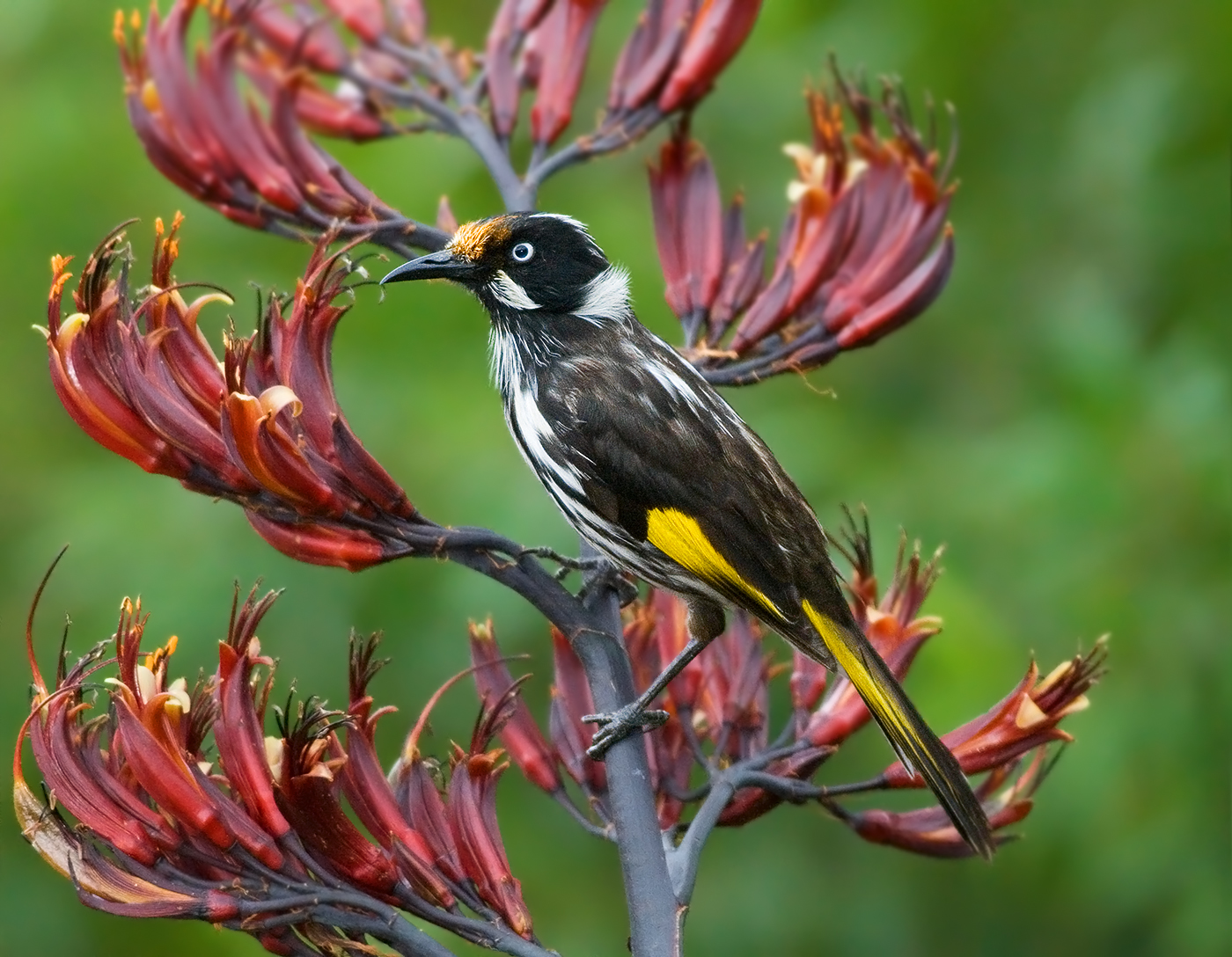
Phylidonyris novaehollandiae

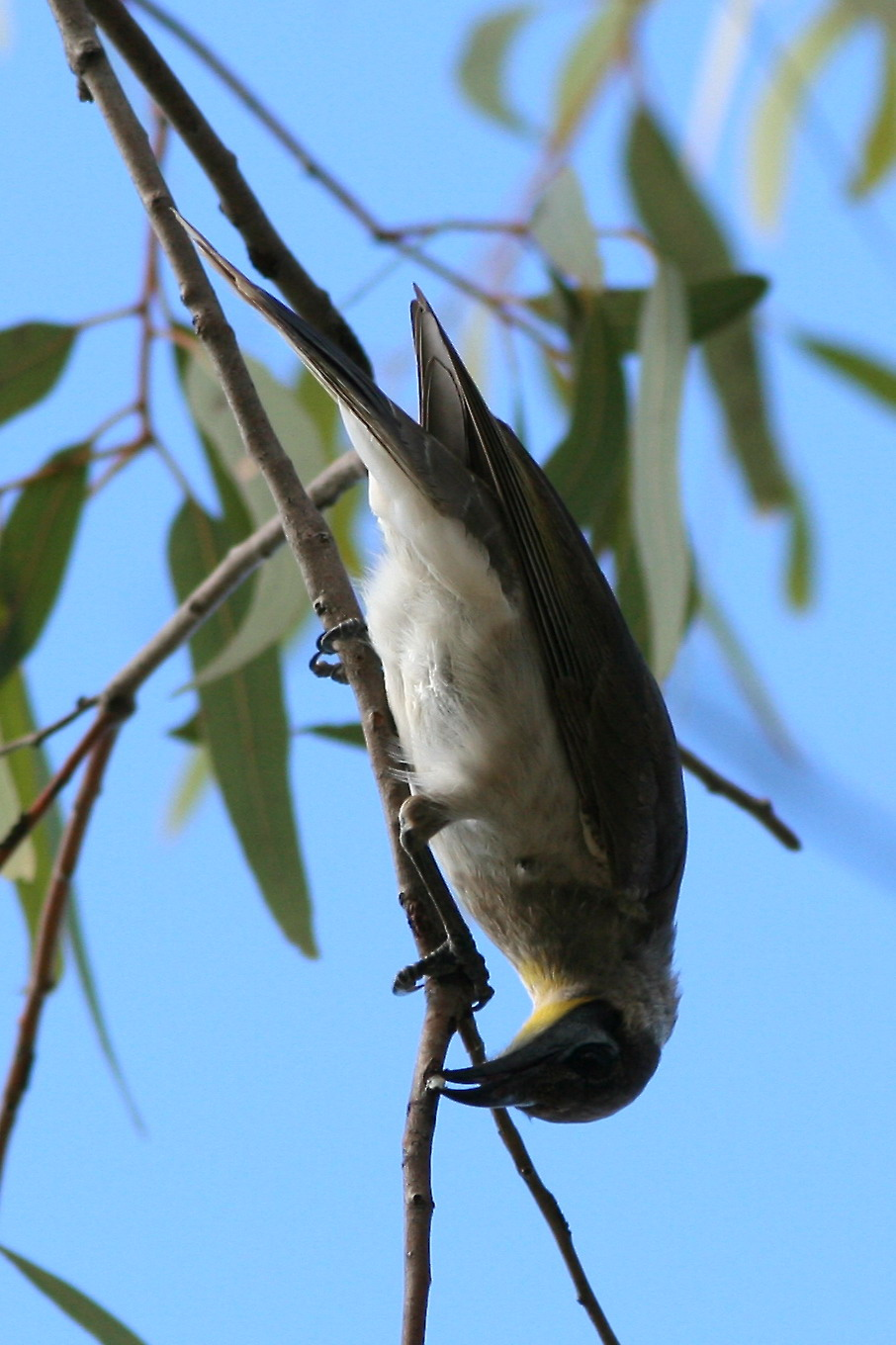
Philemon citreogularis

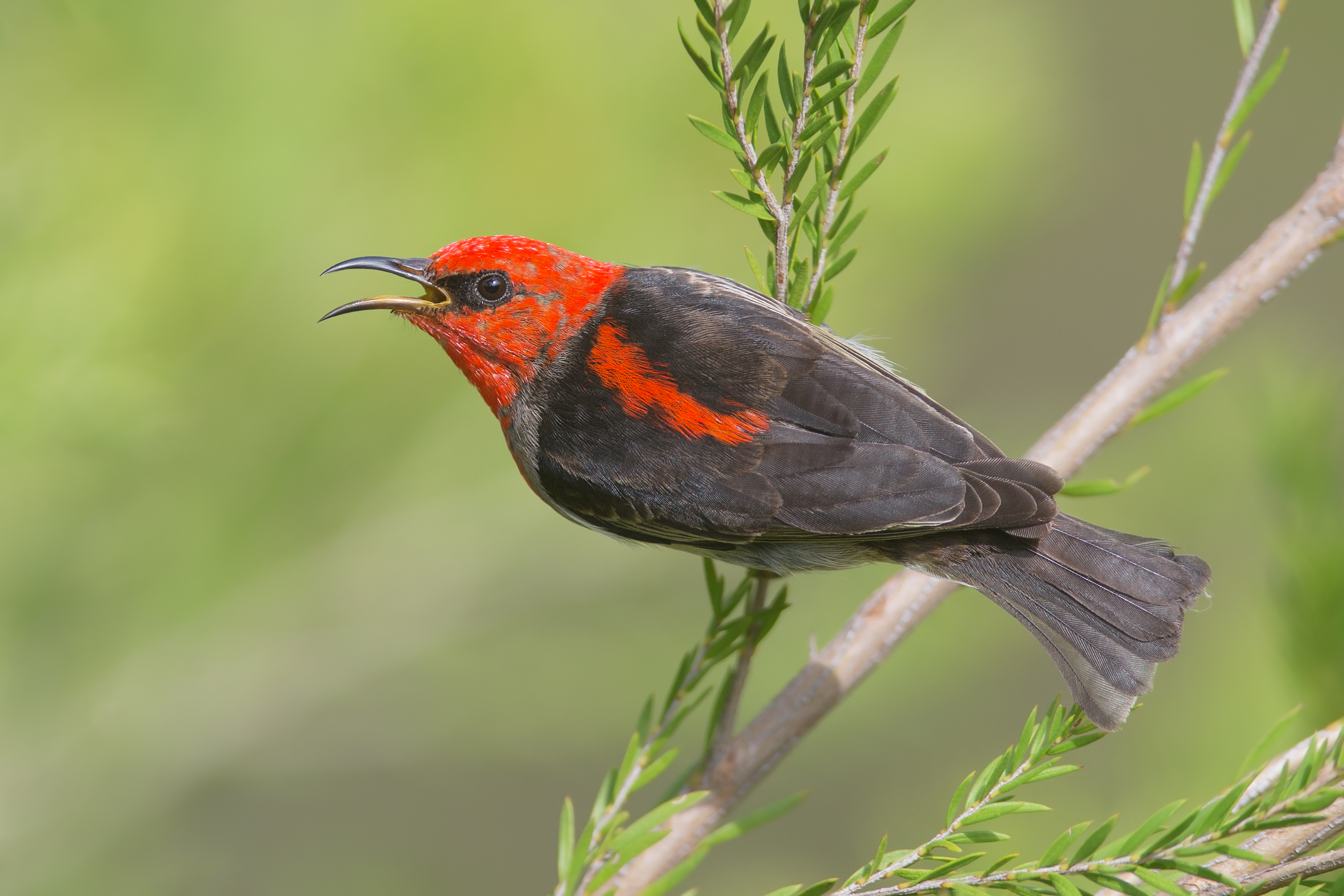
Myzomela sanguinolenta

Зафіксовано 11 видів.
| Українська назва       | Біноміальна назва         | Примітки |
| ---------------------- | ------------------------- | -------- |
|                        | Ailuroedus maculosus      |          |
| Нявкун чорнощокий      | Ailuroedus melanotis      |          |
| Нявкун зелений         | Ailuroedus crassirostris  |          |
| Нявкун строкатоволий   | Scenopoeetes dentirostris |          |
| Наметник золотий       | Amblyornis newtonianus    |          |
| Альтанник королівський | Sericulus chrysocephalus  |          |
| Наметник фіолетовий    | Ptilonorhynchus violaceus |          |
| Ойсея західна          | Chlamydera guttata        |          |
| Ойсея плямиста         | Chlamydera maculata       |          |
| Ойсея велика           | Chlamydera nuchalis       |          |
| Ойсея сіроголова       | Chlamydera cerviniventris |          |

Родина: Королазові (Climacteridae)
Зафіксовано 6 видів.
| Українська назва      | Біноміальна назва     | Примітки |
| --------------------- | --------------------- | -------- |
| Королаз плямистобокий | Cormobates leucophaea |          |
| Королаз білобровий    | Climacteris affinis   |          |
| Королаз рудобровий    | Climacteris erythrops |          |
| Королаз широкобровий  | Climacteris picumnus  |          |
| Королаз північний     | Climacteris melanura  |          |
| Королаз рудий         | Climacteris rufa      |          |

Родина: Малюрові (Maluridae)
Зафіксовано 27 видів.
| Українська назва             | Біноміальна назва      | Примітки |
| ---------------------------- | ---------------------- | -------- |
| Трав'янчик масковий          | Amytornis barbatus     |          |
|                              | Amytornis whitei       |          |
|                              | Amytornis oweni        |          |
|                              | Amytornis rowleyi      |          |
| Трав'янчик вусатий           | Amytornis striatus     |          |
| Трав'янчик білогорлий        | Amytornis woodwardi    |          |
| Трав'янчик рудокрилий        | Amytornis dorotheae    |          |
| Трав'янчик смугастощокий     | Amytornis merrotsi     |          |
| Трав'янчик вохристий         | Amytornis textilis     |          |
|                              | Amytornis modestus     |          |
| Трав'янчик чорний            | Amytornis housei       |          |
| Трав'янчик товстодзьобий     | Amytornis goyderi      |          |
| Трав'янчик скельний          | Amytornis purnelli     |          |
| Трав'янчик квінслендський    | Amytornis ballarae     |          |
| Малюр-м'якохвіст рудолобий   | Stipiturus malachurus  |          |
| Малюр-м'якохвіст рудоголовий | Stipiturus ruficeps    |          |
| Малюр-м'якохвіст блідий      | Stipiturus mallee      |          |
| Малюр фіолетовоголовий       | Malurus coronatus      |          |
| Малюр червоноплечий          | Malurus elegans        |          |
| Малюр індиговий              | Malurus pulcherrimus   |          |
| Малюр австралійський         | Malurus assimilis      |          |
| Малюр різнобарвний           | Malurus lamberti       |          |
| Малюр синьоголовий           | Malurus amabilis       |          |
| Малюр лазуровий              | Malurus splendens      |          |
| Малюр сапфіровий             | Malurus cyaneus        |          |
| Малюр білокрилий             | Malurus leucopterus    |          |
| Малюр червоноспинний         | Malurus melanocephalus |          |

Родина: Медолюбові (Meliphagidae)
Зафіксовано 75 видів.
| Українська назва           | Біноміальна назва             | Примітки |
| -------------------------- | ----------------------------- | -------- |
| Медолюб-шилодзьоб східний  | Acanthorhynchus tenuirostris  |          |
| Медолюб-шилодзьоб західний | Acanthorhynchus superciliosus |          |
| Медолюб строкатий          | Certhionyx variegatus         |          |
| Медолюб малий              | Meliphaga notata              |          |
| Медолюб великий            | Meliphaga lewinii             |          |
| Медолюб білобородий        | Territornis albilineata       |          |
| Медолюб кімберлійський     | Territornis fordiana          |          |
| Медолюб граційний          | Microptilotis gracilis        |          |
| Медолюб біловухий          | Microptilotis imitatrix       |          |
| Медник жовтий              | Stomiopera flava              |          |
| Медник північний           | Stomiopera unicolor           |          |
| Медовка білолоба           | Purnella albifrons            |          |
| Медник жовтощокий          | Caligavis chrysops            |          |
| Медник жовточубий          | Lichenostomus melanops        |          |
| Медник масковий            | Lichenostomus cratitius       |          |
| Манорина зелена            | Manorina melanophrys          |          |
| Манорина маскова           | Manorina melanocephala        |          |
| Манорина акацієва          | Manorina flavigula            |          |
| Манорина чорнощока         | Manorina melanotis            |          |
| Медник чорновусий          | Bolemoreus frenatus           |          |
| Медник окуляровий          | Bolemoreus hindwoodi          |          |
| Медолюб-дзвіночок          | Acanthagenys rufogularis      |          |
| Медолюб-сережник східний   | Anthochaera chrysoptera       |          |
| Медолюб-сережник західний  | Anthochaera lunulata          |          |
| Медолюб-регент             | Anthochaera phrygia           |          |
| Медолюб-сережник середній  | Anthochaera carunculata       |          |
| Медолюб-сережник великий   | Anthochaera paradoxa          |          |
| Медник різнобарвний        | Gavicalis versicolor          |          |
| Медник мангровий           | Gavicalis fasciogularis       |          |
| Медник жовтокрилий         | Gavicalis virescens           |          |
| Медник смугастоволий       | Ptilotula ornata              |          |
| Медник блідий              | Ptilotula penicillata         |          |
| Медник тропічний           | Ptilotula flavescens          |          |
| Медник східний             | Ptilotula fusca               |          |
| Медник сіроголовий         | Ptilotula keartlandi          |          |
| Медник малійський          | Ptilotula plumula}            |          |
| Медолик бурий              | Ramsayornis modestus          |          |
| Медолик смугастий          | Ramsayornis fasciatus         |          |
| Мієлєро білогорлий         | Conopophila albogularis       |          |
| Мієлєро рудогорлий         | Conopophila rufogularis       |          |
| Мієлєро сірий              | Conopophila whitei            |          |
| Цокалка пустельна          | Ashbyia lovensis              |          |
| Цокалка жовта              | Epthianura crocea             |          |
| Цокалка малинова           | Epthianura tricolor           |          |
| Цокалка золотиста          | Epthianura aurifrons          |          |
| Цокалка білолоба           | Epthianura albifrons          |          |
| Медолюб чорноголовий       | Sugomel nigrum                |          |
| Медовичка темна            | Myzomela obscura              |          |
| Медовичка червоноголова    | Myzomela erythrocephala       |          |
| Медовичка червона          | Myzomela sanguinolenta        |          |
| Медовка бронзова           | Gliciphila melanops           |          |
| Медолюб світлоокий         | Glycichaera fallax            |          |
| Медолюб пектораловий       | Cissomela pectoralis          |          |
| Медовець бурий             | Lichmera indistincta          |          |
| Медовка золотокрила        | Phylidonyris pyrrhoptera      |          |
| Медовка жовтокрила         | Phylidonyris novaehollandiae  |          |
| Медовка білощока           | Phylidonyris niger            |          |
| Медовець береговий         | Trichodere cockerelli         |          |
| Медник чорноволий          | Nesoptilotis leucotis         |          |
| Медник жовтогорлий         | Nesoptilotis flavicollis      |          |
| Медолюб синьощокий         | Entomyzon cyanotis            |          |
| Медопійник білогорлий      | Melithreptus albogularis      |          |
| Медопійник оливковокрилий  | Melithreptus chloropsis       |          |
| Медопійник червонобровий   | Melithreptus lunatus          |          |
| Медопійник чорноголовий    | Melithreptus affinis          |          |
| Медопійник буроголовий     | Melithreptus brevirostris     |          |
| Медопійник чорногорлий     | Melithreptus gularis          |          |
| Медопійник тасманійський   | Melithreptus validirostris    |          |
| Медолюб вохристий          | Xanthotis flaviventer         |          |
| Медолюб квінслендський     | Xanthotis macleayanus         |          |
| Медолюб вікторійський      | Plectorhyncha lanceolata      |          |
| Медолюб золотокрилий       | Grantiella picta              |          |
| Медівник австралійський    | Philemon citreogularis        |          |
| Медівник рогодзьобий       | Philemon buceroides           |          |
| Медівник квінслендський    | Philemon yorki                |          |
| Медівник сивоголовий       | Philemon argenticeps          |          |
| Медівник гологоловий       | Philemon corniculatus         |          |

Родина: Щетинкодзьобові (Dasyornithidae)
Зафіксовано 3 види.
| Українська назва      | Біноміальна назва      | Примітки |
| --------------------- | ---------------------- | -------- |
| Щетинкодзьоб західний | Dasyornis longirostris |          |
| Щетинкодзьоб бурий    | Dasyornis brachypterus |          |
| Щетинкодзьоб рудий    | Dasyornis broadbenti   |          |

Родина: Діамантницеві (Pardalotidae)

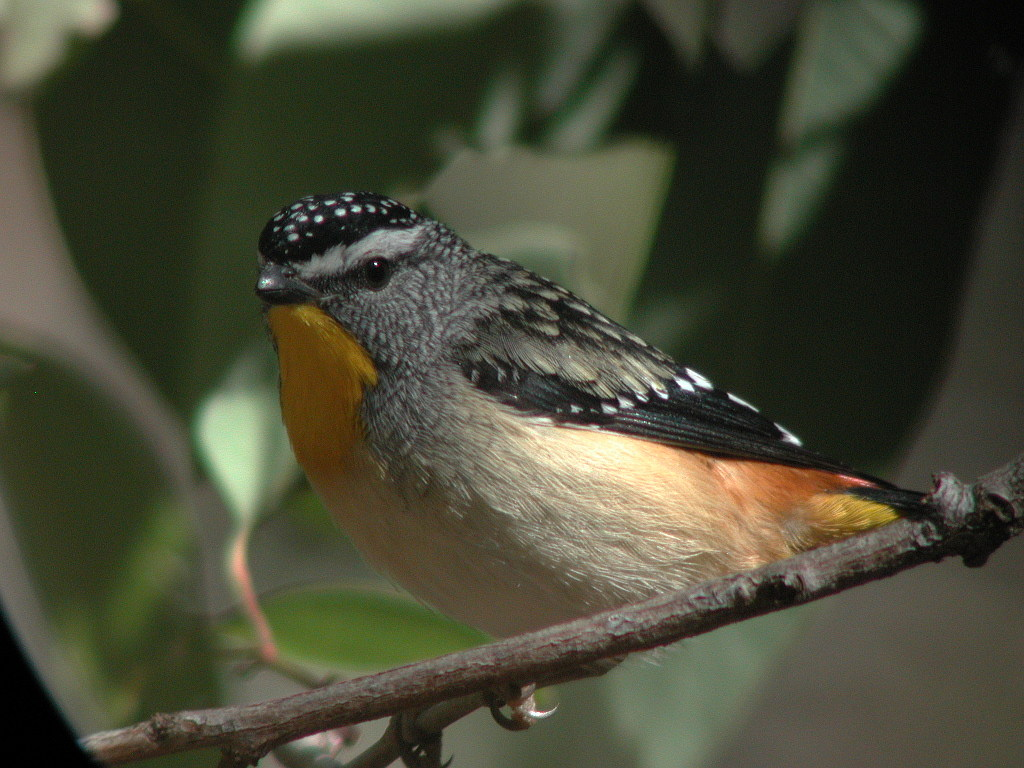
Діамантниця леопардова

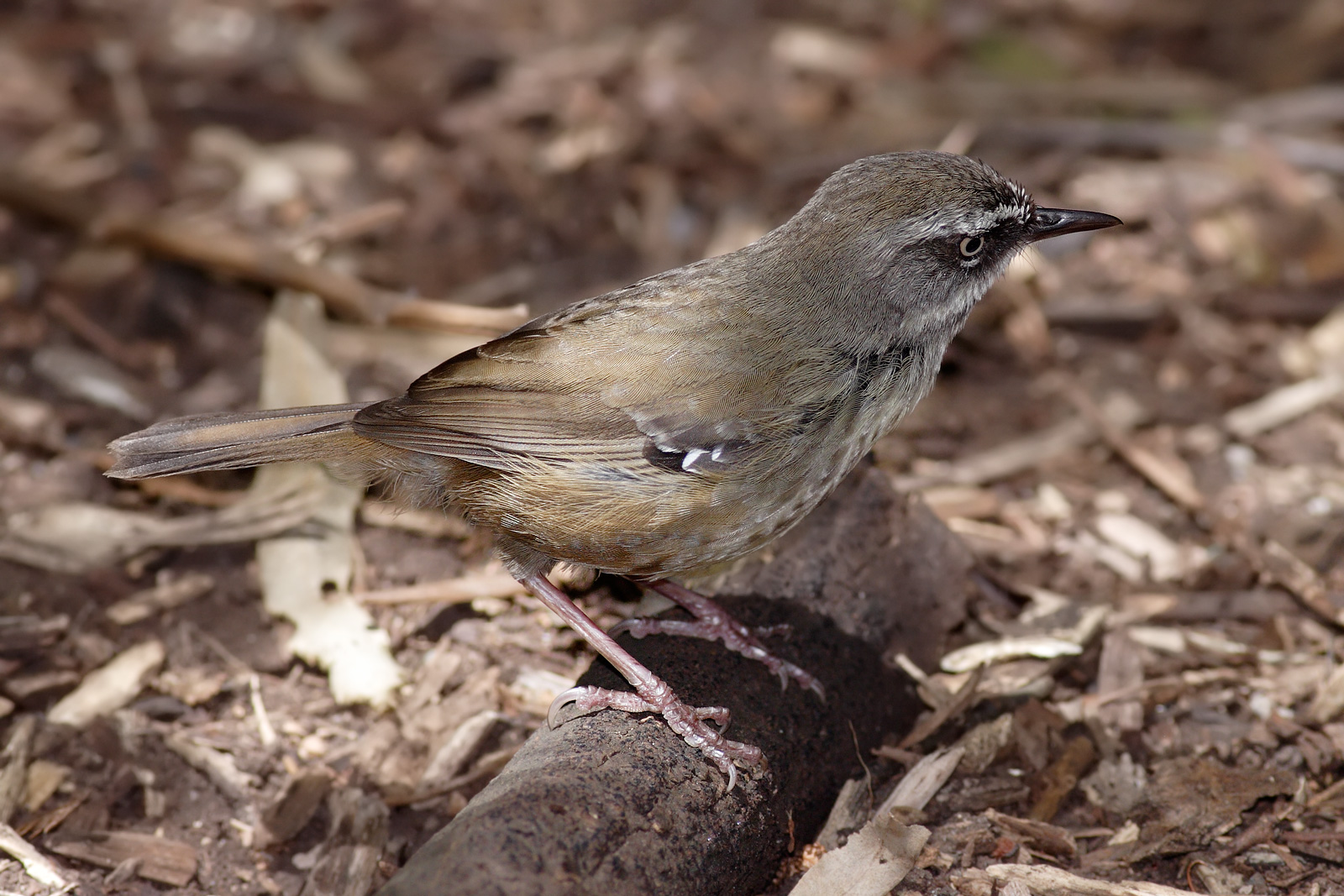
Sericornis frontalis

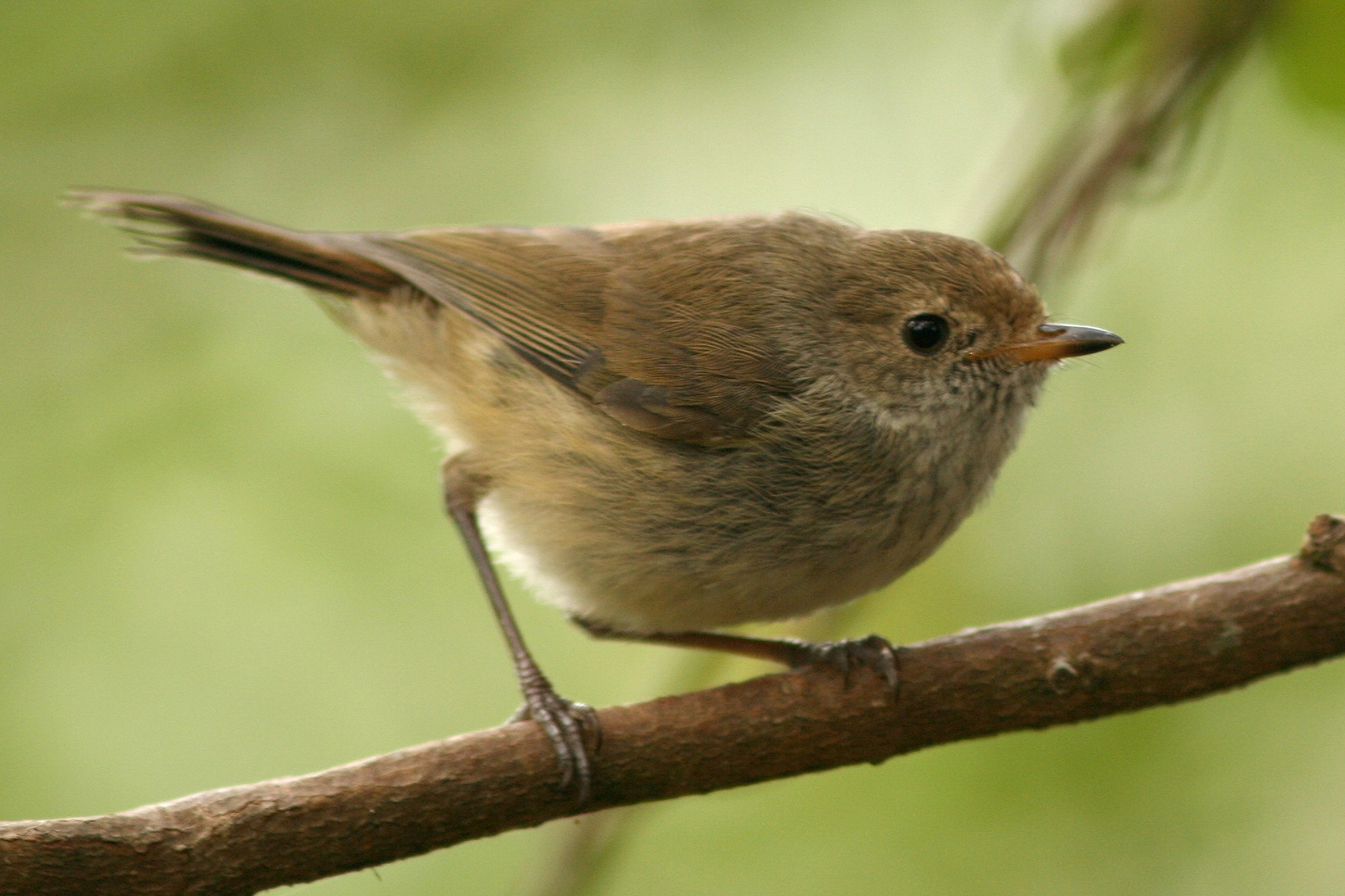
Acanthiza pusilla

Зафіксовано 4 види.
| Українська назва         | Біноміальна назва       | Примітки |
| ------------------------ | ----------------------- | -------- |
| Діамантниця леопардова   | Pardalotus punctatus    |          |
| Діамантниця тасманійська | Pardalotus quadragintus |          |
| Діамантниця жовтоброва   | Pardalotus rubricatus   |          |
| Діамантниця велика       | Pardalotus striatus     |          |

Родина: Шиподзьобові (Acanthizidae)
Зафіксовано 44 види [43 тубільні, 1 вимерлий].
| Українська назва          | Біноміальна назва           | Примітки        |
| ------------------------- | --------------------------- | --------------- |
| Попутник                  | Pycnoptilus floccosus       |                 |
| Оригма                    | Origma solitaria            |                 |
| Папоротчук квінслендський | Oreoscopus gutturalis       |                 |
| Кущовик жовтогорлий       | Neosericornis citreogularis |                 |
| Кущовик білочеревий       | Sericornis frontalis        |                 |
| Кущовик тасманійський     | Sericornis humilis          |                 |
| Кущовик квінслендський    | Sericornis keri             |                 |
| Кущовик тропічний         | Sericornis beccarii         |                 |
| Кущовик східний           | Sericornis magnirostra      |                 |
| Кущовик острівний         | Acanthornis magna           |                 |
| Пустковик рудогорлий      | Pyrrholaemus brunneus       |                 |
| Пустковик малий           | Pyrrholaemus sagittatus     |                 |
| Пустковик рудий           | Calamanthus campestris      |                 |
| Пустковик західний        | Calamanthus montanellus     |                 |
| Пустковик смугастий       | Calamanthus fuliginosus     |                 |
| Куреник рудогузий         | Hylacola pyrrhopygia        |                 |
| Куреник білобровий        | Hylacola cauta              |                 |
| Шиподзьоб золотомушковий  | Acanthiza reguloides        |                 |
| Шиподзьоб лісовий         | Acanthiza inornata          |                 |
| Шиподзьоб карликовий      | Acanthiza iredalei          |                 |
| Шиподзьоб квінслендський  | Acanthiza katherina         |                 |
| Шиподзьоб бурий           | Acanthiza pusilla           |                 |
| Шиподзьоб тасманійський   | Acanthiza ewingii           |                 |
| Шиподзьоб широкохвостий   | Acanthiza apicalis          |                 |
| Шиподзьоб жовтогузий      | Acanthiza chrysorrhoa       |                 |
| Шиподзьоб рудогузий       | Acanthiza uropygialis       |                 |
| Шиподзьоб сіроспинний     | Acanthiza robustirostris    |                 |
| Шиподзьоб малий           | Acanthiza nana              |                 |
| Шиподзьоб смугастоволий   | Acanthiza lineata           |                 |
| Ріроріро короткодзьобий   | Smicrornis brevirostris     |                 |
| Ріроріро сіроголовий      | Gerygone chloronota         |                 |
| Ріроріро вусатий          | Gerygone palpebrosa         |                 |
| Ріроріро білогорлий       | Gerygone olivacea           |                 |
| Ріроріро жовточеревий     | Gerygone chrysogaster       |                 |
| Ріроріро великодзьобий    | Gerygone magnirostris       |                 |
| Ріроріро узбережний       | Gerygone tenebrosa          |                 |
| Ріроріро бурий            | Gerygone mouki              |                 |
| Ріроріро західний         | Gerygone fusca              |                 |
| Ріроріро мангровий        | Gerygone levigaster         |                 |
| Ріроріро острівний        | Gerygone modesta            | Острів Норфолк  |
| Ріроріро лорд-гаузький    | Gerygone insularis          | вимер, Лорд-Гав |
| Білолобик бурий           | Aphelocephala leucopsis     |                 |
| Білолобик рудоволий       | Aphelocephala pectoralis    |                 |
| Білолобик чорносмугий     | Aphelocephala nigricincta   |                 |

Родина: Стаднякові (Pomatostomidae)
Зафіксовано 4 види.
| Українська назва    | Біноміальна назва          | Примітки |
| ------------------- | -------------------------- | -------- |
| Стадняк білоголовий | Pomatostomus temporalis    |          |
| Стадняк білобровий  | Pomatostomus superciliosus |          |
| Стадняк східний     | Pomatostomus halli         |          |
| Стадняк рудоголовий | Pomatostomus ruficeps      |          |

Родина: Чаучилові (Orthonychidae)
Зафіксовано 2 види.
| Українська назва    | Біноміальна назва   | Примітки |
| ------------------- | ------------------- | -------- |
| Чаучила східна      | Orthonyx temminckii |          |
| Чаучила чорноголова | Orthonyx spaldingii |          |

Родина: Cinclosomatidae
Зафіксовано 7 видів.
| Українська назва | Біноміальна назва         | Примітки |
| ---------------- | ------------------------- | -------- |
| Пішак плямистий  | Cinclosoma punctatum      |          |
| Пішак рудоплечий | Cinclosoma castanotum     |          |
|                  | Cinclosoma clarum         |          |
| Пішак рудоволий  | Cinclosoma castaneothorax |          |
|                  | Cinclosoma marginatum     |          |
| Пішак чорноволий | Cinclosoma cinnamomeum    |          |
|                  | Cinclosoma alisteri       |          |

Родина: Личинкоїдові (Campephagidae)
Зафіксовано 8 видів [7 тубільних, 1 локально вимер].
| Українська назва        | Біноміальна назва        | Примітки                       |
| ----------------------- | ------------------------ | ------------------------------ |
| Шикачик австралійський  | Coracina maxima          |                                |
| Шикачик жовтоокий       | Coracina lineata         |                                |
| Шикачик масковий        | Coracina novaehollandiae |                                |
| Шикачик чорнолобий      | Coracina papuensis       |                                |
| Оругеро довгохвостий    | Lalage leucopyga         | локально вимер, острів Норфолк |
| Оругеро австралійський  | Lalage tricolor          |                                |
| Оругеро смугасточеревий | Lalage leucomela         |                                |
| Шикачик тонкодзьобий    | Edolisoma tenuirostre    |                                |

Родина: Neosittidae
Зафіксовано 2 види.
| Українська назва       | Біноміальна назва         | Примітки |
| ---------------------- | ------------------------- | -------- |
|                        | Daphoenositta papuensis   |          |
| Баргель мінливобарвний | Daphoenositta chrysoptera |          |

Родина: Psophodidae
Зафіксовано 4 види.
| Українська назва     | Біноміальна назва      | Примітки |
| -------------------- | ---------------------- | -------- |
| Батіжник чорночубий  | Psophodes olivaceus    |          |
| Батіжник вусатий     | Psophodes nigrogularis |          |
| Батіжник західний    | Psophodes occidentalis |          |
| Батіжник світлочубий | Psophodes cristatus    |          |

Родина: Oreoicidae
Зафіксовано 1 вид.
| Українська назва | Біноміальна назва  | Примітки |
| ---------------- | ------------------ | -------- |
| Дзвінчик         | Oreoica gutturalis |          |

Родина: Falcunculidae
Зафіксовано 1 вид.
| Українська назва | Біноміальна назва     | Примітки |
| ---------------- | --------------------- | -------- |
| Чубарець         | Falcunculus frontatus |          |

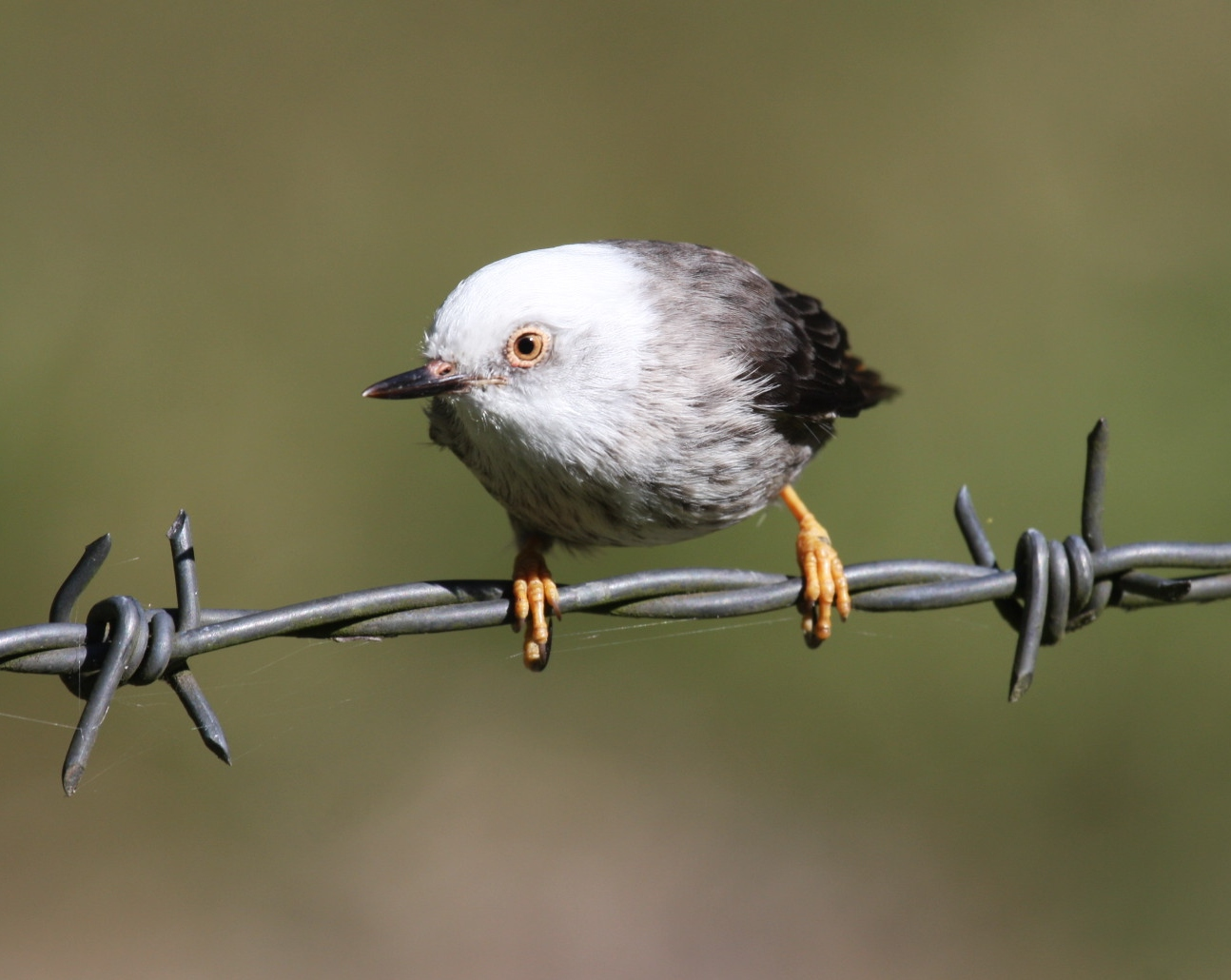
Баргель мінливобарвний

Родина: Свистунові (Pachycephalidae)
Зафіксовано 13 видів.
| Українська назва        | Біноміальна назва         | Примітки |
| ----------------------- | ------------------------- | -------- |
| Ядлівчак скельний       | Colluricincla woodwardi   |          |
| Ядлівчак квінслендський | Colluricincla boweri      |          |
| Ядлівчак австралійський | Colluricincla rufogaster  |          |
| Ядлівчак сірий          | Colluricincla harmonica   |          |
| Ядлівчак лісовий        | Colluricincla megarhyncha |          |
| Свистун сіроголовий     | Pachycephala olivacea     |          |
| Свистун рудогорлий      | Pachycephala rufogularis  |          |
| Свистун південний       | Pachycephala inornata     |          |
| Свистун золотистий      | Pachycephala pectoralis   |          |
|                         | Pachycephala fuliginosa   |          |
| Свистун мангровий       | Pachycephala melanura     |          |
| Свистун бурий           | Pachycephala simplex      |          |
| Свистун рудочеревий     | Pachycephala rufiventris  |          |
| Свистун білочеревий     | Pachycephala lanioides    |          |

Родина: Вивільгові (Oriolidae)
Зафіксовано 3 види.
| Українська назва     | Біноміальна назва      | Примітки |
| -------------------- | ---------------------- | -------- |
| Вивільга оливкова    | Oriolus sagittatus     |          |
| Вивільга мангрова    | Oriolus flavocinctus   |          |
| Телюга австралійська | Sphecotheres vieilloti |          |

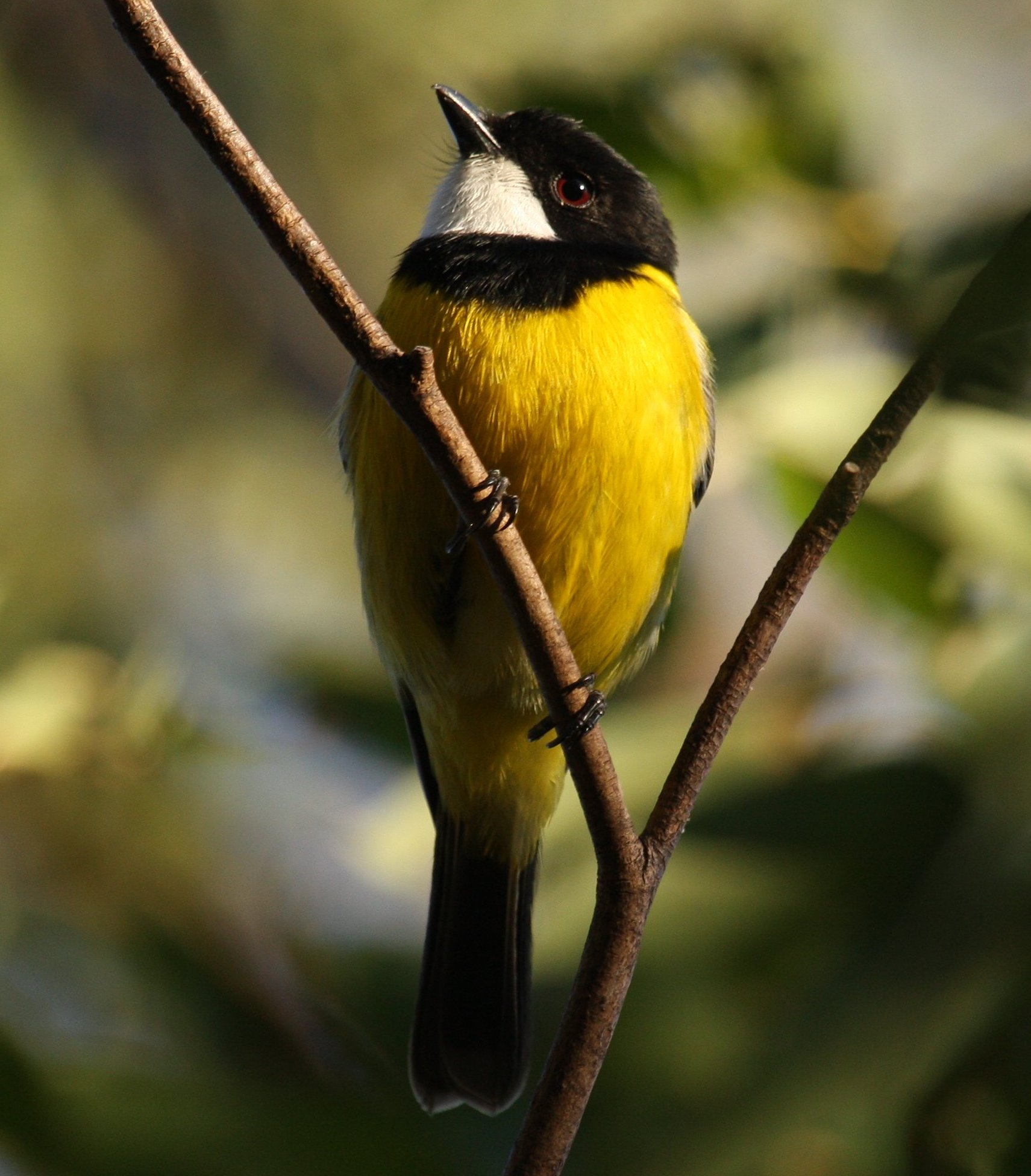
Pachycephala pectoralis

Родина: Совкодзьобові (Machaerirhynchidae)
Зафіксовано 1 вид.
| Українська назва       | Біноміальна назва            | Примітки |
| ---------------------- | ---------------------------- | -------- |
| Совкодзьоб жовтобровий | Machaerirhynchus flaviventer |          |

Родина: Ланграйнові (Artamidae)
Зафіксовано 15 видів.
| Українська назва       | Біноміальна назва      | Примітки |
| ---------------------- | ---------------------- | -------- |
| Ланграйн білогрудий    | Artamus leucorynchus   |          |
| Ланграйн масковий      | Artamus personatus     |          |
| Ланграйн білобровий    | Artamus superciliosus  |          |
| Ланграйн чорнощокий    | Artamus cinereus       |          |
| Ланграйн бурий         | Artamus cyanopterus    |          |
| Ланграйн малий         | Artamus minor          |          |
| Сорочиця чорноспинна   | Cracticus mentalis     |          |
| Сорочиця сіроспинна    | Cracticus torquatus    |          |
| Сорочиця срібноспинна  | Cracticus argenteus    |          |
| Сорочиця чорновола     | Cracticus nigrogularis |          |
| Сорочиця чорна         | Melloria quoyi         |          |
| Сорочиця велика        | Gymnorhina tibicen     |          |
| Куравонг строкатий     | Strepera graculina     |          |
| Куравонг тасманійський | Strepera fuliginosa    |          |
| Куравонг сірий         | Strepera versicolor    |          |

Родина: Віялохвісткові (Rhipiduridae)
Зафіксовано 7 видів [6 тубільних, 1 локально вимер].

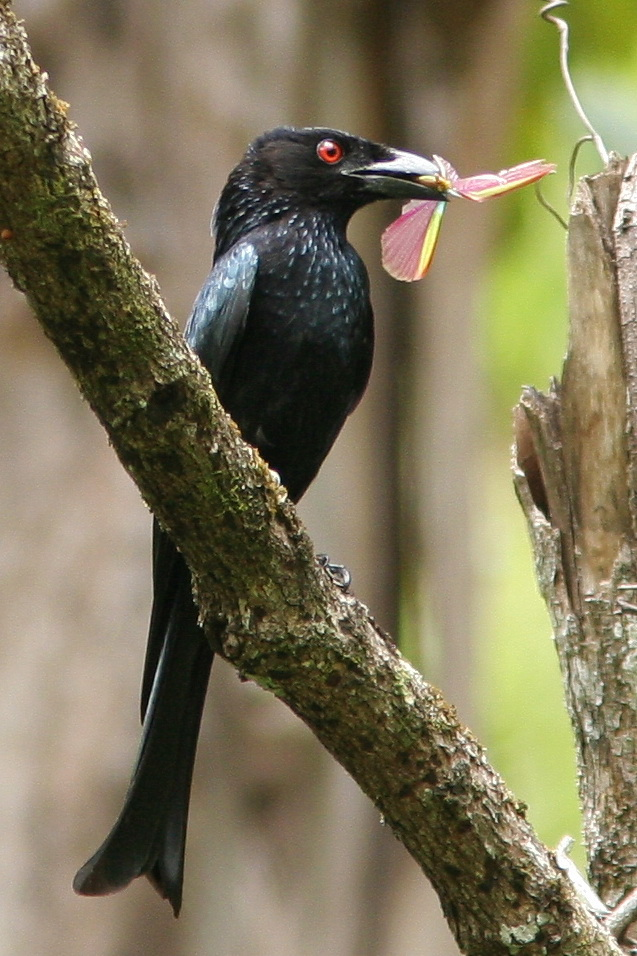
Dicrurus bracteatus

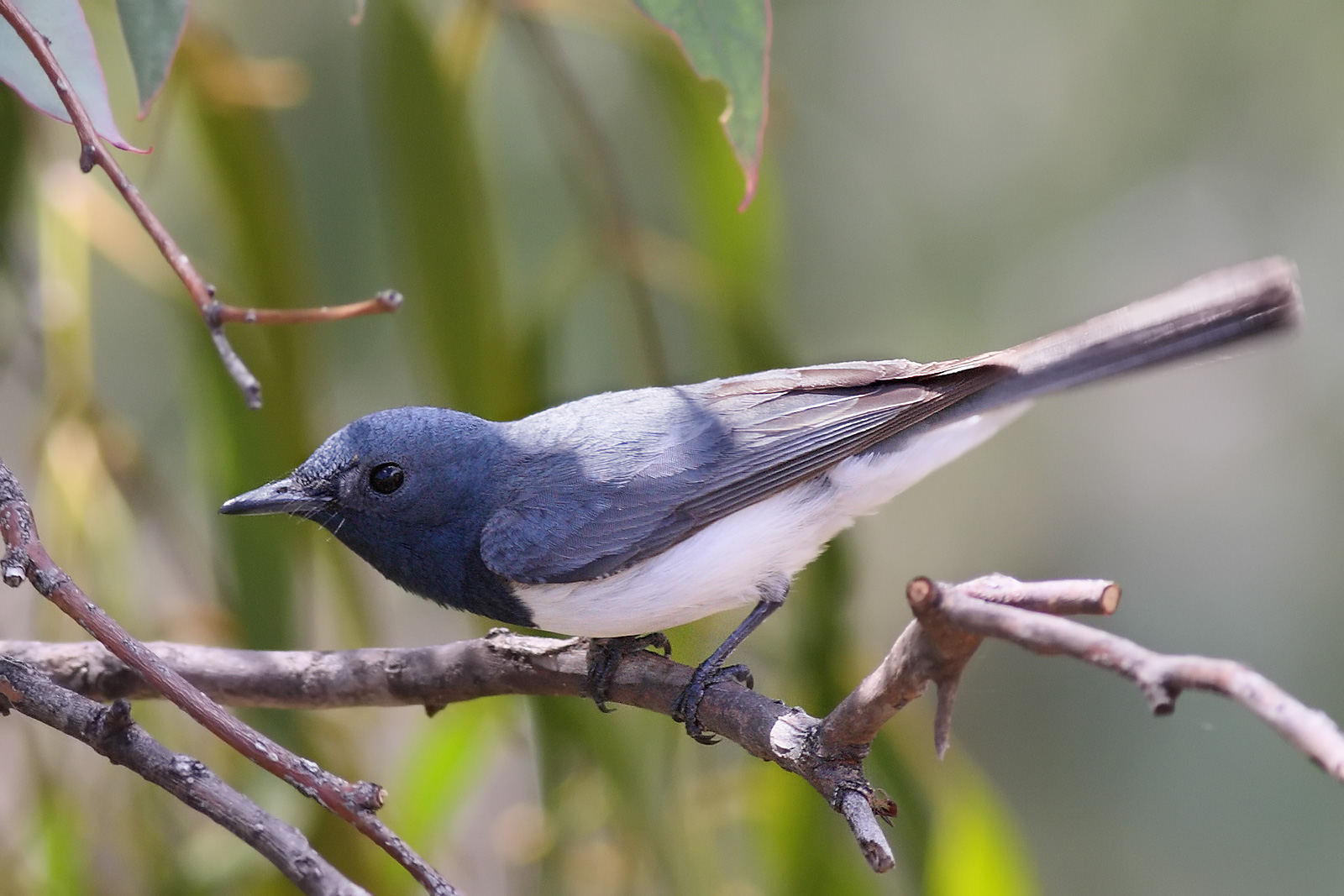
Myiagra rubecula

| Українська назва            | Біноміальна назва     | Примітки                        |
| --------------------------- | --------------------- | ------------------------------- |
| Віялохвістка північна       | Rhipidura rufiventris |                                 |
| Віялохвістка чорноряба      | Rhipidura leucophrys  |                                 |
| Віялохвістка рудолоба       | Rhipidura rufifrons   |                                 |
| Віялохвістка арафурська     | Rhipidura dryas       |                                 |
| Віялохвістка сиза           | Rhipidura albiscapa   |                                 |
| Віялохвістка мангрова       | Rhipidura phasiana    |                                 |
| Віялохвістка новозеландська | Rhipidura fuliginosa  | локально вимер, острів Лорд Хоу |

Родина: Дронгові (Dicruridae)
Зафіксовано 2 види [1 рідний, 1 бродячий].
| Українська назва     | Біноміальна назва   | Примітки |
| -------------------- | ------------------- | -------- |
| Дронго великодзьобий | Dicrurus annectens  | бродячий |
| Дронго волохатий     | Dicrurus bracteatus |          |

Родина: Дивоптахові (Paradisaeidae)
Зафіксовано 4 види.
| Українська назва        | Біноміальна назва       | Примітки |
| ----------------------- | ----------------------- | -------- |
| Манукодія гриваста      | Phonygammus keraudrenii |          |
| Оздобник квінслендський | Ptiloris paradiseus     |          |
| Оздобник малий          | Ptiloris victoriae      |          |
| Оздобник великий        | Ptiloris magnificus     |          |

Родина: Монархові (Monarchidae)
Зафіксовано 15 видів [13 тубільних, 2 бродячих].
| Українська назва             | Біноміальна назва         | Примітки                    |
| ---------------------------- | ------------------------- | --------------------------- |
| Монарх квінслендський        | Carterornis leucotis      |                             |
| Монарх сіроголовий           | Monarcha cinerascens      | бродячий                    |
| Монарх масковий              | Monarcha melanopsis       |                             |
| Монарх чорнокрилий           | Monarcha frater           |                             |
| Монарх рудоволий             | Symposiachrus trivirgatus |                             |
| Монарх-голоок південний      | Arses telescopthalmus     | бродячий, Торресова протока |
| Монарх-голоок білошиїй       | Arses lorealis            |                             |
| Монарх-голоок квінслендський | Arses kaupi               |                             |
| Скунда австралійська         | Grallina cyanoleuca       |                             |
| Міагра сріблиста             | Myiagra rubecula          |                             |
| Міагра рудошия               | Myiagra ruficollis        |                             |
| Міагра строката              | Myiagra cyanoleuca        |                             |
| Міагра білогорла             | Myiagra inquieta          |                             |
| Міагра новогвінейська        | Myiagra nana              |                             |
| Міагра блискучопера          | Myiagra alecto            |                             |

Родина: Апостолові (Corcoracidae)
Зафіксовано 2 види.
| Українська назва | Біноміальна назва       | Примітки |
| ---------------- | ----------------------- | -------- |
| Краге            | Corcorax melanorhamphos |          |
| Апостол          | Struthidea cinerea      |          |

Родина: Сорокопудові (Laniidae)
Зафіксовано 2 бродячих види.
| Українська назва     | Біноміальна назва | Примітки                                          |
| -------------------- | ----------------- | ------------------------------------------------- |
| Сорокопуд тигровий   | Lanius tigrinus   | бродячий                                          |
| Сорокопуд сибірський | Lanius cristatus  | бродячий, острів Різдва та острови Ашмор і Картьє |

Родина: Воронові (Corvidae)
Зафіксовано 6 видів [5 тубільних, 1 бродячий].
| Українська назва     | Біноміальна назва | Примітки |
| -------------------- | ----------------- | -------- |
| Ворона індійська     | Corvus splendens  | бродячий |
| Ворона австралійська | Corvus orru       |          |
| Ворона мала          | Corvus bennetti   |          |
| Крук австралійський  | Corvus coronoides |          |
| Крук малий           | Corvus mellori    |          |
| Крук лісовий         | Corvus tasmanicus |          |

Родина: Тоутоваєві (Petroicidae)
Зафіксовано 23 види.
| Українська назва           | Біноміальна назва           | Примітки       |
| -------------------------- | --------------------------- | -------------- |
| Гвінейниця австралійська   | Microeca fascinans          |                |
| Гвінейниця жовтогруда      | Microeca flavigaster        |                |
| Гвінейниця жовтонога       | Kempiella griseoceps        |                |
| Тоутоваї червоноволий      | Petroica boodang            |                |
| Тоутоваї вогнистий         | Petroica phoenicea          |                |
| Тоутоваї рожевий           | Petroica rosea              |                |
| Тоутоваї малиновогрудий    | Petroica rodinogaster       |                |
| Тоутоваї острівний         | Petroica multicolor         | Острів Норфолк |
| Тоутоваї червонолобий      | Petroica goodenovii         |                |
| Королець чорноголовий      | Melanodryas cucullata       |                |
| Королець брунатний         | Melanodryas vittata         |                |
| Висвистувач північний      | Tregellasia leucops         |                |
| Висвистувач австралійський | Tregellasia capito          |                |
| Королець жовтий            | Eopsaltria australis        |                |
| Королець західний          | Eopsaltria griseogularis    |                |
| Королець біловолий         | Quoyornis georgianus        |                |
| Королець мангровий         | Peneonanthe pulverulenta    |                |
| Королець сіроволий         | Poecilodryas superciliosa   |                |
| Королець рудобокий         | Poecilodryas cerviniventris |                |
| Королець попелястий        | Heteromyias albispecularis  |                |
| Королець квінслендський    | Heteromyias cinereifrons    |                |
| Кракор північний           | Drymodes superciliaris      |                |
| Кракор південний           | Drymodes brunneopygia       |                |

Родина: Жайворонкові (Alaudidae)
Зафіксовано 2 види [1 рідний, 1 завезений].
| Українська назва    | Біноміальна назва | Примітки       |
| ------------------- | ----------------- | -------------- |
| Фірлюк яванський    | Mirafra javanica  |                |
| Жайворонок польовий | Alauda arvensis   | інтродукований |

Родина: Тамікові (Cisticolidae)
Зафіксовано 2 види.
| Українська назва    | Біноміальна назва  | Примітки |
| ------------------- | ------------------ | -------- |
| Таміка віялохвоста  | Cisticola juncidis |          |
| Таміка золотоголова | Cisticola exilis   |          |

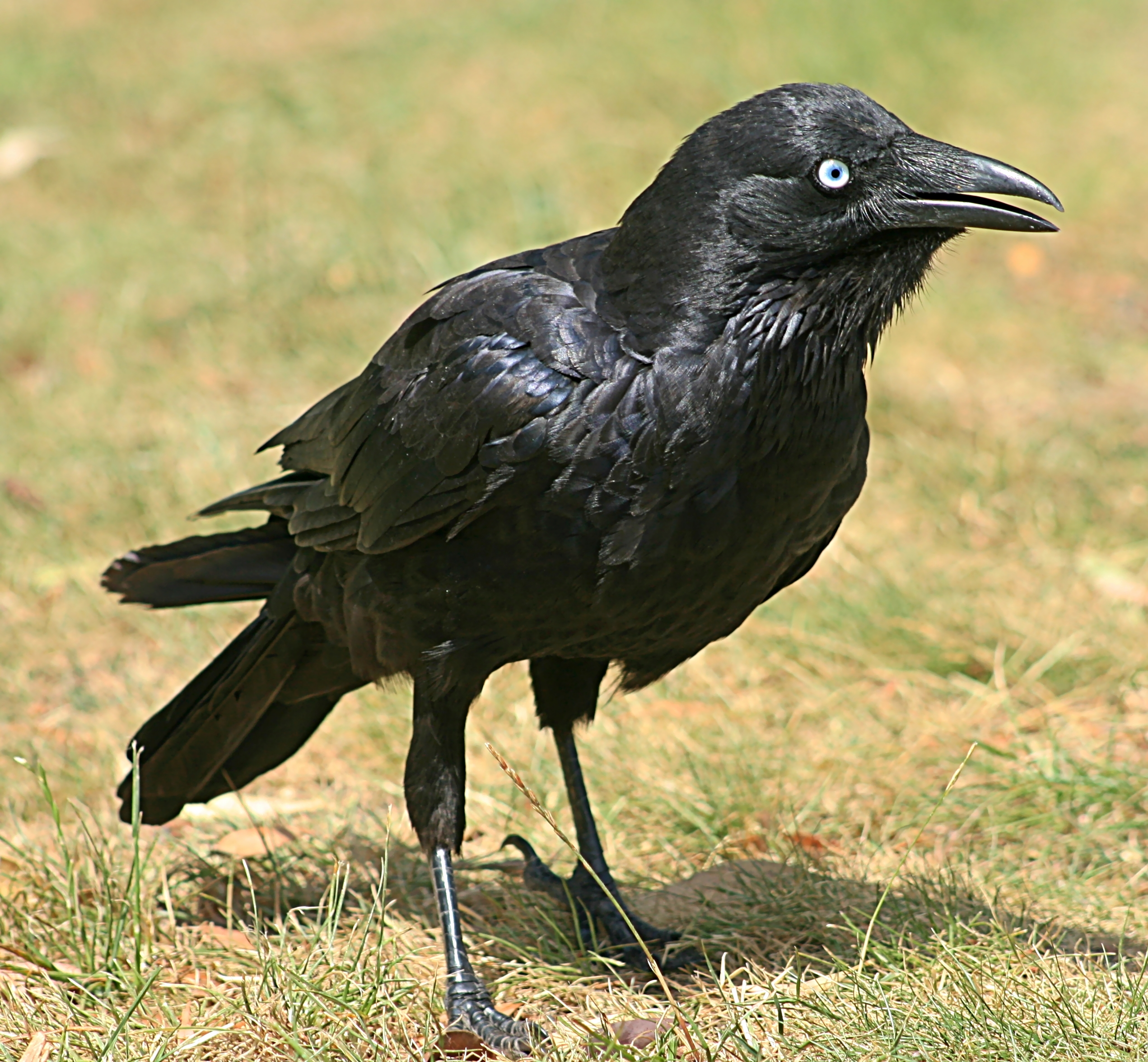
Corvus mellori

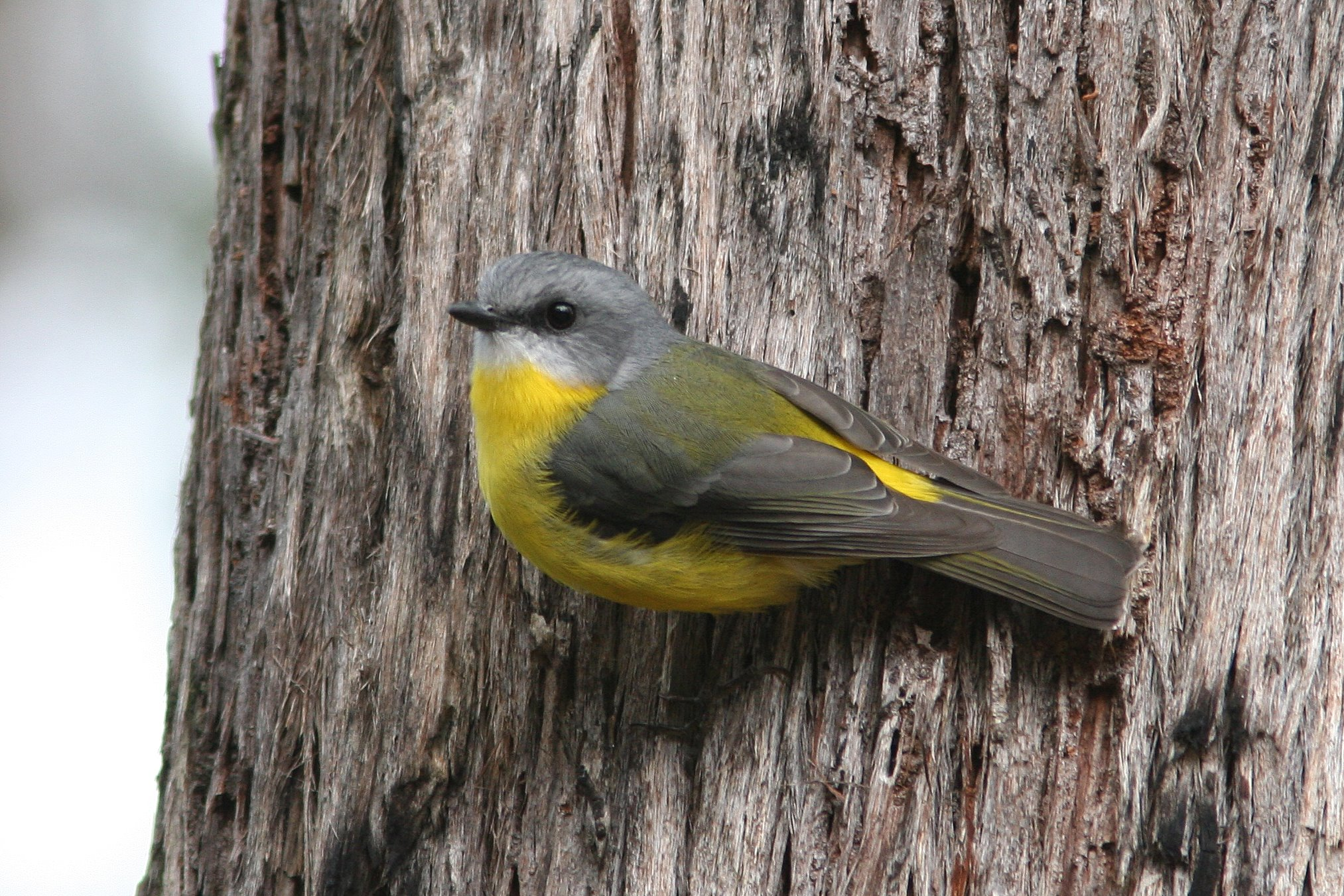
Eopsaltria australis

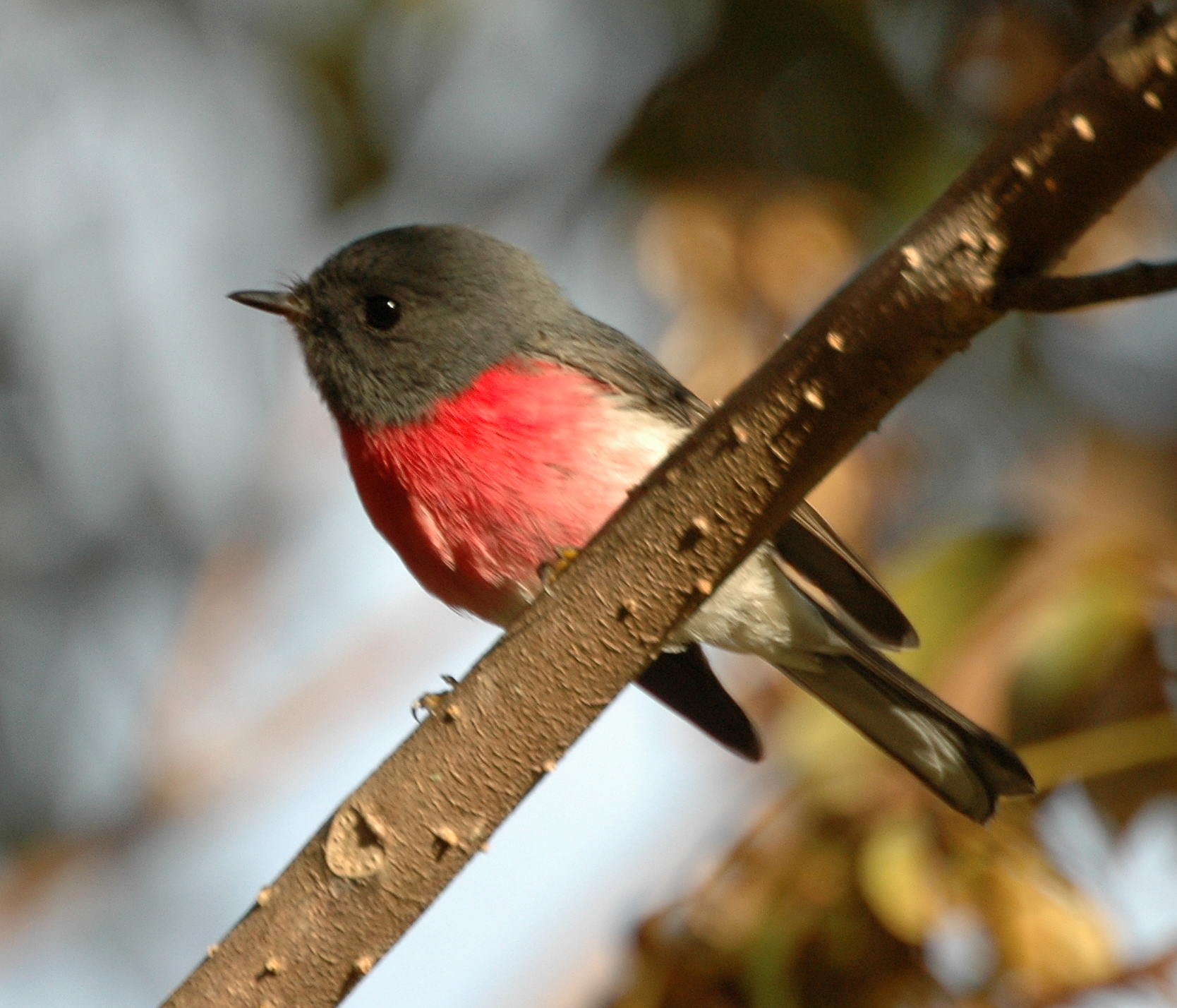
Petroica rosea

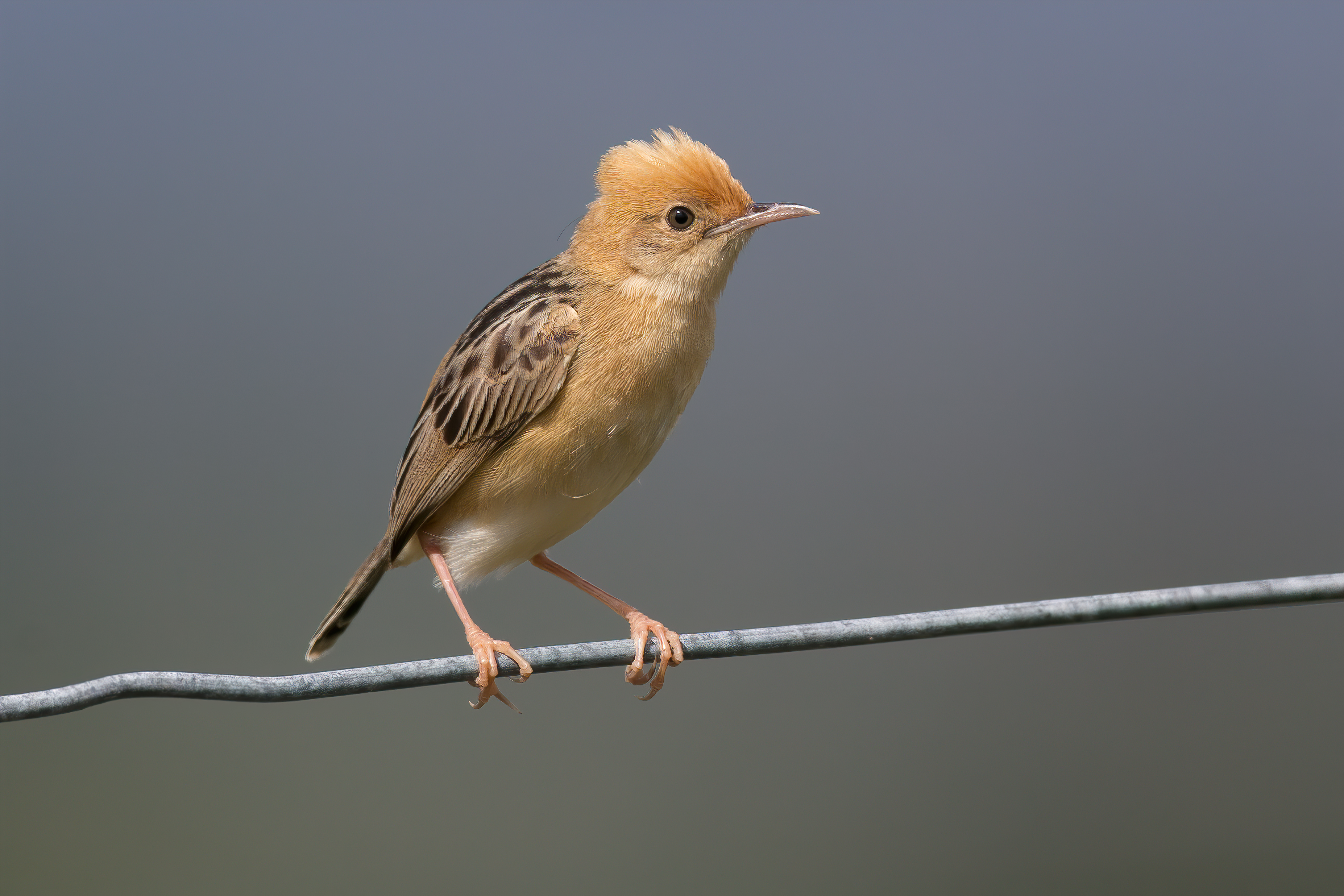
Cisticola exilis

Родина: Очеретянкові (Acrocephalidae)
Зафіксовано 2 види [1 рідний, 1 бродячий].
| Українська назва         | Біноміальна назва       | Примітки |
| ------------------------ | ----------------------- | -------- |
| Очеретянка східна        | Acrocephalus orientalis | бродячий |
| Очеретянка австралійська | Acrocephalus australis  |          |

Родина: Кобилочкові (Locustellidae)
Зафіксовано 8 видів [5 тубільних, 3 бродячих].
| Українська назва   | Біноміальна назва         | Примітки                                              |
| ------------------ | ------------------------- | ----------------------------------------------------- |
| Самітничок         | Poodytes carteri          |                                                       |
| Матата мала        | Poodytes gramineus        |                                                       |
| Роляк бурий        | Cincloramphus cruralis    |                                                       |
| Роляк рудогузий    | Cincloramphus mathewsi    |                                                       |
| Матата руда        | Cincloramphus timoriensis |                                                       |
| Кобилочка тайгова  | Helopsaltes fasciolatus   | бродячий, Острови Ашмор і Картьє та, можливо, материк |
|                    | Drymodes brunneopygia     | бродячий, Острів Різдва та Острови Ашмор і Картьє     |
| Кобилочка охотська | Helopsaltes ochotensis    | бродячий                                              |

Родина: Ластівкові (Hirundinidae)
Зафіксовано 7 видів [6 тубільних, 1 бродячий].
| Українська назва       | Біноміальна назва       | Примітки                                   |
| ---------------------- | ----------------------- | ------------------------------------------ |
| Ластівка сільська      | Hirundo rustica         |                                            |
| Ластівка австралійська | Hirundo neoxena         |                                            |
| Ластівка даурська      | Cecropis daurica        |                                            |
| Ясківка тасманійська   | Petrochelidon ariel     |                                            |
| Ясківка лісова         | Petrochelidon nigricans |                                            |
| Ластівка азійська      | Delichon dasypus        | бродячий, Острів Різдва & Кокосові острови |
| Ластівка білоспинна    | Cheramoeca leucosternus |                                            |

Родина: Бюльбюлеві (Pycnonotidae)

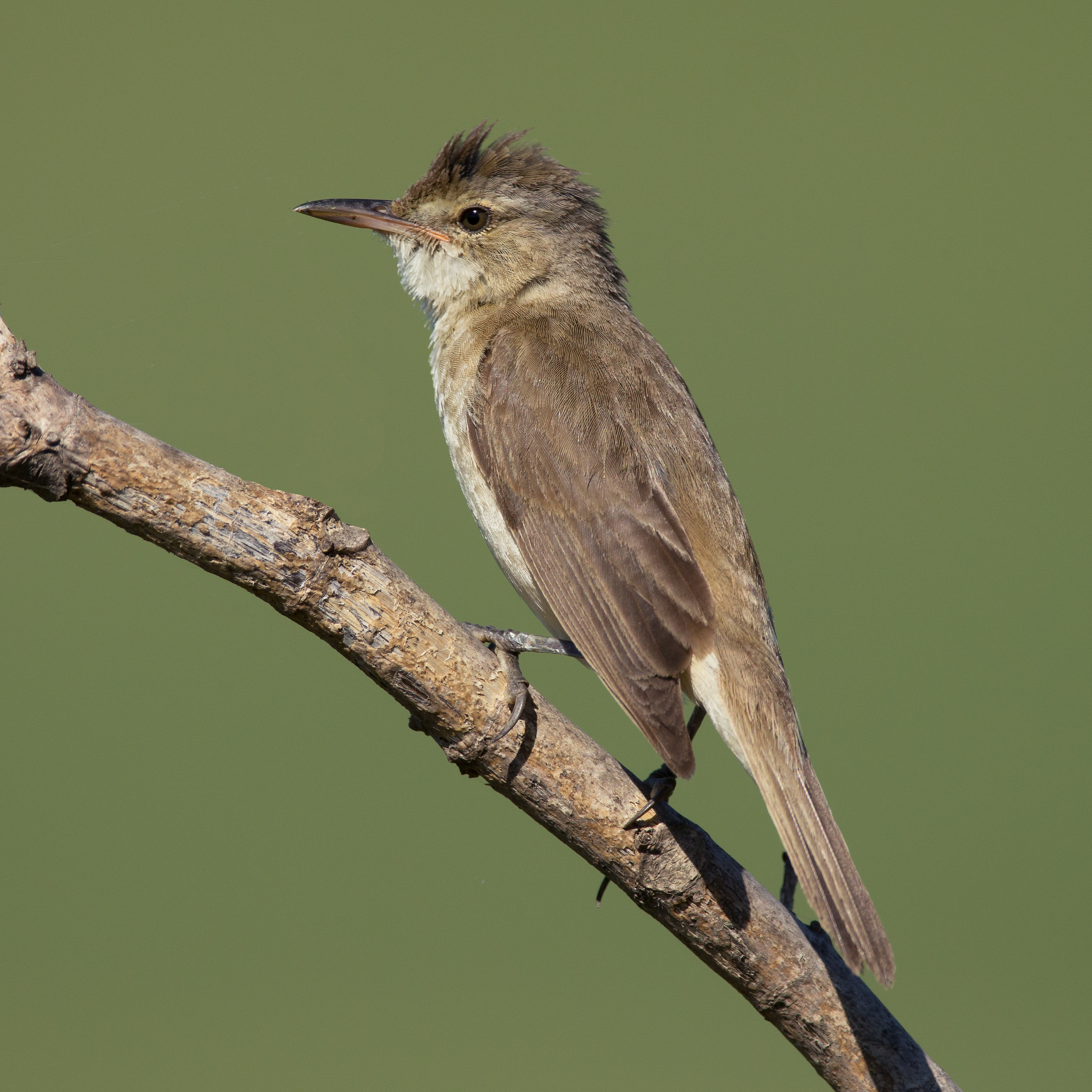
Acrocephalus australis

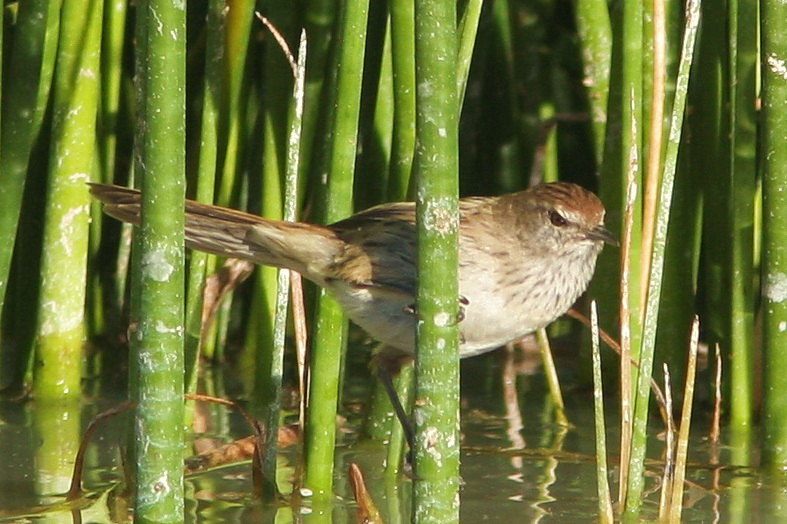
Маленька травичка

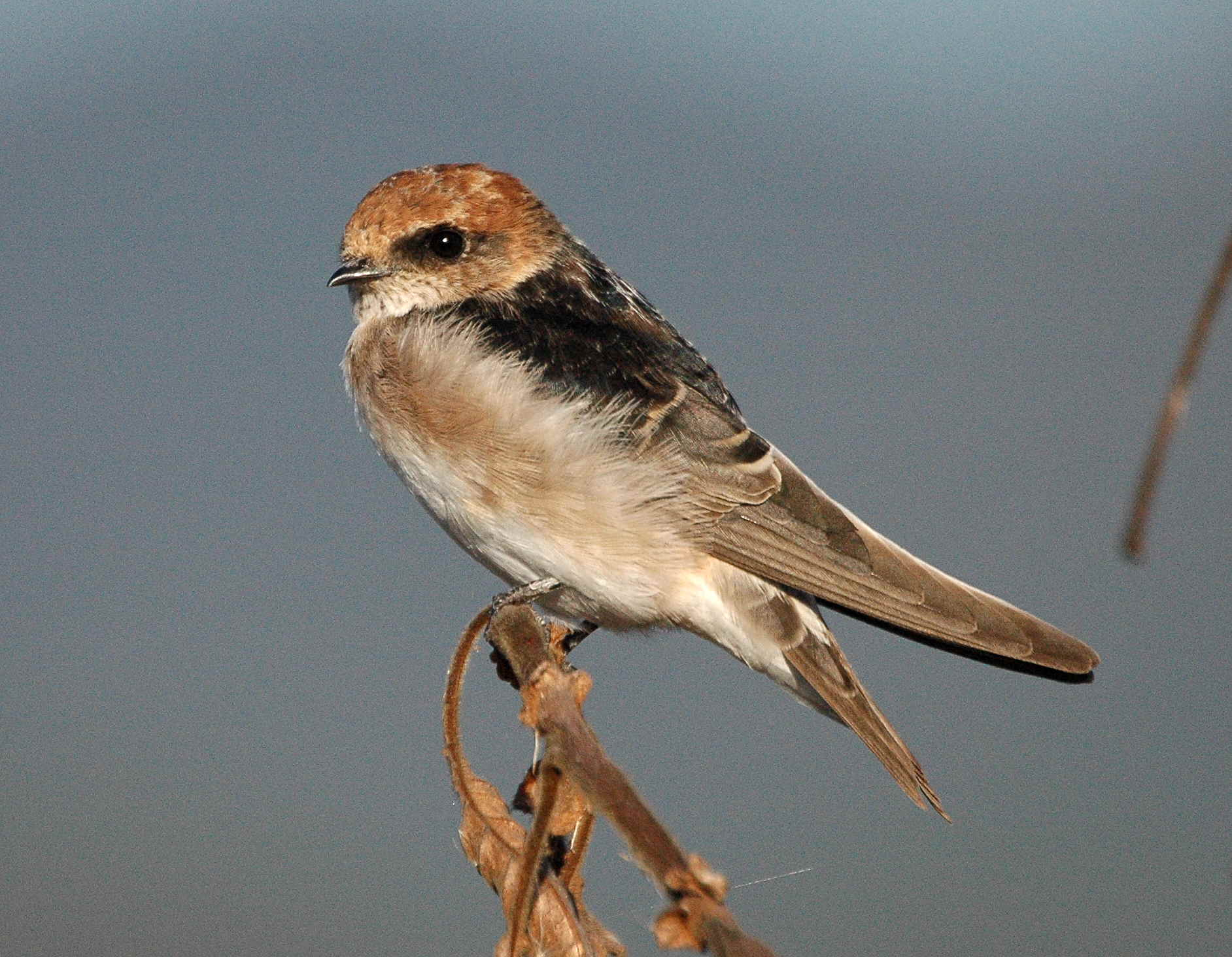
Petrochelidon ariel

Зафіксовано 2 види [1 інтродукований, 1 локально вимер].
| Українська назва      | Біноміальна назва  | Примітки       |
| --------------------- | ------------------ | -------------- |
| Бюльбюль червоночубий | Pycnonotus cafer   | локально вимер |
| Бюльбюль червоногузий | Pycnonotus jocosus | інтродукований |

Родина: Вівчарикові (Phylloscopidae)
Зафіксовано 6 бродячих видів.
| Українська назва     | Біноміальна назва        | Примітки                         |
| -------------------- | ------------------------ | -------------------------------- |
| Вівчарик лісовий     | Phylloscopus inornatus   | бродячий, Острови Ашмор і Картьє |
| Вівчарик бурий       | Phylloscopus fuscatus    | бродячий, острів Різдва          |
| Вівчарик весняний    | Phylloscopus trochilus   | бродячий, Острови Ашмор і Картьє |
| Вівчарик оливковий   | Phylloscopus coronatus   | бродячий, риф Ешмора             |
| Вівчарик шелюговий   | Phylloscopus borealis    | бродячий                         |
| Вівчарик камчатський | Phylloscopus examinandus | бродячий, Острови Ашмор і Картьє |

Родина: Cettiidae
Зафіксовано 1 бродячий вид.
| Українська назва                  | Біноміальна назва     | Примітки             |
| --------------------------------- | --------------------- | -------------------- |
| Очеретянка-куцохвіст далекосхідна | Urosphena squameiceps | бродячий, риф Ешмора |

Родина: Окулярникові (Zosteropidae)

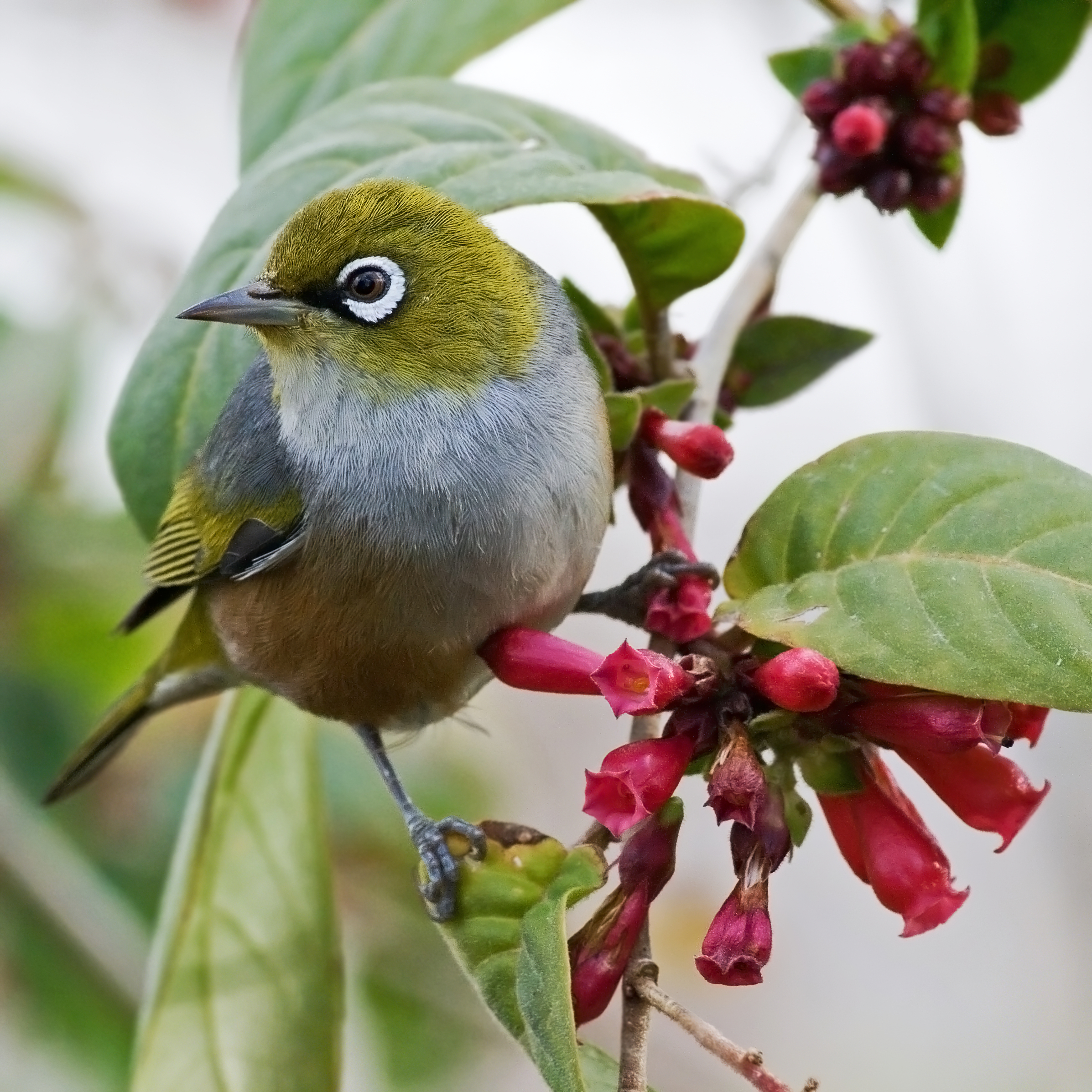
Zosterops lateralis

Зафіксовано 8 видів [6 корінних, 1 можливо вимерлий, 1 вимерлий].
| Українська назва       | Біноміальна назва      | Примітки                         |
| ---------------------- | ---------------------- | -------------------------------- |
| Окулярник світлолобий  | Zosterops natalis      | Острів Різдва                    |
| Окулярник цитриновий   | Zosterops chloris      |                                  |
| Окулярник сумбейський  | Zosterops citrinella   |                                  |
| Окулярник мангровий    | Zosterops luteus       |                                  |
| Окулярник тонкодзьобий | Zosterops tenuirostris | Острів Норфолк                   |
| Окулярник зелений      | Zosterops strenuus     | вимерлий, Лорд-Гав               |
| Окулярник норфолцький  | Zosterops albogularis  | можливо вимерлий, острів Норфолк |
| Окулярник сивоспинний  | Zosterops lateralis    |                                  |

Родина: Шпакові (Sturnidae)
Зафіксовано 8 видів [2 тубільні, 2 інтродуковані, 3 бродячі, 1 вимерлий].
| Українська назва           | Біноміальна назва     | Примітки                                   |
| -------------------------- | --------------------- | ------------------------------------------ |
| Шпак-малюк блискотливий    | Aplonis metallica     |                                            |
| Шпак-малюк новогвінейський | Aplonis cantoroides   | Острови Торресової протоки                 |
| Шпак-малюк норфолцький     | Aplonis fusca         | вимерлий, Лорд-Гав і острів Норфолк        |
| Шпак звичайний             | Sturnus vulgaris      | інтродукований                             |
| Шпак рожевий               | Pastor roseus         | бродячий                                   |
| Шпак даурський             | Agropsar sturninus    | бродячі, Острів Різдва та Кокосові острови |
| Шпак японський             | Agropsar philippensis | бродячий, Острови Ашмор і Картьє           |
| Майна індійська            | Acridotheres tristis  | інтродукований                             |

Родина: Дроздові (Turdidae)

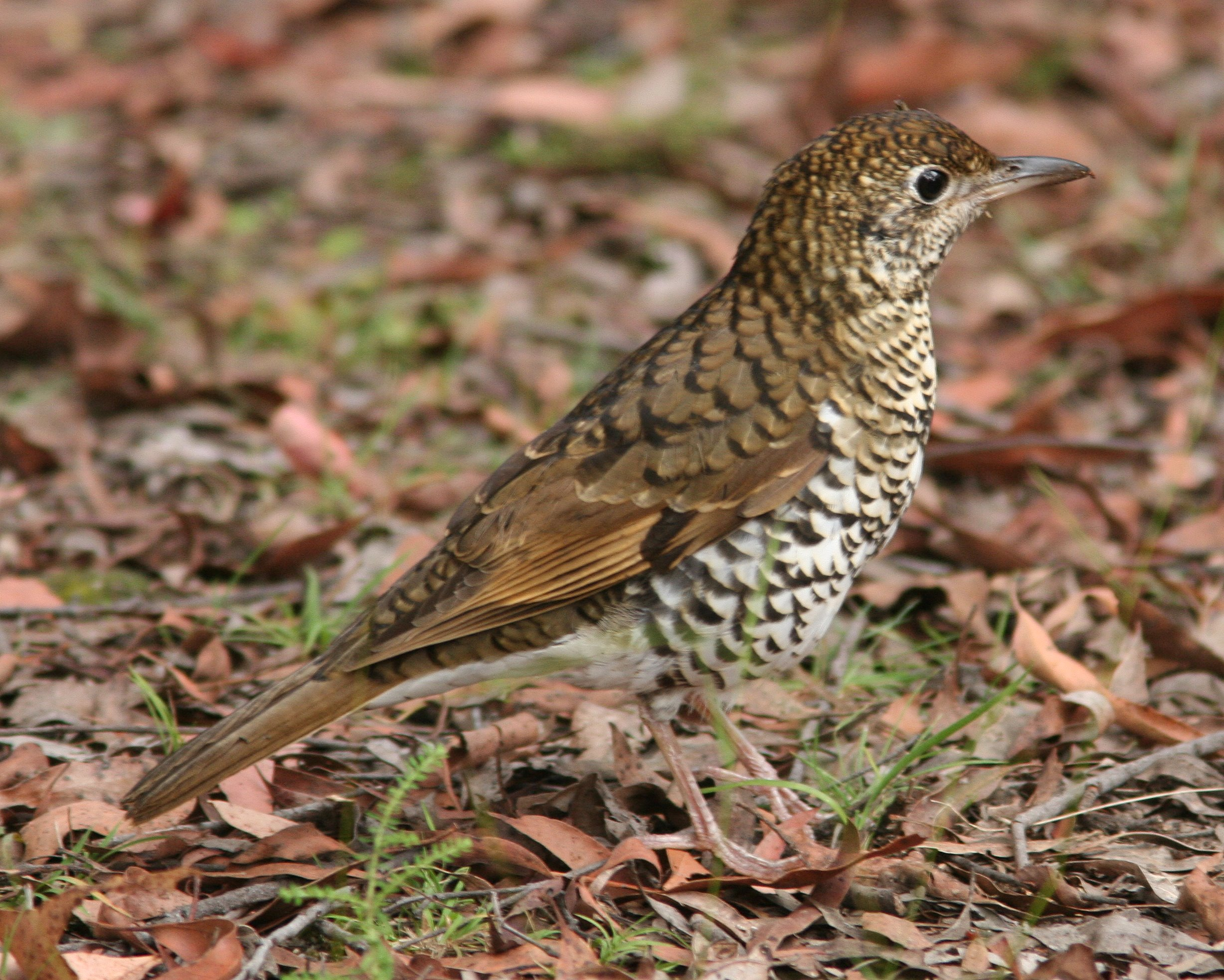
Zoothera lunulata

Зафіксовано 7 видів [3 місцеві, 2 завезені, 2 бродячі].
| Українська назва       | Біноміальна назва    | Примітки                         |
| ---------------------- | -------------------- | -------------------------------- |
| Квічаль австралійський | Zoothera lunulata    |                                  |
| Квічаль буроволий      | Zoothera heinei      |                                  |
| Квічаль сибірський     | Geokichla sibirica   | бродячий, Острови Ашмор і Картьє |
| Дрізд співочий         | Turdus philomelos    | інтродукований                   |
| Дрізд чорний           | Turdus merula        | інтродукований                   |
| Дрізд вузькобровий     | Turdus obscurus      | бродячий                         |
| Дрізд мінливоперий     | Turdus poliocephalus | Острів Різдва                    |

Родина: Мухоловкові (Muscicapidae)
Зафіксовано 9 бродячих видів.
| Українська назва       | Біноміальна назва      | Примітки                                                            |
| ---------------------- | ---------------------- | ------------------------------------------------------------------- |
| Мухоловка далекосхідна | Muscicapa griseisticta | бродячі, Острови Ашмор і Картьє та Кокосові острови                 |
| Мухоловка сибірська    | Muscicapa sibirica     | бродячий                                                            |
| Мухоловка бура         | '[Muscicapa dauurica   | бродяга, острови Ашмор і Картьє, острів Бравс та Кокосові острови   |
| Мухоловка синя         | Cyanoptila cyanomelana | бродячий                                                            |
| Соловейко синій        | Larvivora cyane        | бродячий, Острови Ашмор і Картьє                                    |
| Мухоловка жовтоспинна  | Ficedula narcissina    | бродячий, Острови Ашмор і Картьє, острів Барроу та Кокосові острови |
| Мухоловка тайгова      | Ficedula mugimaki      | бродячі, Кокосові острови                                           |
| Скеляр синій           | Monticola solitarius   | бродячий                                                            |
| Кам'янка попеляста     | Oenanthe isabellina    | бродячий                                                            |

Родина: Квіткоїдові (Dicaeidae)
Зафіксовано 2 види.
| Українська назва        | Біноміальна назва     | Примітки          |
| ----------------------- | --------------------- | ----------------- |
| Квіткоїд папуанський    | Dicaeum geelvinkianum | Торресова протока |
| Квіткоїд австралійський | Dicaeum hirundinaceum |                   |

Родина: Нектаркові (Nectariniidae)
Зафіксовано 1 вид.
| Українська назва   | Біноміальна назва  | Примітки |
| ------------------ | ------------------ | -------- |
| Маріка жовточерева | Cinnyris jugularis |          |

Родина: Астрильдові (Estrildidae)

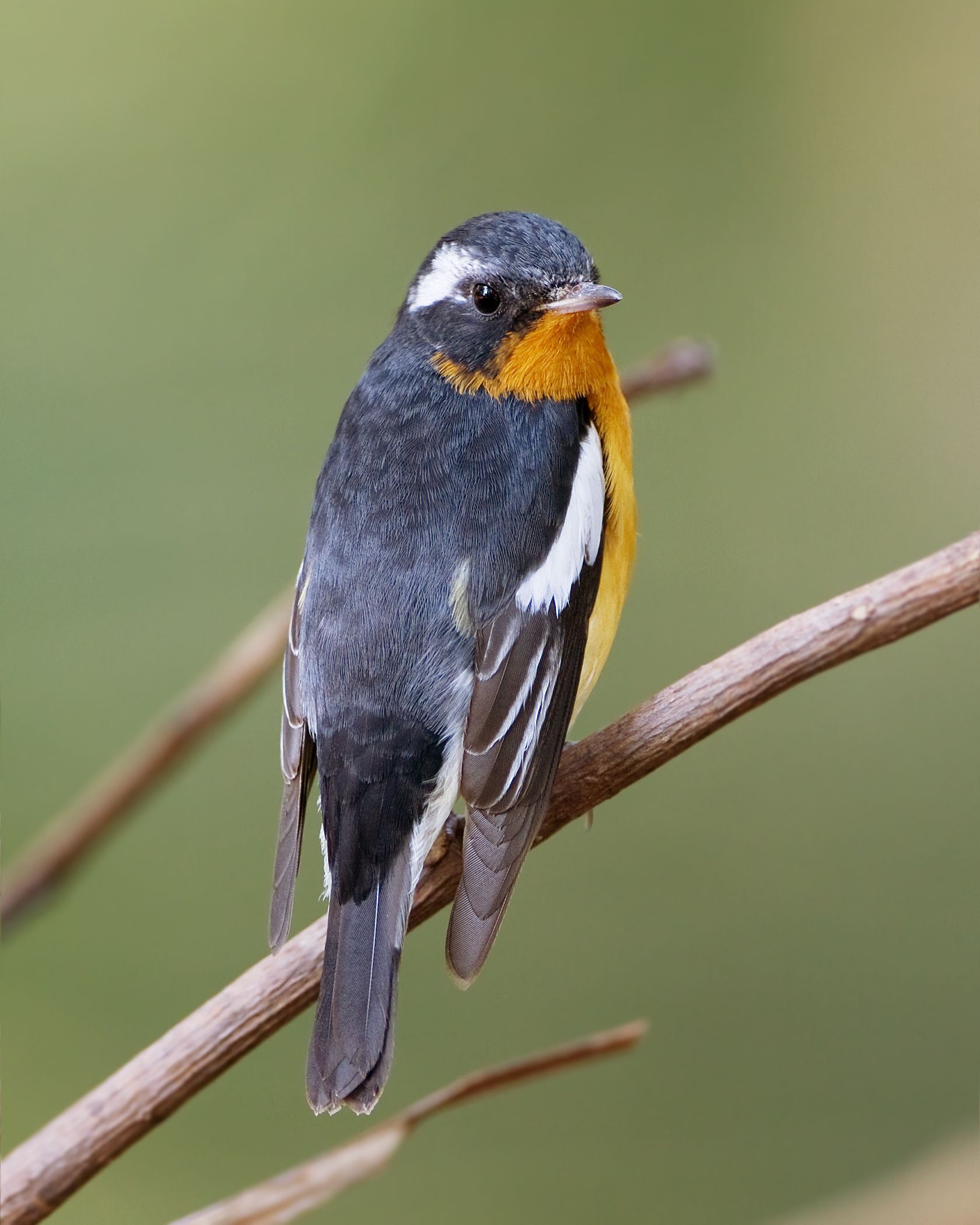
Ficedula mugimaki

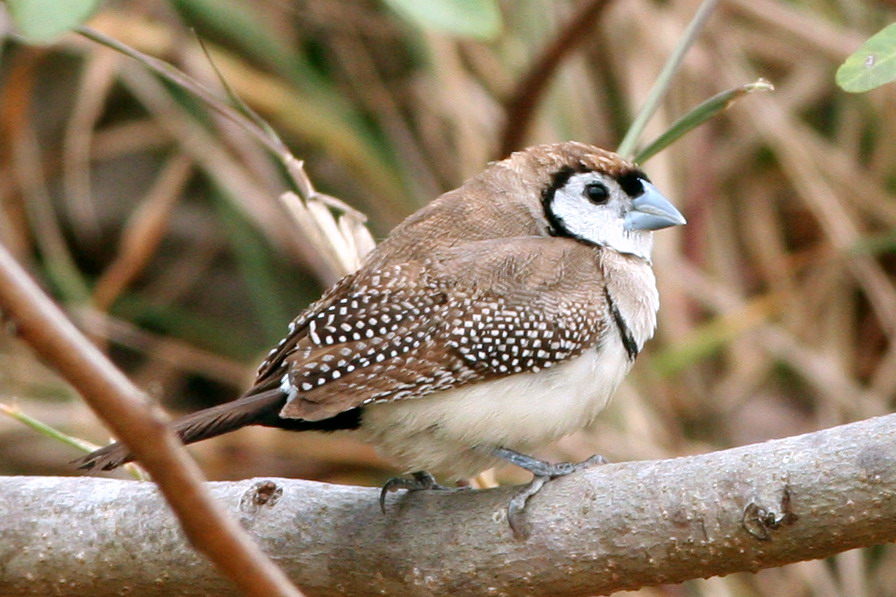
Taeniopygia bichenovii

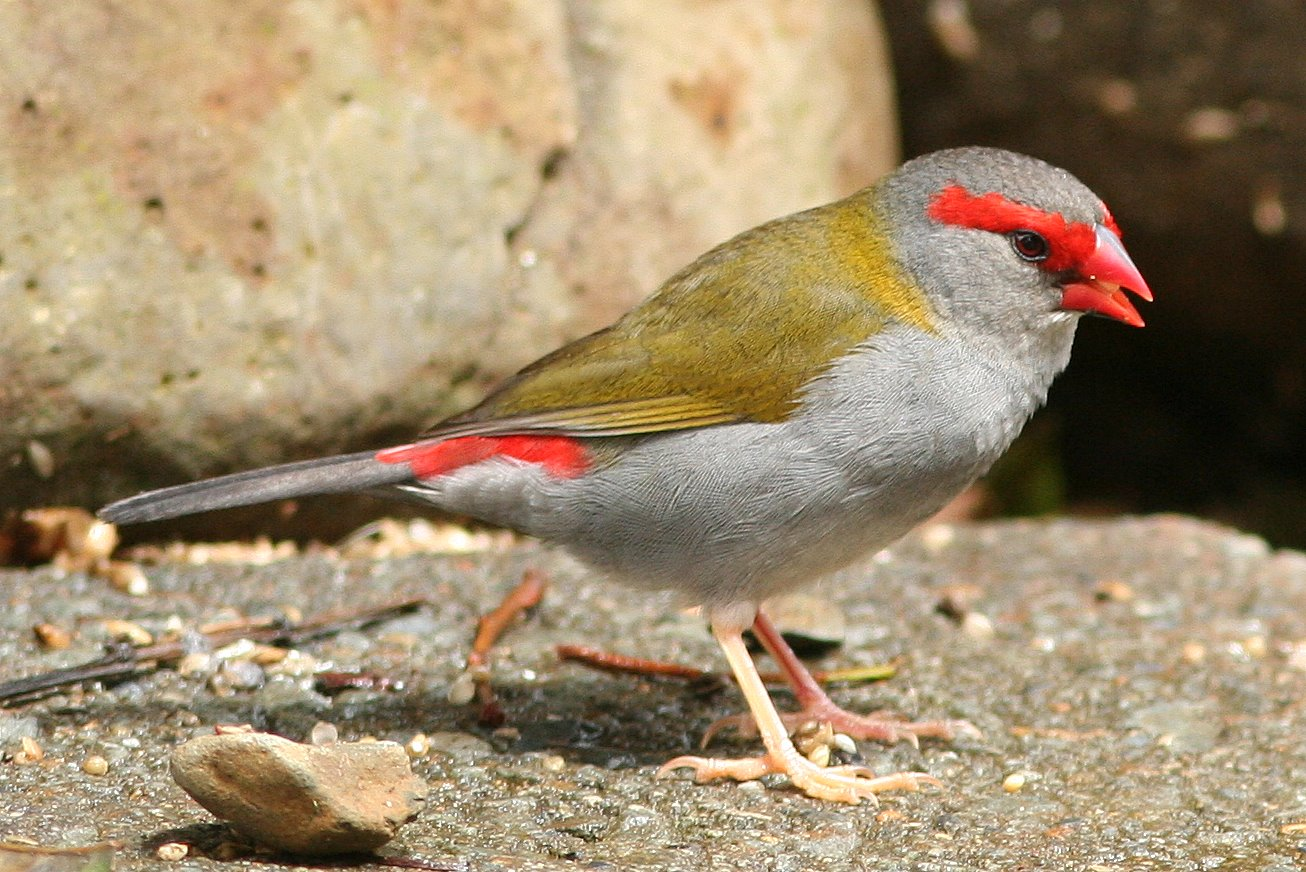
Neochmia temporalis

Зафіксовано 22 види [18 тубільних, 3 інтродукованих, 1 бродячий].
| Українська назва              | Біноміальна назва       | Примітки                                                    |
| ----------------------------- | ----------------------- | ----------------------------------------------------------- |
| Вогнегуз червонощокий         | Emblema pictum          |                                                             |
| Вогнегуз тасманійський        | Stagonopleura bella     |                                                             |
| Вогнегуз південний            | Stagonopleura oculata   |                                                             |
| Вогнегуз діамантовий          | Stagonopleura guttata   |                                                             |
| Амадина-рубінчик червоноброва | Neochmia temporalis     |                                                             |
| Амадина-рубінчик малинова     | Neochmia phaeton        |                                                             |
| Амадина-рубінчик очеретяна    | Neochmia ruficauda      |                                                             |
| Амадина-рубінчик смугаста     | Neochmia modesta        |                                                             |
| Діамантник австралійський     | Taeniopygia castanotis  |                                                             |
| Діамантник білощокий          | Taeniopygia bichenovii  |                                                             |
| Діамантник масковий           | Poephila personata      |                                                             |
| Діамантник довгохвостий       | Poephila acuticauda     |                                                             |
| Діамантник короткохвостий     | Poephila cincta         |                                                             |
| Папужник синьощокий           | Erythrura trichroa      |                                                             |
| Папужник райдужний            | Erythrura gouldiae      |                                                             |
| Мунія іржаста                 | Lonchura punctulata     | інтродукований на материк; бродячий, Острови Ашмор і Картьє |
| Мунія чорноголова             | Lonchura atricapilla    | інтродукований                                              |
| Мунія бліда                   | Lonchura pallida        | бродячий, Острови Ашмор і Картьє                            |
| Мунія жовтогуза               | Lonchura flaviprymna    |                                                             |
| Мунія каштанововола           | Lonchura castaneothorax |                                                             |
| Рисівка яванська              | Lonchura oryzivora      | інтродукований, острів Різдва                               |
| Мунія біловола                | Heteromunia pectoralis  |                                                             |

Родина: Горобцеві (Passeridae)
Зафіксовано 2 завезених види.
| Українська назва  | Біноміальна назва | Примітки       |
| ----------------- | ----------------- | -------------- |
| Горобець хатній   | Passer domesticus | інтродукований |
| Горобець польовий | Passer montanus   | інтродукований |

Родина: Плискові (Motacillidae)
Зафіксовано 10 видів [4 місцеві, 6 бродячих].
| Українська назва      | Біноміальна назва        | Примітки                                        |
| --------------------- | ------------------------ | ----------------------------------------------- |
| Плиска деревна        | Dendronanthus indicus    | бродячий                                        |
| Плиска гірська        | Motacilla cinerea        | бродячий                                        |
| Плиска жовта          | Motacilla flava          |                                                 |
| Плиска аляскинська    | Motacilla tschutschensis |                                                 |
| Плиска жовтоголова    | Motacilla citreola       | бродячий                                        |
| Плиска біла           | Motacilla alba           | бродячий                                        |
| Щеврик австралійський | Anthus australis         |                                                 |
| Щеврик іржастий       | Anthus rufulus           |                                                 |
| Щеврик сибірський     | Anthus gustavi           | бродяга, Острови Ашмор і Картьє та острів Бравс |
| Щеврик червоногрудий  | Anthus cervinus          | бродячий                                        |

Родина: В'юркові (Fringillidae)
Зафіксовано 5 чужорідних видів.
| Українська назва | Біноміальна назва   | Примітки                                        |
| ---------------- | ------------------- | ----------------------------------------------- |
| Зяблик           | Fringilla coelebs   | бродячий, Маккуорі, Лорд-Гав і Острів Норфолк   |
| Зеленяк          | Chloris chloris     | інтродукований                                  |
| Чечітка звичайна | Acanthis flammea    | інтродукований, Маккуорі і і бродячий, Лорд-Гав |
| Чечітка мала     | Acanthis cabaret    | інтродукований                                  |
| Щиглик           | Carduelis carduelis | інтродукований                                  |

Родина: Вівсянкові (Emberizidae)
Зафіксовано 1 бродячий вид.
| Українська назва  | Біноміальна назва   | Примітки                               |
| ----------------- | ------------------- | -------------------------------------- |
| Вівсянка звичайна | Emberiza citrinella | бродяга, Лорд-Гав і, можливо, Маккуорі |